# احتجاجات فنزويلا 2014
بدأت الاحتجاجات الفنزويلية في فبراير عام 2014 عندما احتج مئات الآلاف من الفنزويليين بسبب ارتفاع مستويات العنف الإجرامي والتضخم والنقص المزمن في السلع الأساسية بسبب السياسات التي أنشأتها الحكومة الفنزويلية. استمرت الاحتجاجات لعدة أشهر.

## يناير - كانون الثاني
- 6 يناير - قُتلت مونيكا سبير وزوجها السابق توماس هنري بيري خارج بلنسية (فنزويلا).[6]
- 8 يناير - بدأت الاحتجاجات بعد مقتل مونيكا في العاصمة كاراكاس.[7]
- 23 يناير / كانون الثاني - أطلق زعماء المعارضة ليوبولدو لوبيز وماريا كورينا ماتشادو حملة لإزالة مادورو من منصبه، بقصد استقالة الرئيس مادورو من خلال الاحتجاجات حيث قال «يجب علينا أن نخلق حالة من الفوضى في الشوارع من خلال النضال المدني المسؤول».[8][9]

## فبراير

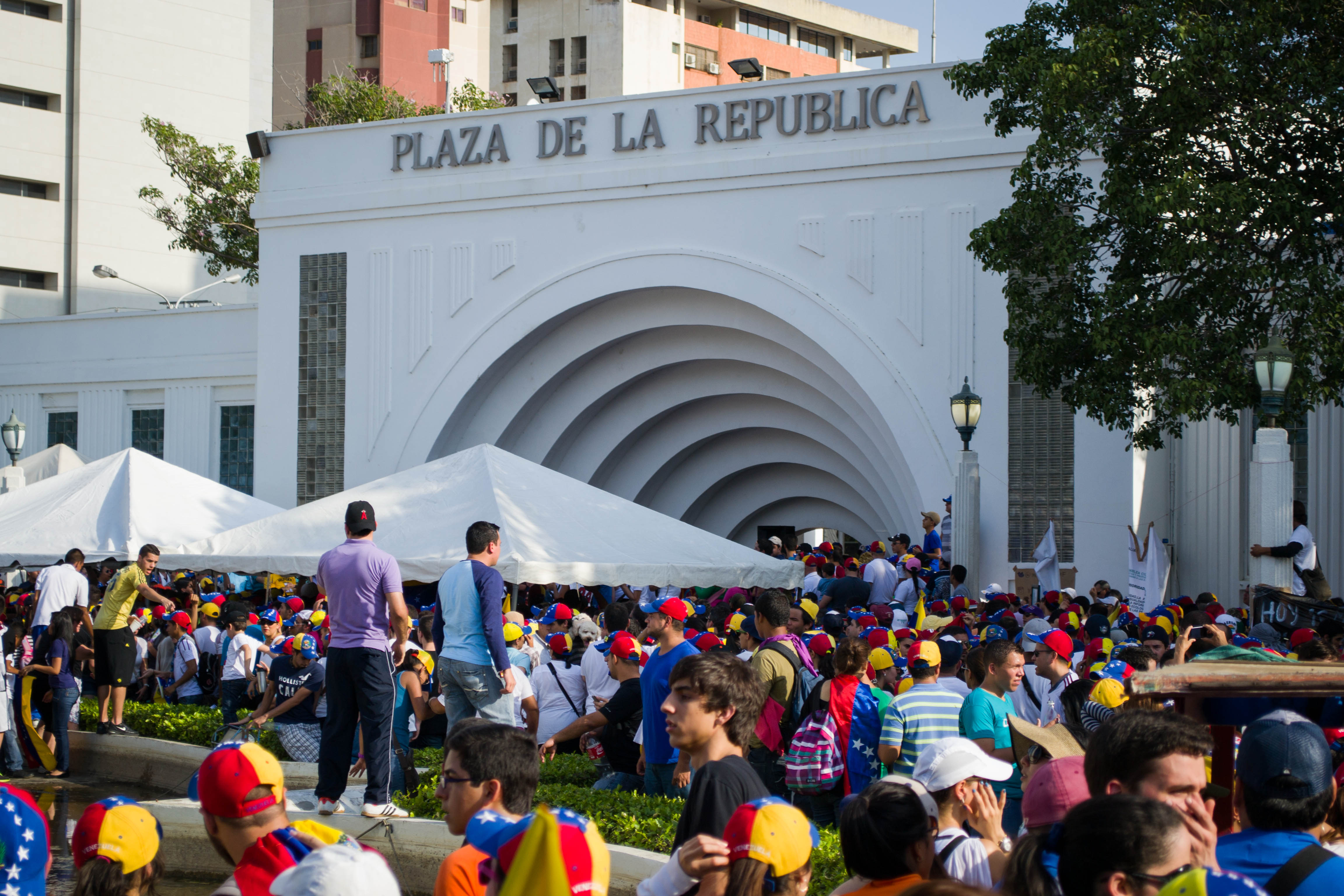
المتظاهرون في ساحة لا ريبوبليكا في ماراكايبو في 16 فبراير.

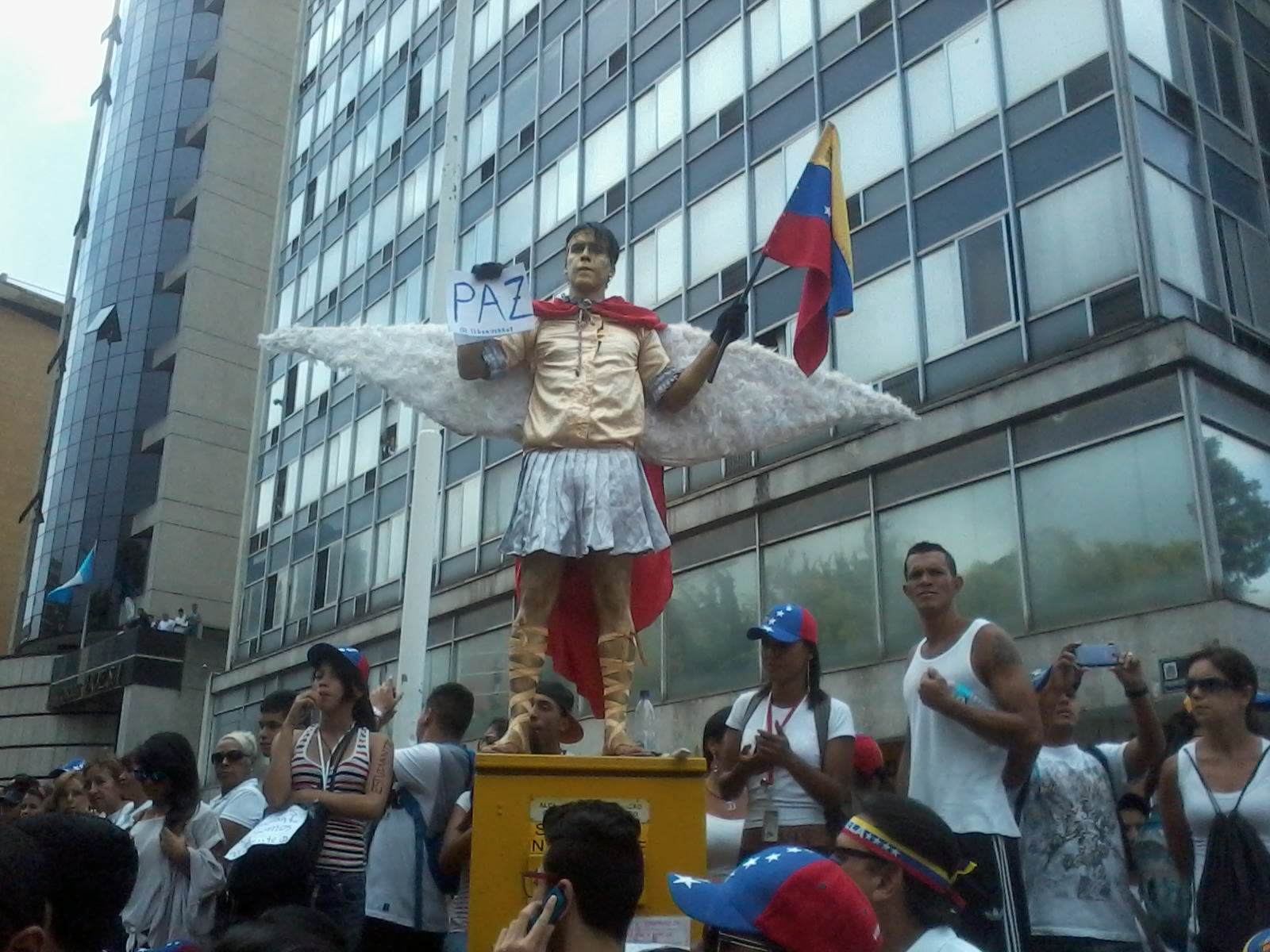
يحمل المحتجون شعار السلام وعلم فنزويلا

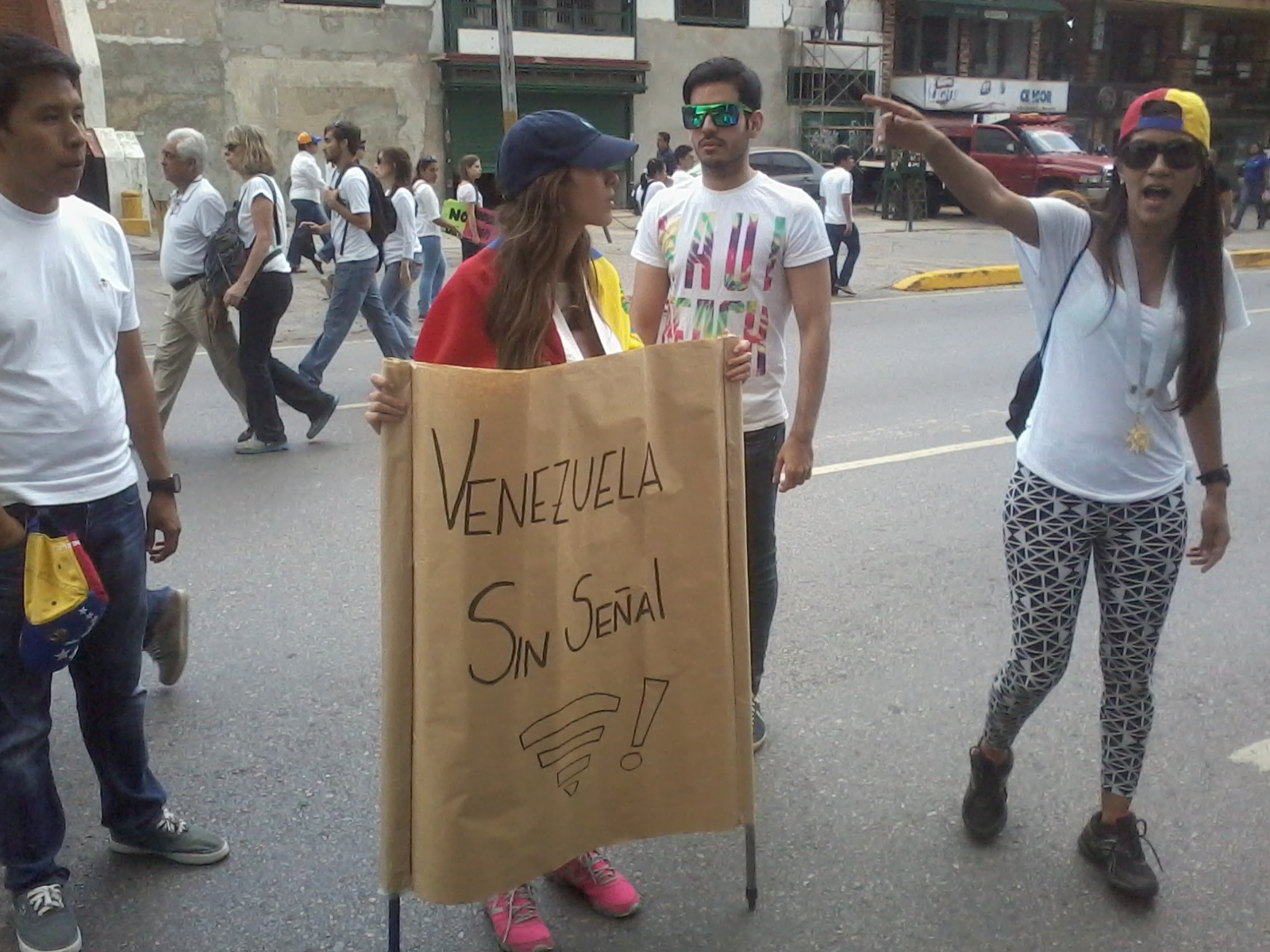
متظاهرة تحمل علامة ضد الرقابة على الإنترنت.

- 1 فبراير - دعا ليوبولدو لوبيز الطلاب للاحتجاج سلميا ضد نقص وانعدام الأمن.[10]
- 2 شباط / فبراير - دعا زعماء المعارضة إلى القيام بمسيرة في 12 شباط / فبراير بمناسبة اليوم الوطني للشباب.[11]
- 4 فبراير - حدثت احتجاجات في جامعة لوس أنديس (فنزويلا) بسبب انعدام الأمن ومحاولة الاعتداء الجنسي على طالب.[12]
- 5 شباط / فبراير - احتجاجات طلابية في جامعة اليخاندرو دي همبولدت، حيث تم منع السبل الرئيسية لكاراكاس التي تدعي انعدام الأمن لدى الطلاب أثناء النوبة الليلية.[13]
- 6 فبراير / شباط - احتج الطلاب في الجامعة الكاثوليكية في تاشيرا.[14]
- 7 فبراير - طلاب الطب في تاشيرا يواصلون الاحتجاج سلميا.[15]
- 8 فبراير - احتج طلاب من جامعة لوس أنديس (فنزويلا) خارج مقر سيبين حيث تم اعتقال الطلاب.[16]
- 9 فبراير - نساء يرتدون ملابس سوداء للاحتجاج على الاعتقالات التي وقعت في ولاية تاتشيرا.[17]
- 11 فبراير - احتج الطلاب في ولاية تاتشيرا، زوليا، كاراكاس وكورو على إطلاق سراح زملائهم الطلاب.[18]
- 12 فبراير - بدأت احتجاجات المعارضة الرئيسية مع مسيرات الطلاب بقيادة قادة المعارضة في 38 مدينة في جميع أنحاء فنزويلا في وقت واحد مع الاحتفالات الوطنية للاحتفال بالذكرى السنوية الثانية والخمسين ليوم الشباب ومعركة لا فيكتوريا.[19][20] بعد المظاهرات، بقيت مجموعات صغير تلقي الحجارة على القوات الحكومية.[21] أصبحت الاحتجاجات أكثر عنفا بعد قوات الأمن الحكومية و «كولكتيفوس» بزعم استخدام القوة المفرطة على المتظاهرين حيث أطلقوا النار على مجموعات من الناس العزل.[22][23] كان باسيل دا كوستا أول متظاهر يموت بعد إصابته بعيار ناري في الرأس، وفي وقت لاحق من ذلك اليوم، قتل أيضا متظاهر آخر، روبرت ريدمان، وناشط مؤيد للحكومة في كاراكاس. [24] وألقى الرئيس مادورو باللوم على الجماعات «الفاشية» في ذلك اليوم، بما في ذلك زعيم المعارضة ليوبولدو لوبيز، خلال كلمته الختامية في موكب يوم الشباب مساء ذلك اليوم في لا فيكتوريا بولاية أراغوا.[25] عُينت وكالة الأنباء الفنزويلية لتنظيم الاتصالات والإشراف عليها والتحكم فيها، القناة الإذاعية الكولومبية NTN24 من أجل «تعزيز العنف والسلطات غير المعترف بها»[26]
- 13 شباط / فبراير - بعد وفاة عضو من أعضاء الكونكتيف خوان «جوانتشو» مونتويا، ذهب أعضاء من الكولكتيفوس إلى التلفزيون للدعوة إلى الهدوء ودعوا إلى اعتقال زعيم المعارضة ليوبولدو لوبيز.[27] وتقبل القاضي رالينيس توفار غيلين التماس وزارة الشؤون العامة لاحتجاز ليوبولدو لوبيز فيما يتعلق بالاضطرابات التي أدت إلى وفاة زعيم كولكتيفو واثنين من الطلاب،[28][29][30] نظم الرئيس مادورو مظاهرات مؤيدة للحكومة لمواجهة المعارضة حيث بدأت الاحتجاجات العنيفة المناهضة للحكومة،[31] وقد اجتمع أنصار الحكومة خارج مقر الوزارة العامة بعد يوم واحد من تعرضها للهجوم،[32] وتم إلغاء برامج يوم الشباب في سبع جامعات في فنزويلا بسبب المشاركة الكبيرة من المتظاهرين الطلابية.[33] وندد طارق عيسمي، رئيس ولاية أراغوا، بأن جماعات المعارضة حاولت حرق المحافظة، وهاجمت بلدية جيراردوت، وأحرقت سيارة.[34] وبالمثل، ندد وزير النقل البري، حيمان الترودي، بأن مقر الوزارة تعرض لهجوم خلال ليلة الاحتجاجات.[35][36] وفقا ل فيلما مورا، كانت هناك محاولة على تولي محطة توليد الكهرباء في سانتا تيريزا وتدمير مدرسة رياضية، كما تعرضت حافلة من جامعة فنزويلا البوليفارية لهجوم في تاشيرا.[37] وفي فالنسيا، قام الحرس الوطني في التريجال بتفريق المتظاهرين حيث كان أربعة طلاب (ثلاثة رجال وامرأة) تعرضوا للهجوم داخل سيارة أثناء محاولتهم مغادرة محيطهم؛[38][39] تم سجن الرجال الثلاثة وأفيد أن أحد الضباط قد قام بتجنيد أحدهم بواسطة بندقية.[40]
- 14 فبراير / شباط - احتج الطلاب على منظمة الدول الأمريكية في فنزويلا مطالبين باتخاذ إجراءات ضد العنف.[41] أغلق المتظاهرون المعارضون شارع فرانسيسكو دي ميراندا في كراكاس طالبين بإطلاق سراح الطلاب الذين ألقي القبض عليهم في 12 فبراير، وقام الحرس الوطني في فنزويلا بتفريق المتظاهرين مع الغاز المسيل للدموع في ألتاميرة، وطالبت المائدة المستديرة للوحدة الديمقراطية والمؤتمر الأسقفي الفنزويلي بنزع سلاح الكولكتيفات والجماعات المسلحة الموالية للحكومة، وأدان منتدى العقوبات الفنزويلي (فيروبيان فينزولانو) أن الشرطة الوطنية البوليفارية (PNB) البراهين حول استخدام الأسلحة النارية ضد المتظاهرين في باركيسيميتو لتجنب التجريم.[42][43][44][45][46]
- 15 فبراير - احتج شافيستاس في بلازا فنزويلا في كراكاس، وندد مراسل غلوبوفيسيون وزملاؤه بالهجوم بالحجارة في ساحة فنزويلا، وندد هيمان الترودي بأن عمال مترو كراكاس تعرضوا للاعتداء «بالعصي والأنابيب»، وأن «الأضرار والدمار» قد أنتجت في منشآتها خلال الاحتجاجات يومي 12 و 14 فبراير / شباط، كما أوضح أيضا أن 40 وحدة ميتروبوس رجمت وأصبحت الآن غير نشطة، وأن السلالم المتحركة، وتدريب النظارات، والكاميرات، وإشارات وأنظمة الحريق قد تضررت، وقد برر الرئيس التنفيذي لشركة كوناتيل، ويليام كاستيلو، الاستيلاء على الشبكة NTN24 في المادة 27 من قانون المسؤولية الاجتماعية في الإذاعة والتلفزيون والإعلام الإلكتروني، الذي يحظر التحريض على الكراهية، وأعرب عن اعتقاده بأن «إساءة استخدام» الحرية من الكلام أدت إلى العنف، ووفقا له، أجرى كوناتيل رصد «90٪ من برنامج NTN24 كانت مخصصة لفنزويلا حيث كان 80٪ منحازة إلى جانب واحد من الصراع»[47][48][49][50]
- 16 فبراير / شباط - حذر وزير الاتصالات والمعلومات الفنزويلي ديلسي رودريغيز من أن الحكومة ستتخذ إجراءات قانونية ضد وسائل الإعلام الدولية " بسبب التلاعب في وسائل الإعلام"، وادعى رودريجيز أن الشبكات الاجتماعية ووسائل الإعلام الوطنية والدولية زعمت أنها ذكرت صور وهمية لا تتطابق مع فنزويلا، وأكد وزير الداخلية والعدل والسلام ميغيل رودريغيز توريس وجود أدلة تثبت أن "المتظاهرين في تشاكاو هم خارج الفئة العمرية لطالب جامعي، وأنهم يستخدمون دراجات نارية مكلفة للغاية مع ملابس غريبة عن الوسط الطلابي أو الأوساط الاجتماعية الشعبية، واتهم رامون موتشاشو، عمدة بلدية تشاكاو، بعدم تحمل مسؤوليته عن أمن البلدية، كما انتقد حاكم الولاية ميراندا، هنريك كابريلس، من عدم اتخاذ إجراءات وتجنب الاعتداءات في هذا القطاع، انتقد هنريك كابريلز الحكومة الوطنية، واعتبرها غير مسؤولة، وأكدوا أن "المدنيين لا ينفذون الانقلابات"، ويسألون أين هي البراهين (من هذا).[51][52][53][54][55]
- 17 فبراير / شباط - أجبر أفراد المخابرات الحكومية المسلحة طريقهم بشكل غير مشروع على مقر الإرادة الشعبية في كاراكاس واحتجزوا أشخاصا كانوا بداخله تحت تهديد السلاح، تجمع نحو 300 متظاهر معارض خارج المقر احتجاجا على تسلل المرفق وتم تفريقهم بالغاز المسيل للدموع، رئيس بلدية ليبيرتادور البوليفارية، خورخي رودريغيز غوميز، أعلن كاراكاس «منطقة سلام خالية من الفاشية»، أكد أنه لم يتلق أي طلب لمسيرة المعارضة في 18 فبراير، وأكد في ذلك اليوم أنه «تم منح الإذن للمسيرة الثقافية إلى بلازا فنزويلا».[56][57][58]

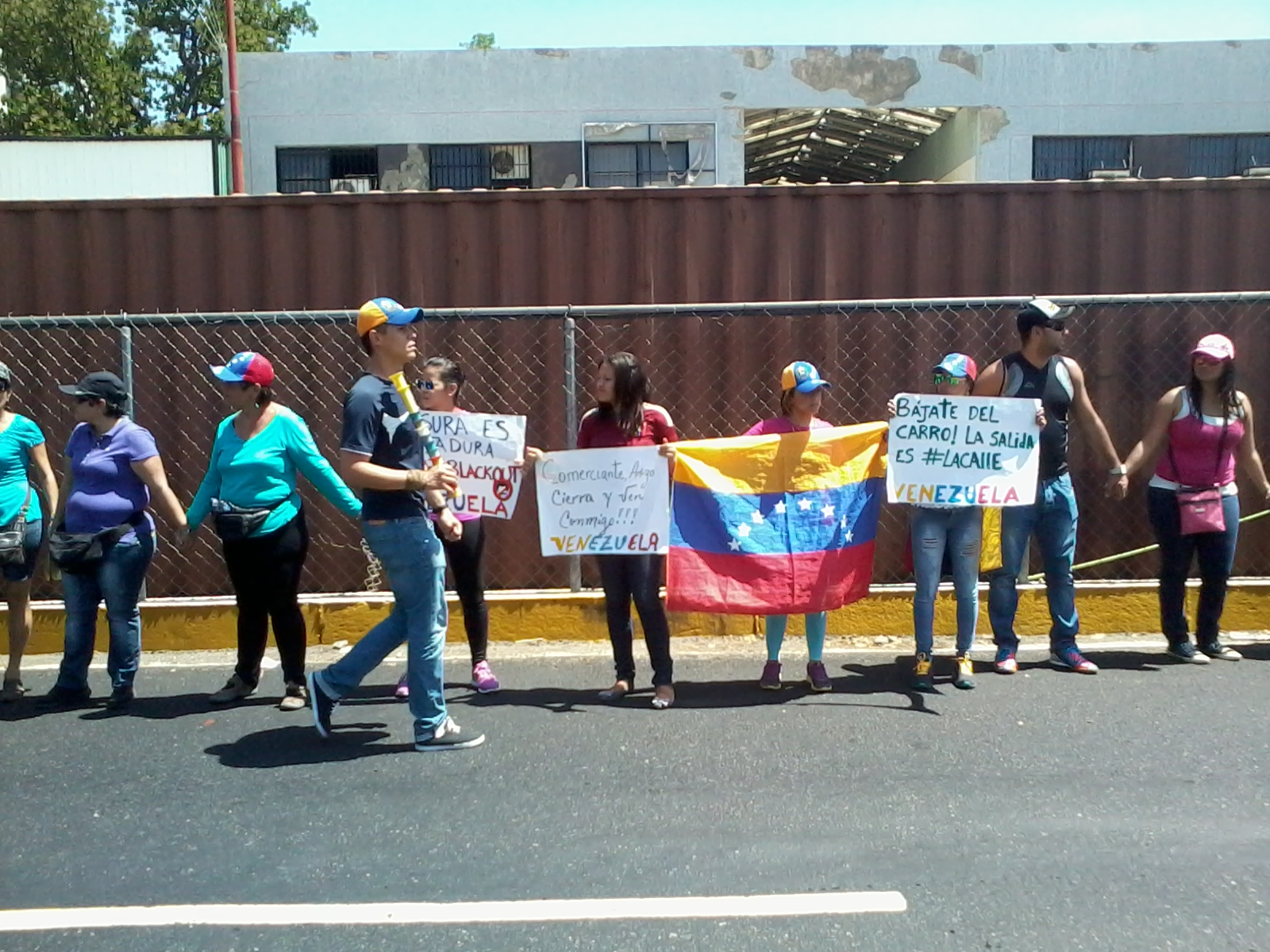
سلسلة من المحتجين في بلنسية (فنزويلا).

- سلسلة من المحتجين في بلنسية (فنزويلا).18 شباط / فبراير - ألقى ليوبولدو لوبيز خطابا في ساحة بلازا برون حيث أشار إلى ضرورة بناء «مخرج سلمي داخل الدستور ولكن في الشوارع» وأكد أنه «لا توجد وسائل إعلام حرة بعد الآن للتعبير عن أنفسهم، وسائل الإعلام يجب أن تبقى صامتة». وقال «بالنسبة للفنزويليين الذين يريدون تغيير، فانهم يستحقون السجن». وقد سلم نفسه إلى الحرس الوطني في الساعة 12:24 مساء، بالوقت الفنزويلي، وقال إنه كان يحول نفسه إلى «العدالة الفاسدة».[59] بعد أن سلم لوبيز نفسه، انسحب المتظاهرون المعارضون من طريق فرانسيسكو فاجاردو السريع.[60][61][62][63] وتجمع مئات من مؤيديه خارج بالاسيو دي جوستيسيا، احتجاجا على حقيقة أنه من وجهة نظرهم سيتم الحكم على لوبيز من قبل نظام العدالة غير العادلة والفساد في بلد «لا يوجد فصل السلطات».[64][65] هاجم المتظاهرون المعارضون خارج بالاسيو دي جوستيسيا من قبل الجماعات المسلحة الموالية للحكومة الذين ضربوهم، وألقوا عليهم أشياء من المبنى وحاولوا سرقة هواتفهم الخلوية.[66] وقالت منظمة العفو الدولية تبدو التهم ذات دوافع سياسية، ودعت إلى الإفراج عن لوبيز في غياب أدلة.[67][68] قالت هيومن رايتس ووتش إن «الحكومة الفنزويلية احتضنت علنا الأساليب الكلاسيكية لنظام حكم استبدادي، وسجن خصومها، وضرب وسائل الإعلام، وتخويف المجتمع المدني»، قائلة إن حكومة مادورو تلوم زعماء المعارضة، بما في ذلك لوبيز، بالعنف. [69] وقد ألقي القبض على بعض الطلاب والأساتذة بزعم أنهم أضرموا النار في شاحنة نفط تابعة لشركة بدفسا. [70] وقال المتظاهرون الطلاب أنهم تم إبعادهم بالقوة من قبل الشرطة حيث كانوا مركزين لمدة سبعة أيام في ماراكاي.[71] تجمع أنصار الحكومة في بلازا فنزويلا.[72]
- 19 شباط / فبراير - توفيت السيدة غينيسيس كارمونا «ملكة جمال السياحة في فنزويلا» بعد إطلاق النار عليها في الرأس عندما كانت تدعم احتجاج المعارضة، بعض المتظاهرين يدعون أنها قُتلت من قبل تشافيستا.[73][74][75][76][77][78][79][80][81] الأب بالمار، كاهن كاثوليكي ومؤيد للاحتجاجات في زوليا، فنزويلا تعرض لهجوم وجرح من قبل القوات الحكومية خلال مظاهرة سلمية. [82][83][84] حدث ذلك بعد بضعة أيام من خطاب الأب بلمار ضد مادورو طالبا استقالته وادعوا أن G2 الكوبي كان مسؤولا عن التأثير على مادورو. [85] وأرجئت محاكمة ليوبولدو لوبيز مرة أخرى وانتقل إلى سجن رامو فيردي العسكري.[86] في ذلك المساء، شوهدت جماعة مؤيدة للحكومة تعرف باسم «لاباز» بإطلاق أسلحة في المباني دون عائق من أعضاء الحرس الوطني البوليفاري.[87]  كما هاجمت الجماعات الموالية للحكومة على الدراجات النارية المتظاهرين في سوكري بفنزويلا بالحجارة والزجاجات بدعم من قوات الأمن الحكومية.[88] بعد تجمع مجموعة من المواطنين في كاراكاس، ردت عليهم مجموعات من شافيستاس وغنب بإطلاق النار والغاز المسيل للدموع بقوة، وأطلقت النار على طالب في القانون يبلغ من العمر 37 عاما كان يحاول التوسط بين المتظاهرين والحرس الوطني.[89][90][91]
- 20 فبراير - إزالة الحصانة البرلمانية عن ماريا كورينا ماتشادو.[92][93][94][95][96] وندد وزير الطاقة الكهربائية، جيسي تشاكون، بالأعمال التخريبية لممتلكات النظام الكهربائي الوطني فيولاية أنزواتغي، ولاية بوليفار وكارابوبو.[97] وتوقفت تهم الإرهاب وقتل ليوبولدو لوبيز،[98] ردا على وفاة ملكة جمال السياحة في فنزويلا جينيسيس كارمونا، خططت مجموعات من النساء للدفاع عن عائلة جينيسيس واحتجاجا على قتلها في 22 فبراير.[99] وتوفي مواطن في ولاية ميريدا بعد إصابته بجروح قاتلة أثناء عبوره حاجزا مع سلك شائك بواسطة دراجة نارية مع أحد أطفاله. [100]
- 21 فبراير / شباط - أغلقت فنزويلا قنصلياتها في أروبا وكوراساو وبونير بعد هجوم مزعوم من مواطن فنزويلي، وفقا لوزير الخارجية الفنزويلي الياس جوا، وتوفي راكب دراجة نارية بعد تعثره مع غايا (كابل فولاذي) وضع بالقرب من الحاجز، واتهمت الحكومة الطلاب المعارضين بهذا الحدث.[101][102]
- 22 فبراير / شباط - توفيت متظاهرة، جيرالدين مورينو، في المستشفى بعد أن أصيبت بجراح في عينها بسبب كريات البنادق عندما أطلق عليها أحد أفراد الحرس الوطني النار في وجهها أثناء احتجاجها في قطاع تازاجال بولاية كارابوبو.[103]
- 23 شباط / فبراير - تظاهر عشرات الآلاف من المتظاهرين المؤيدين والمعارضين للحكومة في كراكاس، مما أدى إلى بعض أشد المصادمات التي شهدتها المظاهرات، ووصلت نحو 30 وحدة عسكرية إلى مقر العميد المتقاعد انخيل فيفاس لاعتقاله المتظاهرين وقام بوضع اسلاك شائكة فوق الطرق لاصابة القوات الحكومية والمتظاهرين المؤيدين للحكومة مما ادى إلى مقتل واحد خلال العملية واصابة عدد اخر بجراح، وقد توفي مهندس بعد أن أصيب بجروح قبل يومين أثناء مظاهرة في كراكاس.[104][105][106][107]
- المظاهرات السلمية في كاراكاس، فنزويلا في 12 شباط / فبراير 2014.24 فبراير - اشتبكت قوات المعارضة والحكومة في سان كريستوبال، تاشيرا، واحتج المتظاهرون المعارضون وألقوا الحجارة والقنابل الحارقة على الحرس الوطني، ورد الحرس الوطني بالغاز المسيل للدموع ونيران البنادق، وأصيب أحدهم بنيران البنادق وقتل آخر بعد أن أطلق الحرس الوطني النار والغاز المسيل للدموع عليه مما أدى إلى سقوطه من على السطح.[108] انتقد حاكم تاتشيرا خوسيه مورا الحكومة قائلا «لقد غضبت بسبب الطائرات العسكرية التي تحلق فوق تاشيرا، وكان ذلك فائضا غير مقبول»، وأشار إلى السكان «أنا لست جزءا من النظام؛ لقد انتخبت من قبل شعب تاشيرا». [109]
- 25 فبراير / شباط - أبلغت ديلسي رودريغيز أن صحفي في مؤسسة التلفزيون الفنزويلي أصيب أثناء الاحتجاجات في ولاية تاشيرا وحث المدرسة الوطنية للصحفيين ونقابة عمال الصحافة الوطنية على التعليق على الحدث، ونددت أيضا بأن وسائل الإعلام، على الصعيدين الوطني والدولي، تتجاهل الهجمات المستمرة التي يعاني منها أنصار الحكومة، بما في ذلك الصحفيين وأعضاء القوات المسلحة الوطنية للجمهورية البوليفارية الفنزويلية.[110] وتوفي سائق سيارة أجرة بعد إطلاق النار عليه في اليوم السابق أثناء محاولة إزالة الحطام الذي وضعه المتظاهرون في ماراكايبو بولاية زوليا. [111]
- 26 فبراير - قادت ليليان تينتوري، زوجة ليوبولدو لوبيز، احتجاجا هادئا على الطالبات قبل مؤتمر السلام الحكومي، في تاشيرا، قطعت مجموعة من المتظاهرين تمثال للرئيس الراحل هوغو شافيز، ونشرت الصور على تويتر، ونهب مقر الحزب الديمقراطي للعمل السياسي في سان كريستوبال، واتهم أمينها العام ميغيل رييس الحاكم فيلما مورا بالأحداث وأدان أن الشرطة لم تتصرف، وعقدت حكومة فنزويلا مؤتمرا وطنيا للسلام لم تحضره شخصيات المعارضة لأنه وفقا للمعارضة، «يجب أن تستند أي محادثات إلى جدول أعمال متفق عليه سلفا ومشاركة طرف ثالث»[112][113][114][115]
- 27 فبراير - احتج الطلاب الذين يقودهم خوان ريكيسنس ضد العنف والاحتجاز والتعذيب للطلاب في فنزويلا، مع زيارة هيريك كابريلز، ولكنه لم يكن متحدث رسمي.[116] أصدرت الحكومة مذكرة توقيف لكارلوس فيشيو، زعيم الإرادة الشعبية بتهم مختلفة.[117] احتج أطباء في ماراكاي، ولاية أراغوا، على حالة المستشفيات في الولاية.[118] وقد أصدر الرئيس مادورو مرسوما بتاريخ 27 شباط / فبراير بعنوان «يوم عدم العمل في فنزويلا» فيما يتعلق بسقوط الاحتجاجات (وكان ذلك التاريخ أيضا الذكرى السنوية الخامسة والعشرين لتاريخ كاراكازو التاريخي لعام 1989).[119]
- 28 فبراير / شباط - نصبت مجموعة من المتظاهرين كمينا لكبير ضباط الحرس الوطني وهاجمته، جاء أحد الجيران للدفاع عن الضابط، الذي ركض خلف البوابات الأوتوماتيكية، وفي نهاية المطاف اقتحم المتظاهرون المنزل الذي كان يختبئ فيه وسرق خوذته وقذائف الرصاص.[120]

## مارس
- 1 مارس - رفضت بعض المدن مثل التيجري، أناكو، تيغريتو، بيريتو للاحتفال بالكرنفال ووضعت الصليب ليمثل أولئك الذين سقطوا خلال الاحتجاجات على الشواطئ الشعبية.[121] كان حضور احتفالات الكرنفال في المدن عدد قليل بسبب الاحتجاجات مع ضباط الشرطة.[122] المياه في نافورة ساحة فرانشا في كاراكاس كانت مصبوغة باللون الأحمر احتجاجا على الوفيات الناجمة عن العنف.[123][124] نفت المدعية العامة الفنزويلية لويزا أورتيجا دياز مزاعم المعارضة بأن الطلاب هم الهدف الرئيسي للحكومة الفنزويلية، في حين أنهم يمثلون في الواقع 35٪ من جميع المحتجزين. كما ذكرت أن 27 من عملاء الحكومة على الأقل يجري التحقيق معهم بسبب انتهاكات حقوق الإنسان، بالإضافة إلى خمسة آخرين متهمين بقتل ثلاثة أشخاص في اليوم من الاحتجاجات، وفي الوقت نفسه، أعلن الرئيس مادورو أن ضابطا في الحرس الوطني قد توفي وأصيب اثنان آخران بنيران القناصة.[125]
- 2 مارس - سار عشرات الآلاف من المتظاهرين المعارضين في جميع أنحاء كاراكاس احتجاجا على الرقابة وانعدام الأمن والظلم، واستخدم الحرس الوطني الغاز المسيل للدموع على المتظاهرين، ولعب الموسيقى الصاخبة لحجب أصواتهم.[126][127]
- 3 مارس - سار مواطنون لوس سالياس ولوس تيك إلى سجن رامو فيردي للمطالبة «بالعدالة والحرية» من الحكومة.[128]المتظاهرون في كصرلآزو
- 4 آذار / مارس - احتشد الآلاف من المتظاهرين المعارضين السلميين في شوارع كاراكاس، وتجمع رئيس مجلس النواب مع مواطنين آخرين أمام الأمم المتحدة في تشاكاو يطالبون المعارضة بعرض قضيتهم على الأمم المتحدة وادعى أن الياس جوا يحاول إخفاء ما يحدث فعلا في فنزويلا.[129][130]
- 5 مارس / آذار - قطعت فنزويلا العلاقات الدبلوماسية مع بنما حيث كرمت الأمة الرئيس تشافيز في الذكرى الأولى لوفاته، واتهم الرئيس مادورو، في خطاب في ثكنة مونتانا في كاراكاس، بنما بدفع المنظمات الإقليمية للتدخل في فنزويلا لأنها طلبت من منظمة الدول الأمريكية إجراء تحقيق في الاحتجاجات، وأكدت لمنظمة الدول الأمريكية أنها منظمة فاسدة «ستين عاما من التاريخ السيئ للتدخل والدكتاتورية»، وبعد ساعات من دعوة الرئيس مادورو إلى وحدات معركة بوليفار وشافيز، والمجالس البلدية، والكوميونات، وكولكتيفوس خلال كلمته؛ الهجمات على مبنى سكني من قبل بعض الجماعات التي أطلقت النار على السكان والحرس الوطني الذي أطلق الغاز المسيل للدموع في المبنى أسفر عن مقتل شخصين في لوس رويسيس، بما في ذلك حارس وطني، قام كل من الحرس الوطني و «كولكتيفوس» بالاعتداء على المتظاهرين السلميين في كاراكاس مع عمدة بلدية رامون موشتشو مؤكدين ذلك ونددوا بأعمال الحرس الوطني التي تسببت في ضرر يقول: «يمكننا أن نرى كيف أن دبابة محددة جيدا من الحرس الوطني صدمت عمدا سيارة متوقفة في أحد الشوارع»، كما قامت مجموعات من الدراجات النارية في باروتا«بتخويف المتظاهرين ودمرت حاجزا للمعارضة»، شجبت ويل الشعبية أن مقرها في ماراكايبو، ولاية زوليا، أعيق مع كميات كبيرة من القمامة والحطام، وفي بونتو فيجو، ولاية فالكون، احتجز 26 طالبا أثناء الاحتجاجات؛ أحدهم تعرض للضرب العنيف، وكسر القفص الصدري.[131][132][133][134][135][136][137][138]
- 6 مارس - أخذت الحكومة الفنزويلية بنما من قائمة تبادل العملات على موقع كاديفي بسبب العلاقات المتوترة مع البلاد، وقال عمدة ميراندا هنريك كابريلز ان الرئيس مادورو يدعو الجماعات في 5 آذار / مارس وقال للمستمعين «هل تعتقد أن ذلك سيحل المشاكل الاقتصادية بقتل بعضهم بعضا؟»، وفي كاراكاس، مات حارس من الحرس الوطني أثناء الاحتجاجات وأُشعلت النيران في سيارة.[139][140][141]
- 7 آذار / مارس - قدمت المحكمة الجنائية 40 شكوى بشأن انتهاكات مزعومة لحقوق الإنسان وقعت في 12 شباط / فبراير ضد الحكومة، تم تشويه تمثال هوغو تشافيز في ياراكوي.[142][143]احتجاج المتظاهرون أمام جامعة فنزويلا المركزية
- 8 مارس - توقفت العلاقات الاقتصادية بين فنزويلا وبنما بسبب الخلافات السياسية، ومن أجل «سحق المضاربين»، قدم الرئيس مادورو نظاما تقنينيا جديدا «كوبيا» لفنزويلا؛ وهو النظام الذي كافح في كوبا لأن «المنتجات المعروضة ليست كافية ويجب على الأسر اللجوء إلى السوق السوداء للبقاء على قيد الحياة»[144][145][146]
- 9 مارس - تم تعليق خطوط الحافلات من محطات ألتاميرة، كاراكاس إلى أجل غير مسمى بسبب الاحتجاجات التي قد تؤثر على 25000 راكب، تجمعت مجموعات من الناس في لوس رويسز، وخلقت جدارية من مطبوعات اليد البيضاء لإظهار الدعم للضحايا في لوس رويسس من الاعتداء والقوة المفرطة التي وقعت في 7 مارس، جيزيلا روبيلار فيغيروا تعرضت لإطلاق نار قاتل في وجهها بينما حاولت مجموعة من الناس إزالة حاجز الطرق في ميريدا خلال مواجهة بالفيديو مع المتظاهرين المناهضين للحكومة، أعلنت شيلي تحقيقها الخاص.[147][148][149][150]
- 10 مارس - احتج المئات من الأطباء وطلاب الطب على الأوضاع في المستشفيات ونقص الأدوية، وخلال المظاهرة، تأثر نائب وزير الصحة خوانا كونتريراس بالغاز المسيل للدموع الذي أطلقته الشرطة الوطنية لتفريق الأطباء وكان يجب أن يساعده الأطباء المحتجون، دخلت الشرطة في أنزواتيغوي الفصول الدراسية في جامعة سانتا ماريا وهاجمت الطلاب والأساتذة داخل الفصول الدراسية، ووقع حريق في محطة إذاعة جامعة لوس أندس، وقتل زعيم الطلاب دانيال تينوكو في سان كريستوبال؛ ربما من قبل «كولكتيفوس» أو الحرس الوطني في المنطقة.[151][152][153][154][155][156]
- 11 آذار / مارس - في عدة أماكن في كراكاس، وضعت حقائب تمثل أكياس للجسم لزيادة الوعي بشأن ارتفاع معدلات العنف والإفلات من العقاب في فنزويلا، وفي مظاهرة احتجاجية في ليساندرو ألفارادو في وسط مدينة باركيسيميتو، أصيب ستة أشخاص وأحرقت العديد من السيارات، ندد العديد من الطلاب بوجود الحرس الوطني برفقة جماعات مسلحة داخل الحرم الجامعي، هاجم أنصار الحكومة بقيادة نانسي أسنسيا نائبة ماريا كورتينا ماتشادو وأسقف مدينة غوايانا، المونسنيور ماريانو بارا، في مطار بويرتو أورداز بعد أن شارك ماتشادو في العديد من الاحتجاجات مع الطلاب والسياسيين الغويانيين، وأدان الرئيس مادورو أن مقر وزارة الأشغال العامة والإسكان هاجمته «جماعات عنيفة يمينية» أضرت بواجهتها ومعداتها.[157][158][159][160]الاحتجاجات أمام الشرطة- ألتاميرة، سكوار.
- 12 مارس - أغلق مترو كراكاس سبع محطات بسبب مخاوف تتعلق بالسلامة.[161] وسار طلاب جامعة كاليفورنيا (جامعة فنزويلا المركزية بالاسبانية) ومظاهرات المعارضة إلى ساحة فنزويلا للمطالبة بسعادة أمبادوسومان غابرييلا راميريز للاستقالة، فرقت الشرطة الاحتجاج بالقنابل المسيلة للدموع ومدافع المياه.[162][163][164][165] وفي تشاساو، فرقت ست دبابات وشاحنتان مدفعتان بالمياه وحراس من الحراس الوطنيين بالغاز المسيل للدموع وقذائف البنادق المتظاهرين أثناء تشغيل صوت هوغو شافيز وصوت النشيد الوطني الكوبي.[166] وقد أفادت منظمة "NTN24" بأن رجال الحرس الوطنيين والأفراد الذين يحملون «لهجات كوبية» في ميريدا أجبروا ثلاثة مراهقين معتقلين على الاعتراف بالجرائم التي لم يرتكبوها، ثم «راكعوا المراهقون وأجبروا على رفع أسلحتهم ثم أطلقوا النار عليهم في جسدهم» خلال مزاعم «الممارسة المستهدفة».[167][168] وذكر حاكم ولاية كارابوبو فرانسيسكو اميلياك ان قائد الحرس الوطنى راموس ارنستو براشو برافو لقى مصرعه بعد اطلاق النار عليه في طريق فالنسيا السريع. وقتل اثنان من المارة، أحدهما إلى المخزن وواحد داخل شقة، بعد أن أطلق عليهما عدة عشرات من الكولكتيفوس على دراجات نارية كانوا يهاجمون المتظاهرين المعارضين في إيزابيليكا، فالنسيا.[169][170][171][172] وندد الرئيس مادورو بأن جماعات العنف من المتظاهرين المعارضين هاجموا البرج البريطاني في ألتاميرة.[173][174][175]
- 13 مارس / آذار - قال الرئيس مادورو أنه سيعلن عن كيفية «إيقاف» الانقلاب، وقال «لقد فات الأوان للجلوس والتحدث مع القوات المسلحة الطاجيكية» ودعا هنريك كابريلز «بوم غير كفء».[176][177]
- 14 مارس / آذار - اتهم وزير الخارجية الفنزويلي الياس جووا وزير الخارجية الأمريكي جون كيري بأنه قاتل، قائلا إنه «ينشط» أعمال العنف في فنزويلا.[178]
- معارضون يحملون يافطة ينتقدون التدخل الكوبي المزعوم في فنزويلا قائلا "كوبا خارج الأمر"15 آذار / مارس - اتهم الرئيس مادورو الولايات المتحدة «بالسعي إلى الإطاحة بحكومته». كما اعترف بأن 1529 شخصا اعتقلوا، وذكر أن 558 منهم كانوا من الطلاب، وأن 105 متظاهرين تم القبض عليهم يحملون أسلحة نارية، وضع طلاب جامعة سيمون بوليفار 3000 كرسي فارغ مع الصلبان وضعت عليهم لترمز إلى عدد من قتلوا في فنزويلا خلال الأشهر القليلة الأولى من عام 2014.[179][180]
- 16 مارس / آذار - سار آلاف المتظاهرين المعارضين ضد التدخل المزعوم لكوبا في الشؤون الداخلية الفنزويلية مع مزاعم من بينها تدخل كوبا في قطاعات «إدارية ومالية وعسكرية» في الحكومة الفنزويلية بما في ذلك القوات المسلحة الوطنية، وادان صحفي تشيلي أنه تعرض للاعتداء من قبل الحرس الوطني بينما كان يسجل الاحتجاجات والاحتجازات في ساحة ألتاميرة.[181][182][183]
- 17 مارس - بعد أن أعلن وزير الداخلية والعدل والسلام الفريق ميغيل رودريغيز توريس عن «تحرير وتهدئة» ساحة ألتاميرة بعد أيام من أعمال الاحتجاج، تم نشر أكثر من ستمائة من أفراد الحرس الوطني في المنطقة، صوتت رابطة معلمي الجامعات في جامعة فنزويلا المركزية لإلغاء قوات الأمن مع رئيس أبوكف قائلا: «إن APUCV تريد أن توضح مطالبتها للحكومة الاتحادية لاحترام الدستور ووقف فصل جزء من المجتمع الفنزويلي لمنع تعبئة الطلاب لأمين المظالم لتقديم وثيقة»، وأن«ندين وجود العمل القمعي الذي تقوم به قوات الأمن في الدولة، ولكن الوجود المتزامن للمنظمات الموازية وشبه العسكرية»[184][185][186] نددت المعارضة سيزار راميريز بأن الشرطة اعتقلت عدة طلاب في بلدية دي كاروني بولاية بوليفار. وأفيد بأن أحدهم، وهو بيانكا رودريغيز، تعرض للضرب.[187][188][189][190][191][192] مقتل قائد الحرس الوطني بعد إطلاق النار عليه في رأسه في ماراكاي أثناء خدمته.المتظاهرون مع العلم الفنزويلي في ميدان التاميرا.
- مسيرة للمعارضة لدعم يوبولدو لوبيز.18 مارس / آذار - جمعت مجموعات من الأمهات في ساحة ألتاميرة واحتجت سلميا على الوضع في فنزويلا، سار المتظاهرون إلى سجن رامو فيردي بعد شهر واحد من اعتقال زعيم المعارضة ليوبولدو لوبيز، وخلال مؤتمر صحفي، قال رئيس الجمعية الوطنية ديوسدادو كابيلو أن الحكومة اتهمت ماريا كورينا ماتشادو بتهم 29 بالقتل بسبب الوفيات الناجمة عن الاحتجاجات، وتوفي طالب يبلغ من العمر 18 عاما في تاشيرا أثناء إطلاق النار، بينما أصيب العديد من المتظاهرين الآخرين، تعرضت الجامعة التجريبية الوطنية للقوات المسلحة في سان كريستوبال، تاتشيرا لهجوم بالقنابل البترولية ودمرت إلى حد كبير؛ ووجه العميد اللوم إلى الجماعات اليمينية المتطرفة، وأصيب عامل الخدمات البلدية فرانسيسكو روزيندو مارين بالرصاص بينما كان يزيل حاجزا من أحد الشوارع في كراكاس. وتلقي المطالبات على الشبكات الاجتماعية باللوم على الهجوم على مجموعة مسلحة على الدراجات النارية، توقع سفير بنما لدى منظمة الدول الأمريكية، أرتورو فالارينو، في مقابلة مع «لا فوز دي أميركا» ومقابلته، أن يتخلى عن مقعده في المجلس الدائم للمنظمة إلى ماريا كورينا ماتشادو للسماح لها بالتحدث عن الاحتجاجات.[193][194][195][196][197][198][197][199][200][201]
- 19 مارس / آذار - استمرت الأمهات في الاحتجاج سلميا وهم يرددون «نريد أن نحرر الأطفال» في ميدان ألتاميرة، بدأ الطلاب في الحصول على درجة في ساحة ألتاميرة عندما بدأ أستاذ تدريس مادة الرياضيات للطلاب في المنطقة، في روبيو، ذكر رئيس المجلس البلدي روبيو أن حوالي 150 متظاهر تجمعوا وأطلقوا النار عليهم من قبل الحرس الوطني الذي خلف جروح وإصابات برصاصة شملت طفلين من عمر 1 و 3 سنوات على التوالي، وقتل عامل في شركة الخدمات أثناء قيامه بتطهير حاجز في كراكاس، دخلت كولكتيفوس داخل كلية العمارة والعمران في كوف، وضرب الطلاب وإلحاق الضرر المرافق، كما تم سرقة الطلاب وأخذوا ملابسهم، وأبلغت مديرة الجامعة سيسيليا غارسيا أروشا أن الصفوف ستوقف مؤقتا بسبب أعمال العنف الأخيرة، سافرت ماريا كورينا ماتشادو إلى واشنطن للمشاركة في دورة منظمة الدول الأمريكية بعد قبول عرض حكومة بنما للتنازل عن مقعدها في المنظمة.[169][202][203][204][205][206][207][208]دايفيد سمولانسكي - تظاهرة لدعم ليوبولدو لوبيز.
- 20 آذار / مارس - أعلن ميغيل رودريغيز توريس عن تجريد ساحة ألتاميرة من السلاح وأن مسؤوليتها أعيدت إلى شرطة المنطقة المحلية «بعد تحرير الأماكن العامة»، حكم على حاكم عمدة المعارضة فيسنسيو سكارانو سبيسو بالسجن عشرة أشهر ونصف الشهر بسبب عدم الامتثال لأمر محكمة بإلغاء الحواجز في بلديته مما أسفر عن مقتل وجرح مختلفين في الأيام السابقة، ردت ماريا كورينا ماتشادو على الاتهامات القانونية ضد قولها: «في الديكتاتورية، يضعف النظام كلما زاد القمع»، وقالت النائبة داريو فيفاس إنه بمجرد عودة ماريا كورينا ماتشادو إلى فنزويلا من اجتماعها مع منظمة الدول الأمريكية، لن يكون لديها أي حصانة، قام الرئيس نيكولاس مادورو باعطاء سيارات جديدة لرجال الحرس الوطني للاعتراف بخدماتهم.[209][210][211][212] قتل ضابط الحرس الوطني جون كاستيلو أثناء هجوم ثان على الجامعة التجريبية الوطنية للقوات المسلحة.[197][213][214][215][216]
- 21 آذار / مارس - أعلن المجلس الدائم لمنظمة الدول الأمريكية دورته لمناقشة موضوع «الحالة الراهنة والحوار في فنزويلا». وقبل البدء تدخل ماريا كورينا، ناقش ممثلو الدول الأعضاء ما إذا كان الاجتماع سيكون عاما بعد أن طلب مندوب نيكاراغوا إلى منظمة الدول الأمريكية، ريكاردو سينتينفوس، إقفال الاجتماع، يليه سفير فنزويلا، روي تشاديرتون، الذي طلب التصويت لهذه المبادرة.[217] وبأغلبية 22 صوتا مؤيدا مقابل 11 صوتا وامتناعا عن التصويت من بربادوس، قررت الدول الأعضاء إغلاق الاجتماع.[218] وكانت البلدان التي صوتت لصالح عملية مفتوحة للصحافة هي كندا، تشيلي، كولومبيا، كوستاريكا، غواتيمالا، هندوراس، المكسيك، بنما، باراغواي، بيرو والولايات المتحدة.[219] احتجت مجموعة من الفنزويليين أمام مقر منظمة الدول الأمريكية في واشنطن مطالبة بالشفافية بعد اتخاذ القرار.[220] رفض هنريك كابريلز سلبية منظمة الدول الأمريكية للسماح لماريا كورينا بمناقشة المشاكل في فنزويلا[221] وأرسلت وزارة الخارجية بيانا وصف فيه القرار بأنه «نصر دولي على الانقلاب».[222] وقد انضم آدان شافيز، الأخ الأكبر لهوجو شافيز، إلى جهود الحكومة في انتقاد رؤساء البلديات المعارضين الذين دعموا أعمال الاحتجاج، وقالوا إنهم «يمكن أن ينتهي بهم المطاف مثل سكارانو وسيبالوس» من خلال توجيه الاتهامات إليهم في قضايا مختلفة.[223]
- 22 مارس - تظاهر الآلاف من المتظاهرين المعارضين في جميع أنحاء فنزويلا في مدن كاراكاس، ماردة (فنزويلا)، وباركيسيميتو وسان كريستوبال، وزوليا وكومانا وفالنسيا وولاية بوليفار وسانتا آنا دي كورو.[224]  كانت كراكاس واحدة من أكبر المظاهرات حيث تجمع الآلاف من المتظاهرين المعارضين في مظاهرة تسمى «بور لا ليبرتاد».[225] واحتج مؤيدو المعارضة والحكومة على التظاهرات في العاصمة كراكاس للاحتجاج على إطلاق سراح السجناء السياسيين وضد التخريب المزعوم والدمار الذي تسبب فيه متظاهرون معارضون على التوالي في أماكنهم المخصصة.[226][227] اعتقلت ماريا كورينا ماتشادو عندما وصلت إلى مطار مايكيتيا ولكن تم إطلاق سراحها لاحقا.[228] توفي أرجينيس هيرنانديز في المستشفى بعد أن أصيب بطلقة في المعدة في فالنسيا.[229] وتوفي سائق الحافلة بعد ان أطلق النار عليه من قبل مجموعة من المسلحين المقنعين في سان كريستوبال. أصيب متظاهر آخر بعيار ناري في ميريدا أثناء تبادل لاطلاق النار وتوفي بعد دقائق من وصوله إلى المستشفى.[230][231]
- 23 مارس - استمرت احتجاجات داخل مركز كوميرسيال جاليرياس التجاري في ماراكايبو، قام عامل من شركة كوربويليك التي تديرها الدولة بإطلاق النار على المتظاهرين مما أدى إلى إصابة امرأة وقتل مراسل يعمل في فينيفيسيون في لوس تيك، ولاية ميراندا.[232][233][234][235][236]
- 24 مارس - ألقى الرئيس مادورو باللوم على جميع القتلى خلال الاحتجاج على محاولة "الانقلاب"، وقامت مجموعة مكونة من 70 من المتظاهرين الشباب بإنشاء خيام بالقرب من مدخل مقر الأمم المتحدة في لوس بالوس غرانديز، وأعلن رئيس الجمعية ديوسدادو كابيلو أن ماريا كورينا ماتشادو لم يعد بإمكانها الانخراط في الجمعية الوطنية نائبا، وبالتالي طردها وفقا لقواعد الجمعية العامة وامتثالا للمادتين 149 و 191 من دستور فنزويلا التي تنص على أن " لا يسمح للموظفين بقبول عمل أو تكريم أو مكافآت من حكومات أجنبية دون إذن من الجمعية الوطنية "وبأن" لا يسمح لنواب الجمعية الوطنية بقبول أو شغل وظائف عامة دون التخلي عن تعيينهم.[237][238][239] قالت ماريا كورينا ماتشادو إنها ستكون نائبة طالما أرادها الناس.[240][241][242]
- 25 مارس - أعلن الرئيس مادورو أن ثلاثة جنرالات من القوات الجوية الفنزويلية اعتقلوا بتهمة التخطيط «لانقلاب» ضد الحكومة ودعم الاحتجاجات، وسيتم توجيه الاتهامات إليهم وفقا لذلك. وفي نفس اليوم اتهم وزير الداخلية والعدل والسلام ميغيل رودريغيز توريس عمدة المعارضة دانييل سيبالوس بدعم مالي من كولومبيا للتآمر ضد حكومة مادورو واستخدامها لدعم الاحتجاجات.[243][244]
- 26 مارس / آذار - نشرت صحيفة نيويورك تايمز مقالا نشره ليوبولدو لوبيز تحت عنوان "دولة فنزويلا الفاشلة"، حيث أوضح أنه كتب "من سجن رامو فيردي العسكري خارج كراكاس"، مشجعا أنه خلال الخمسة عشر عاما الماضية، فإن تعريف "لا يطاق" في هذا البلد قد انخفض بدرجات حتى وجدنا أعلى معدلات القتل في النصف الغربي من الكرة الأرضية و 57 في المئة معدل التضخم وندرة السلع الأساسية لم يسبق لها مثيل خارج زمن الحرب "، وصلت ماريا كورينا ماتشادو إلى فنزويلا التي يحميها ثلاثة ممثلين عن مؤتمر جمهورية بيرو، مارتن بيلاوند، لويس غالاريتا وسيسيليا تشاكون، مع غالاريتا قائلا: "جئنا لدعم ماريا كورينا ماتشادو بهذا التعسف غير العادي وغير المقبول تريد أن تفعل "، وقال الرئيس مادورو إن الحزب الاشتراكي الموحد في فنزويلا اختار بالفعل مرشحين ليحلوا محل المسؤولين المعتقلين من خلال انتخابات قال فيها "سنفوز".[245][246][247][248]
- 27 مارس / آذار - في سوكر، احتجت مجموعات من الناس بسبب نقص المياه في المنطقة، رفض 225 ضابطا عسكريا هذه الادعاءات ضد جنرالات القوات الجوية الثلاثة قائلا إن تقديمهم إلى محكمة عسكرية "سيشكل انتهاكا لحقوقهم الدستورية، حيث أنه من الضروري أولا تقديم جلسة تمهيدية" وطلب من الحرس الوطني أن يكون محدودا للوفاء بمهامها بموجب المواد 320 و 328 و 329 من الدستور ووقف أنشطتها القمعية غير المشروعة للنظام العام "ضد أعمال الاحتجاج ، وقال نائب الرئيس الفنزويلي خورخي أريزا أن مجلسا وطنيا لحقوق الإنسان قد أنشئ و "سيتلقى جميع الشكاوى من الاعتداءات المزعومة"، في ماراكايبو، حاولت كولكتيفوس اغتصاب الأفراد في مجمع سكني دون تدخل من الحراس الوطنيين المتمركزين في المنطقة.[249][250][251][252]
- 28 مارس - تجمع أعضاء الحركة الطلابية في مشرحة بيلو مونتي، وقام المتظاهرون بمنع حركة المرور على شارع فرانسيسكو دي ميراندا، كما هاجم كولكتيفوس مقر ويل الشعبي في ماراكايبو حرقه.[253][254][255]
- 29 مارس - وقعت ثلاثة احتجاجات في كراكاس في مناطق ألاميرة ولوس كورتيجوس ولاس مرسيدس، وحظر المتظاهرون في كارابوبو شارع بوليفار بينما كانوا يتظاهرون ضد الحكومة، وبينما كانوا يحتجون خارج فالنسيا مباشرة في كارابوبو، تم إطلاق النار على مئات المتظاهرين من قبل الشرطة، وانتقد هنريك كابريلز الرئيس مادورو قائلا إنه بينما يموت الفنزويليون، فإن الرئيس «ينام كطفل في حين يحدث كل شيء»، مستهزئا ببيان قاله مادورو ل سي إن إن خلال مقابلة مع كريستين أمان بور.[256][257][258][259][260]
- 30 مارس - في سان كريستوبال، غرق الغاز المسيل للدموع المدينة حيث وقعت اشتباكات بين المتظاهرين والشرطة منذ 4:00.[261] وأعربت ماريا كورينا ماتشادو عن أسفها للهجمات التي شنتها الليلة الماضية على سكان تاتشيرا الذين زعم أن منازلهم قد هوجمت بإطلاق النار والحجارة والغاز المسيل للدموع من قبل الحرس الوطني والشرطة.[262]
- 31 مارس - وضع المتظاهرون الطلاب خيام خارج مدخل مقر الأمم المتحدة في كراكاس يسألون لماذا لم يعطوا اهتمام لبلدهم.[263] كما حجب طلاب جامعة فنزويلا المركزية طريق فرانسيسكو فاجاردو السريع أثناء الاحتجاج.[264] ودعا النواب والطلاب إلى التجمع في اليوم التالي لمرافقة ماريا كورينا ماتشادو لحضور اجتماع للجمعية الوطنية.[265]

## أبريل
- 1 نيسان / أبريل - في مقالة نشرتها صحيفة نيويورك تايمز، ناقش الرئيس مادورو الاحتجاجات الجارية، قال أن التشوهات كانت من قبل وسائل الإعلام الأجنبية، مدعيا أن الاحتجاجات تمثل في المقام الأول الشرائح الأغنى من المجتمع، وليس «المشاعر السائدة»، وأشار إلى تحسينات في عدم المساواة والفقر وإنشاء برامج الرعاية الصحية والتعليم الشاملة، احتج المواطنون في كراكاس على المطالبة بالعدالة وإنهاء القمع، بدأت ماريا كورينا ماتشادو جنبا إلى جنب مع مسيرة نحو وسط مدينة كراكاس احتجاجا على طرد ماتشادو وحاصرت من قبل الحرس الوطني الذي منعهم من المغادرة وفرقهم باستخدام الغاز المسيل للدموع، بدأت الاحتجاجات أمام مقر الأمم المتحدة في حجب شارع فرانسيسكو دي ميراندا، استمرت الحواجز في منع حركة المرور في العديد من المدن، وقدمت منظمة العفو الدولية تقريرا عن «التعذيب والاعتداء والاعتقال التعسفي والعجز وانتهاكات حقوق الإنسان ضد خصوم الحكومة»، وقالت المنظمة إن المتظاهرين «لا يريدون التحدث خوفا من الانتقام».[266][267][268][269][270][271][272]
- 2 نيسان / أبريل - عقد طلاب من جامعة فنزويلا المركزية وجامعة أندريس بيلو الكاثوليكية وجامعة سيمون بوليفار وجامعة مونتي أفيلا وجامعة متروبوليتان (ونيميت) اجتماعات لمناقشة الأنشطة التي ينبغي تنفيذها في المستقبل، واصل طلاب جامعة كاليفورنيا في كاليفورنيا الاحتجاج ورفضوا العودة إلى الصفوف، ولم ينكر أستاذ في جامعة سيمون بوليفار استخدام الأشجار في الحواجز، لكنه قال إن ادعاء الرئيس ب 5000 شجرة هو «نتاج مواجهة سياسية»، وقال إن إزالة الغابات من قبل الشركات كانت أكثر خطورة بسبب «عدم وجود رصد بيئي من قبل وزارة البيئة»، وبدأت الشرطة الوطنية البوليفارية باستخدام قنابل صاعقة على المتظاهرين في تشاكاو.[273][274][275][276]
- 3 أبريل / نيسان - ذهبت نقابة المحامين في فنزويلا إلى محكمة العدل العليا ونددت بسجن الموظفين العموميين الذين وصفوها بأنها «اختطاف»، ووقع الرئيس مادورو مرسوما بإنشاء مجلس حقوق الإنسان، بهدف «الإعمال التام لحقوق الإنسان الفنزويلية». وقال مادورو «إذا كانوا يريدون تغيير الحكومة من اليأس، سواء على مستوى عمدة أو حاكم أو رئيس الجمهورية، هنا هو طريقك للقيام بذلك (دستور فنزويلا) اجمع التوقيعات ، وإذا حصلت على ما يكفي منهم، فإننا ندعو إلى إجراء استفتاء عام 2016». [277][278] دخلت كولكتيفوس في جامعة كاليفورنيا، وتم عزل طالب وضربه من قبل هذه المجموعات.[279][280][281][282][283][284]
- 4 نيسان / أبريل - في الصباح الباكر، تجمع نحو 70 متظاهرا لمناقشة المشاكل في بلازا كانديلاريا وتعرضوا للاعتداء من قبل كولكتيفوس بشتائم عنيفة وتهديدات بالأسلحة النارية بينما رد الجيران على الألعاب النارية ورمي الأشياء.[285] تم توجيه الاتهام رسميا إلى ليوبولدو لوبيز ب «الحرق العمد في درجة التحديد والتحريض العام والتلف بالممتلكات العامة ومؤامرة تحديد الصف» ويمكن أن يواجه أكثر من 13 عاما في السجن إذا أدين.[286] في باركيسيميتو، دبابة تابعة للحرس الوطني دهست متظاهر هارب عمره 18 عاما.[287][288] دعا رئيس رابطة أعضاء هيئة التدريس في جامعة فنزويلا المركزية فيكتور ماركيز الرئيس مادورو لحماية الطلاب قائلا إن المشاكل في الجامعة «تنبع من سياسة الحكومة بعدم السماح للاحتجاجات السلمية السلمية» بعد كولكتيفوس مسلحة مع النوادي الخشبية والقضبان المعدنية وهاجمت البنادق الجامعة 10 مرات على الأقل خلال الاحتجاجات بينما شاهدت القوات الحكومية دون تدخل،[289][290] أدان الرئيس مادورو أعمال العنف التي وقعت في أوكف وادعى أن الطلاب ضربوا من قبل «الفاشيين».[291][292][293][294][295][296]
- 5 أبريل - زار ماريا كورينا ماتشادو طالبا أمام مقر الأمم المتحدة.[297] وقال الرئيس مادورو أنه لن يكون هناك حوار مع «الفاشيين»، وقال إن قوات الدفاع عن الديمقراطية لا تريد الحوار لأنها «تراهن على الانهيار».[298]
- 6 أبريل - دعت حركة الطلاب الفنزويليين إلى وضع أعلام فنزويلية وغيرها من الأشياء التي تحتوي على الألوان الثلاثية للعلم الفنزويلي على السيارات والمنازل والملابس.[299][300] نيروبي بينتو، رئيس تحرير غلوبوفيسيون اُختطف من قبل اثنين من الرجال المقنعين.[301] وقعت اشتباكات بين المتظاهرين والقوات الحكومية على مدار اليوم في كافيتال، كاراكاس.[302] وأفاد المتظاهرون بأن الغاز المسيل للدموع المستخدم خلال الاشتباكات انتهى.[303][304]
- 7 أبريل - أطباء يحتجون على عرقلة شارع أوردانيتا في كراكاس، احتج عمال شافيستا من سيدور على الحكومة التي شرحت قضايا الفوائد والاتفاقات والاستثمارات وزيادات الأجور الضعيفة و «التخلي» من قبل الحكومة. [305][306]
- 8 أبريل / نيسان - كان للأمهات والآباء في تشاكاو مظاهرة صامتة وارتدوا ملابس سوداء مع علامات فارغة للاحتجاج على أولئك الذين يفتقرون إلى الاهتمام بأزمة فنزويلا الحالية، عقد اجتماع بين وزارة الدفاع الطائفية والحكومة الفنزويلية في كاليفورنيا.[307][308]
- 9 أبريل - شكل طلاب الطب «يوم الصحة»، طلب عمال وسائل الإعلام الإفراج عن نيروبي بينتو، رئيس تحرير جلوبوفيسيون.[309][310]
- 10 أبريل - عقد طلاب التحاليل الطبية في جامعة فنزويلا المركزية صف في ساحة لوس دي لوس بالوس غراندس أثناء الاحتجاج، سافرت مجموعة صغيرة من المتظاهرين حول كراكاس حيث كانو يرتدون ملابس رجال الجيش ويحملون لافتات تقول: «كطفل، كانوا أبطالي، والآن قمعني» وفي الليل، احتجت مجموعة كبيرة من الطلاب والمواطنين على «المستقبل الضائع» وفيما يتعلق بأولئك الذين لقوا مصرعهم خلال الاحتجاجات، محادثات السلام بين مادورو وحلف الطاولة الديموقراطية للمعارضة، بما في ذلك هنري كابريلز، يتم بثها التليفزيون، كما يشارك وزراء خارجية البرازيل وكولومبيا والإكوادور في المشاركة ، في حين أن ممثل الفاتيكان يقرأ رسالة من البابا فرانسيس تدعم المصالحة الوطنية، ويعلن عن اجتماع متابعة 15 أبريل، وبعد ست ساعات من محادثات السلام، ولدت شكوك بين الأطراف المتنازعة وأيضا بين المواطنين في فنزويلا.[311][312][313][314][315]
- 11 أبريل / نيسان - بدأ أعضاء حركة الشباب الفنزويليين إضرابا عن الطعام بينما كانوا يواصلون الاحتجاج في الخيام أمام مقر الأمم المتحدة، ديوسدادو كابيلو أهان أعضاء المعارضة الذين حضروا محادثات السلام قبل يوم واحد من إعلان، قدمت الحكومة الفنزويلية تغييرات وقالت إن محادثات السلام في اليوم السابق وقعت في «ظروف غير عادلة»، خلالها «حزب وحيد تصرف كمنسق»، مجموعة من الدراجات النارية احتجت في سوكري مما تسبب في تعطيل حركة المرور.[316][317][318][319]
- 12 أبريل - ارتدى الآلاف من المتظاهرين المعارضين في مجموعات منفصلة لون مختلف من الأحمر والأصفر والأزرق وبدأوا في الظهور في كاراكاس بعد أن دعتهم ماريا كورينا ماتشادو للاحتجاج.[320]
- 13 أبريل - أعلن الرئيس مادورو عن خطط «وزارة الاتصالات الدولية» الجديدة بسبب «حرب اتصالات مزعومة ضد البلاد، الثورة وخاصة ضدي كرئيس»، تجمع الرياضيون في ميراندا واحتجوا على العنف الحالي في فنزويلا.[321][322]
- 14 أبريل / نيسان - أفرج عن نيروبي بينتو من خاطفيها بعد أكثر من أسبوع من احتجازهم، وقالت إنها لا تستطيع شرح الوضع بسبب «أسباب السلامة»، طلاب من جامعة أورينت (UDO)، جامعة سانتا ماريا (USM)، وجامعة غران ماريسكال دي أياكوتشو (UGMA) وغيرهم من المواطنين قاموا بصنع خيام للبقاء في شوارع أنزواتيغوي احتجاجا على الأزمة مدعين أن الاحتجاج في الشوارع هو «الطريقة الوحيدة»، وعقدت الحكومة وبعض قادة المعارضة اجتماع في ذلك اليوم.[323][324][325]
- 15 أبريل - بدأت المتروباصات في كاراكاس بالظهور مع لافتات على نوافذها ضد «الفاشية» مصحوبة بصور هوغو شافيز وسيمون بوليفار.[326]
- 16 أبريل / نيسان - زعم أن كولكتيفوس هاجم مجمع سكني في عدة شاحنات معروف باحتجاجه على إتلاف 5 سيارات، مما أدى إلى حرق اثنين من السيارات، وأطلق عدة طلقات نارية على الشقق مما أدى إلى إصابة شخص واحد بجروح ناجمة عن طلقة نارية، أجرت مجموعات كبيرة من الطلاب في كراكاس احتجاجا بينما حافي القدمين محاكاة محطات الصليب.[327][328][329]
- 17 أبريل / نيسان - وقعت اشتباكات بين المتظاهرين والشرطة في تشاكاو، واحتفلت الحشود بقتل الأشخاص الذين لقوا حتفهم خلال الاحتجاجات بالقرب من الطريق السريع في برادوس دل إيست.[330][331]
- 18 أبريل / نيسان - قتل طالب في فالنسيا بعد إطلاق النار عليه سبع مرات على الأقل، وعادت ماريا كورينا ماتشادو إلى فنزويلا بعد اجتماعها مع أعضاء الاتحاد الأوروبي، احتج المواطنون في زوليا على الإفراج عن ليوبولدو لوبيز بعد شهرين من اعتقاله وتم إطلاق سراح من يدعى أنهم محتجزون ظلما.[332][333][334]
- 19 أبريل / نيسان - أدلى الرئيس نيكولا مادورو بتصريحات عن استقلال فنزويلا قائلا: «كان طريقنا طويلا كشعب لتحقيق استقلال حقيقي ودائم، 204 سنة من 19 نيسان / أبريل ويستمر النضال» وقال العام السابق في منصبه «سنة من الوحدة والمعركة، وممارسة مع السلطة الشعبية ل تشافيز الاشتراكي والثورة البوليفارية»، أعلن عمدة العاصمة كاراكاس، أنطونيو ليديزما، مسيرة لليوم التالي من عيد الفصح يسمى «الحج من المقاومة» التي سيحضرها أعضاء الجمعية الوطنية ومختلف رؤساء البلديات من مختلف البلديات، هاجم الحرس الوطني والجماعات المسلحة السكان بإطلاق النار من باركيسيميتو وكريات الرصاص والكريات المطاطية مما أسفر عن إصابات عدة وتلف المركبات وغادرت المنطقة دون كهرباء بعد إطلاق المحولات الكهربائية.[335][336][337]
- 20 أبريل - خلال احتفالات عيد الفصح التقليدية لحرق يهوذا، أحرق بعض المتظاهرين المناهضين للحكومة نوبات الرئيس مادورو ومسؤولين حكوميين آخرين يقولون إنهم خانوا الشعب الفنزويلي كما خان يهوذا إسكاريوت يسوع، وسار المتظاهرون إلى مقر برنامج الامم المتحدة للتنمية المسمى «قيامة الديموقراطية» حيث اوضحت ماريا كورينا ماتشادو ان «العالم كله يدرك اننا نكافح من اجل الديموقراطية وان نعطي الحرية، ويدين العالم كله الضربة التي تعرض لها البرلمان في هذه الأوقات عندما يمنعني من الدخول» وقال أنطونيو ليديزما أنه«لا يكفي للصلاة، عليك أن تخرج وتحارب من أجل تحقيق قيامة الديمقراطية، والتحالف التاريخي من العمال والطلاب في طليعة هذا النضال من أجل بلد أفضل».[338][339][340] احتج سكان كارابوبو على لافتات وأعلام للتحسينات الاجتماعية وأدانوا النقص في تأثيرهم، وقعت اشتباكات بين المتظاهرين والحرس الوطني.[341][342][343][344]
- 21 نيسان / أبريل - في الصباح الباكر، أغلق المتظاهرون حركة المرور على الطريق السريع في برادوس دل إيستي في كاراكاس، وظل الطريق السريع مغلقا لمدة عشر ساعات، في حين تركت الاشتباكات بين الحرس الوطني والمحتجين مركبة مائية غير صالحة للعمل.[345][346]
- 22 نيسان / أبريل - عقد مؤتمر استراتيجي في مؤتمر صحفي في جامعة فنزويلا المركزية يدين «الأعمال القمعية وحظر» الاحتجاجات من جانب الحكومة، وأوضح أن الأحزاب السياسية المشاركة في الحوار مع الحكومة «لا تمثل الحركة الطلابية في فنزويلا» وأعلنوا أنهم سيواصلون الاحتجاج، احتج الطلاب من جامعة البوليتكنيك التجريبية الوطنية (Unexpo) ضد انعدام الأمن بعد عمليات السطو المتكررة وحادث وقع مؤخرا حيث تم إطلاق النار على طالب، أربعة أشخاص؛ سائق سيارة أجرة، ضابط شرطة ميريدا، ورجلان آخران، أصيبوا برصاصة في ميريدا أثناء محاولتهم إزالة الحواجز، في سانتا في، تم الإبلاغ عن الحرائق بعد استخدام الغاز المسيل للدموع.[347][348][349][350]
- 23 أبريل - حظر المتظاهرون في ماراكايبو حركة المرور مع الشاحنات والقمامة والإطارات، ثم تم تفريقهم فيما بعد بواسطة الحرس الوطني باستخدام الغاز المسيل للدموع، سافر أنطونيو ليديزما إلى سان كريستوبال لإظهار دعمه لباتريشيا سيبالوس.[351][352]
- 24 أبريل / نيسان - قضت الدائرة الدستورية في محكمة العدل العليا الفنزويلية بأن الاحتجاجات لا يمكن أن تعقد دون إذن من الدولة قائلا: «أي تركيز أو مظاهرة أو اجتماع لا يحظى بتأييد مسبق من السلطة المختصة المعنية للقيام بذلك»، كما أعلن الرئيس مادورو أن الحكومة «هزمت غواريمباس» وأبدى قلقه للسلطات التي أصيبت، في باركيسيميتو، احتج الوالدين على القرار 058 قائلا أنه سيكون له «تأثير اشتراكي مزعوم» في المدارس.[353][354][355]
- 25 أبريل / نيسان - احتجت مجموعة من المحللين الأحيائيين على نقص الإمدادات الطبية مع رئيس كلية المحاليل الحيوية جوديث ليون، قائلا إن «60٪ من الأشخاص الذين يأتون إلى المستشفيات لن يعالجوا بسبب نقص الإمدادات». أظهر المتظاهرون أمام مقر الأمم المتحدة حول المشاكل الاجتماعية والاقتصادية وحذروا أيضا من الإصلاح التعليمي المقترح من قبل الحكومة.[356][357]
- 26 أبريل - تظاهر الآلاف من المتظاهرين في جميع أنحاء فنزويلا ينددون بإصلاح التعليم في الحكومة الفنزويلية التي يزعم أنها تغرس النماذج الاشتراكية بين الطلاب الشباب، والد روبرت ريدمان، وهو طالب يزعم أنه قتل من قبل السلطات الحكومية في 12 فبراير، شارك في مسيرات مع ماريا كورينا ماتشادو وليليان تينتوري. [358][359]
- 27 أبريل / نيسان - وقعت احتجاجات داخل مركز سينترو كوميرسيال إل ريكريو التجاري في كاراكاس مع متظاهرين باستخدام لافتات ورايات وأعلام في ممرات المول.[360]
- 28 أبريل / نيسان - توجه الآباء والممثلون في كارابوبو إلى أمين المظالم لتقديم رسالة إليهم، احتجاجا على القرار 058 و «الأيديولوجية في المدارس»، وأظهر الطلاب في جامعة فنزويلا المركزية خارج مستشار مكتب الجامعة احتجاجا على انعدام الأمن، كما أعلنت مجموعات من المعلمين، موفيمينتو إستوديانتيل، وعمال الصحافة مع SNTP والاتحاد الطبي لفنزويلا (FMV) أنهم سيشاركون جميعا في الاحتجاجات التي ستقام في 1 مايو.[361][362][363]
- 29 أبريل / نيسان - احتج عمال شركة كوربويليك التي تديرها الحكومة وطلبوا رفع الأجور والمفاوضة الجماعية وطالبوا بتحسين ظروف العمل.[364] ألقي القبض على رجل لمحاولة بناء الحواجز في شارع فرانسيسكو دي ميراندا.[365] وقد أدلى طلبة القانون بجامعة فنزويلا الوسطى ببيانات حول قرار المحكمة بشأن الاحتجاجات قالوا: «إن حكم المحكمة الدستورية لم يمنح لحماية الحق في الحياة والحرية» وقالوا إنهم لن يعترفوا بقرار المحكمة.[366] وقد غنى الأصدقاء والعائلة عيد ميلاد سعيد ليوبولدو لوبيز خارج السجن الذي كان محتجزا فيه.[367]
- 30 أبريل / نيسان - احتج الطلاب على جامعة سيمون بوليفار (USB)، وعرقلوا دخولها بينما نددوا بقرار المحكمة العليا الفنزويلية بشأن الاحتجاجات.[368] احتج الطلاب في جامعة سانتا ماريا (USM) على اعتقال زملائهم الطلاب ومنعوا من الوصول إلى بيت الدراسات في الحرم الجامعي.[369]

## مايو
- 1 أيار / مايو - للاحتفال بيوم العمال، شارك الآلاف من الفنزويليين في تجمعين رئيسيين في كاراكاس. في شرق كراكاس، شارك كل من : اتحادات العمال والمنظمات الطلابية وقادة المعارضة والأطباء والصحفيين ضد الحكومة الفنزويلية، وقالت المجموعات إن الزيادة في الحد الأدنى للأجور ليست كافية نظرا لارتفاع المعدل الرسمي للبلاد، وإدانة النقص عن طريق حمل لافتات، في غرب كراكاس، اتحادات العمال والوزراء الحكوميين والمتظاهرين المؤيدين للحكومة ، ارتدوا اللون الأحمر، تجمعوا لإظهار الدعم «للهجوم الاقتصادي على الحكومة والدفاع عن إرث الرئيس الراحل هوغو شافيز». مادورو قال إن الحد الأدنى للأجور هو «دفاع ضروري» ضد التضخم، في حين أعلن نائب الرئيس خورخي أريزا أن معدل البطالة في فنزويلا هو أدنى مستوى قياسي من 7.2٪، تجمع المتظاهرون في ساحة ألتاميرة وتم تفريقهم من قبل السلطات وترك بعض المصابين من الكريات.[370][371][372][373][373][373][372][372][374]
- 2 مايو - أطلق سراح ملفين كولازو، ضابط سيبين الخاص الذي أطلق النار على الطلاب في 12 فبراير، واتهم وزير الداخلية ميغيل رودريغيز توريس 58 أجنبيا بالتحريض على الاحتجاجات العنيفة وقالوا إن الولايات المتحدة متورطة في ذلك الأمر. [375][376]
- 3 مايو - انضمت مجموعة من 30 طالبا من معهد جامعة بوليتكنك إلى المتظاهرين الذين كانوا مخيمين خارج مقر الأمم المتحدة في شارع فرانسيسكو دي ميراندا.[377]
- 4 مايو / أيار - في ماراكاي، احتجت مجموعات من الناس على إطلاق سراح ليوبولدو لوبيز وغيرهم ممن سجنوا أثناء المظاهرات، احتج جيران من مانونغو بأعلام وشعارات ضد سياسات قام بها الرئيس مادورو في كارابوبو بالقرب من الطريق السريع الشرقي.[378][379]
- 5 مايو / أيار - أصيب 7 أشخاص على الأقل وألقي القبض على 18 شخصا في كارابوبو خلال اشتباكات بين المتظاهرين والحرس الوطني، وأصيب 6 أشخاص وألغيت الصفوف بعد أن قام الطلاب في الجامعة الكاثوليكية أندريس بيلو (UCAB) باحتجاجات أدت إلى اشتباكات مع الحرس الوطني الذي فرق المتظاهرين بالغاز المسيل للدموع، وكانت الفصول الدراسية في جامعة الأنديز فارغة بسبب الطلاب الذين يحتجون على شرف الذين أصيبوا أو قتلوا خلال الاحتجاجات، يزعم أن كولكتيفوس المسلحة هاجمت وحرقت جامعة فيرمين تورو بعد تخويف المتظاهرين الطلاب وإطلاق النار على واحد منهم.[380][381][382][383][384]
- 6 مايو / أيار - احتجت مجموعة من الأفراد في محاولة الانقلاب التي قادها هوغو شافيز عام 1992 ضد الحكومة المطالبة بمزيد من الحقوق، هاجمت مظاهرات طلابية سلمية من قبل الجماعات المسلحة الموالية للحكومة التي ساعدتها القوات الحكومية في الجامعة الكاثوليكية أندريس بيلو، مئات من المتظاهرين الطلاب الذين كانوا يشجبون حرق جامعة فيرمين تورو تم تفريقهم من قبل القوات الحكومية مع البخاخ والغاز المسيل للدموع، وأصيب سائق سيارة ميتروباص بعد إصابته بقنبلة حارقة.[385][386][387][388]
- 7 مايو - احتج المواطنون في توكاكاس في ولاية فالكون لأنهم تركوا بدون كهرباء لمدة ثلاثة أيام، وقد منع طلاب جامعة متروبوليتان في كاراكاس طريق غران ماريسكال دي أياكوتشو السريع بينما كانوا يحتجون على المشاكل الاجتماعية والاقتصادية والسياسية، ثم فرقت الشرطة الوطنية طلاب الجامعات بالقنابل المسيلة للدموع مما تسبب في نشوب حريق تم التحكم فيه بعد ساعات.[389][390][391]
- 8 مايو / أيار - تم تفكيك مخيمات المتظاهرين أمام مقر الأمم المتحدة في كراكاس وفي مواقع أخرى من قبل مئات من رجال الحرس الوطني الذين اعتقلوا بعد ذلك 243 شخصا في المخيمات حيث زعم أن السلطات عثرت على أسلحة ومخدرات، استجاب طلاب جامعة سانتا ماريا لتفكيك المخيمات من خلال احتجاج ومنع الوصول إلى الجامعة، مما تسبب في ازدحام شديد على الطريق، وفي وقت لاحق من ذلك اليوم في كراكاس، أصيب ضابط شرطة من الشرطة الوطنية بالرصاص في العنق وأصيب ثلاثة آخرون بعد اشتباكات مع متظاهرين لم يوافقوا على تفكيك المخيمات.[392][393][394]
- 9 مايو - احتج توباماروس على العقوبات المقترحة من قبل الولايات المتحدة ضد المسؤولين الفنزويليين الذين يزعم أنهم انتهكوا حقوق الإنسان، ونددوا «بالتدخل في الشؤون الداخلية لبلادنا»، تعرض متظاهرون طلاب في مخيم في ماراكاي لهجوم من قبل راكبي الدراجات النارية المسلحة الذين أطلقوا النار وألقوا زجاجات مولوتوف ودمروا 30 خيمة في المخيم مما أدى إلى إصابة 5 طلاب، خلال مظاهرة في ليشيريا، أطلقت النيران على طالبة من جامعة سانتا ماريا بالقرب من رأسها من قبل الشرطة، ورد الرئيس مادورو على عزم الولايات المتحدة على فرض عقوبات على المسؤولين الفنزويليين، واعتبرها «غبية»، وقال مادورو: «تقول الولايات المتحدة أنهم سوف يعاقبوننا، ورسم العقوبات علينا، لن يعوق شعب سيمون بوليفار بأي عقوبة من أي إمبراطورية».[395][396][397][398][399]
- 10 مايو / أيار - سار المتظاهرون من تشاكاو إلى مقر برنامج الأمم المتحدة الإنمائي في ألتاميرة، ونددوا «بالاعتداءات» على مخيمات المتظاهرين، بدأ بعض المتظاهرين الشباب في ألتاميرة بإقامة الحواجز مع المفروشات العامة في المنطقة، ثم تم تفريقهم بسرعة من قبل الشرطة الوطنية باستخدام الغاز المسيل للدموع، وقد احتج الطلاب والأمهات والزعماء السياسيون سلميا في شوارع كراكاس قائلين إنه لا يوجد شيء يحتفل به في عيد الأم لأن الأمهات فقدن أطفالهن خلال الاحتجاجات من القتل والاعتقالات.[400][401][402]
- 11 مايو - سار مئات المتظاهرين سلميا في شرق كاراكاس نددوا بتفكيك المخيمات من قبل الحكومة[403] اختتمت المسيرة مع غناء النشيد الوطني الفنزويلي مع بعض المجموعات التي تركت المسيرة لمنع الطرق بالقرب من ساحة ألتاميرة.[403] حاول المتظاهرون منع حركة المرور بالقرب من الساحة لمدة ساعة تقريبا، ثم فرقتهم الشرطة الوطنية بالقنابل المسيلة للدموع.[403]
- 12 مايو / أيار - توجهت مجموعات من عمال مترو كاراكاس إلى المحكمة العليا حيث نددوا بالهجمات على البنية التحتية وطلبوا التحقيق في حاكم ميراندا، هنريك كابريلز، بسبب الأضرار، في بلدية لاس كاراكاس في كاراكاس، اشتبك المتظاهرون وسلطات الحكومية، ويُقال أنه تم القبض على 8 طلاب خلال الاشتباكات بما في ذلك ابن الحاكم الموالي للحكومة رامون رودريغيز شاسين، الذي أفرج عنه بعد دقائق.[404][405][406]
- 13 أيار / مايو - كانت هناك عدة مظاهرات في ثلاث كليات مختلفة على الأقل، منها جامعة سانتا ماريا في ماريشيس التي أغلقت بسبب الاحتجاجات، والجامعة الوطنية التجريبية في تاشيرا والجامعة البيداغوجية التجريبية ليبيرتادور روبيو حيث قيل إن الغاز المسيل للدموع قد تم استخدامه لفض التظاهرات.[407]
- 14 مايو / أيار - سار مئات الطلاب في كاراكاس طالبين باطلاق سراح الطلاب وشجب تفكيك المخيمات، ومع ذلك، غادر بعض المتظاهرين المسيرة مما أدى إلى اشتباكات مع قوات الأمن أسفرت عن اعتقال نحو 80 شخصا، قالت مجموعة من الصحفيين الذين يغطيون الحادث إنهم تعرضوا للاعتداء من قبل الحرس الوطني بعد أن أطلق رجال الحرس النار عليهم وحاولوا اعتقال مراسل، أصيب أحد أفراد الحرس الوطني بعد إصابته بحافلة تحمل متظاهرين معتقلين.[408][409][410][409][411]
- 15 مايو - وقعت احتجاجات في تيرازاس ديل أفيلا في سوكر، وضعت عدة صناديق خارج قاضي كارابوبو ومكتب الادعاء في مارغريتا احتجاجا على قضايا المحاكم التي لم تحل، وفي جامعة فنزويلا المركزية، أغلقت مدارس الهندسة الميكانيكية، والقانون، والهندسة الكهربائية، والهندسة الكيميائية، والصيدلة، والتحاليل الطبية بعد أن رفض الطلاب حضور الصفوف احتجاجا على اعتقال المتظاهرين في اليوم السابق، كما احتج الطلاب على اعتقال الطلاب في جامعة لوس أنديس في تاشيرا، وجامعة سيمون بوليفار وجامعة متروبوليتان في تشاكاو، وأغلق جسر من قبل مجموعات كانت تحتج ضد نقص المياه والغذاء.[412][413][414][415][416][417][418][419]
- 16 مايو / أيار - ظلت بعض الفصول الدراسية في جامعة فنزويلا المركزية فارغة حيث ندد الطلاب باعتقالات مئات المتظاهرين من اليوم السابق، في إيزابيليكا، احتج المواطنون على نقص المياه، والكهرباء، وبسبب ترك القمامة في الشوارع لعدة أيام، تجمع الطلاب في ساحة جامعة رافائيل بيلوسو تشاسين بعد أربعة أيام من إلغاء الطبقات بسبب الاحتجاجات، كما هاجمت مجموعات من الأفراد المقنعين حافلة في جامعة رافائيل بيلوسو تشاسين.[420][421][422][423]
- 17 أيار / مايو - دعا اتحاد رابطات فنزويلا جميع المعلمين إلى عقد إضراب وطني في 22 أيار / مايو مع رئيس رابطة المعلمين في جامعة فنزويلا المركزية، فيكتور ماركيز، قائلا: «في حين أن الأولاد في الشوارع يحتجون ويُعتقلون، يبدو أن الجامعة تدعي أنها تعمل كما لو أن شيئا لا يحدث على الإطلاق»، وانتقدت مجموعة تضم أكثر من 220 ضابطا سابقا في الجبهة العسكرية المؤسسية حزب مود لإجراء حوار مع الحكومة.[424][425]
- 18 مايو - احتج سكان بيتاري على نقص المياه، في كاراكاس، عقدت مسيرة لدعم المجتمعات الفنزويلية المثليين.[426][427]
- 19 مايو - تم ازدحام طريق برادوس دل إستي السريع لساعات حتى قام الحرس الوطني بإزالة المتظاهرين والحواجز، وقد أنشأت مجموعة من الأمهات اللواتي انطلقن من الاحتجاجات مجموعة تسمى جبهة الأمهات الفنزويليين، وعادت الاحتجاجات إلى ولاية لارا حيث أوقف المتظاهرون الشوارع واشتبكوا مع الحرس الوطني، أغلقت مجموعة من المتظاهرين الطرق في ولاية أنزواتيغوي وأحرقت شاحنة، وقعت اشتباكات بين المتظاهرين والشرطة الوطنية في حي لاس مينيتاس في باروتا، وقال الجيران في لاس مينيتاس " تم إطلاق الغاز المسيل للدموع بالقرب من موقع الأطفال في المنطقة.[428][429][430][431][432][433]
- 20 مايو / أيار - وقعت اشتباكات في الصباح الباكر في بويبلو نويفو بين المواطنين والجنود مع بعض القتال استمر لعدة ساعات.[434][435]
- 21 مايو / أيار - ندد منسقو حركة استوديانتيل الهجمات الأخيرة على الطلاب الذين يحملون أسلحة نارية قائلين إن الشيء الوحيد الذي يتم تسليح الطلاب به هو «أجهزة الكمبيوتر المحمولة وأقلام الرصاص»، العائلات في مدينة باركيسيميتو في ولاية لارا أوقفت الطرق أثناء المطالبة بالماء، حجب طلاب جامعة سيمور بوليفار الممرات من خلال تراكم العديد من المكاتب والكراسي عند مداخلهم.[436][437][438]
- 22 مايو / أيار - عقدت عدة جامعات إضرابات بسبب اعتقال طلابها، واحتج المواطنون في مدن متعددة بسبب نقص المياه أو بسبب وجود مياه قذرة.[439][440] احتج الطلاب في ماراكايبو ضد اعتقال زملائهم الطلاب وانعدام الأمن والمشاكل الأخرى التي تواجه البلاد، وأظهر المتظاهرون في تشاكاو حجب فرانسيسكو دي ميراندا وأوسلار بيتري أفينيوز، حظر سائقو الحافلات في لا أوربينا الطرق مع حافلاتهم احتجاجا على الظروف في البلاد.[441][442][443][444]
- 23 مايو / أيار - توجه طلاب جامعات متعددة إلى المدعي العام في تاشيرا مطالبين بالإفراج عن زملائهم الطلاب، احتج عمال وكالات السفر على المشاكل التي يواجهها قطاعهم، واحتج موظفو بعثة الإسكان الفنزويلية بسبب تأخر المدفوعات، احتج التجار في سان بيدرو على انعدام الأمن في المنطقة.[445][446][447][448]
- 24 مايو / أيار - بعد 100 يوم، استمرت الاحتجاجات مع العديد من الطلاب والمواطنين الذين يتظاهرون في مسيرات، احتج الطلاب في باريناس على «انعدام الأمن والشباب الذين قتلهم النظام وغيرهم ممن سجنوا بشكل غير عادل والقمع وانتهاك حقوق الإنسان وغيرها».[449][450]
- 25 أيار / مايو - انتخب مواطنون البلديات زوجات رؤساء البلديات المعتقلين الذين سيحلون محل مناصب أزواجهم.[451]
- 26 مايو / أيار - احتج 900 جندي على كتلة واحدة من قصر ميرافلوريس بسبب عدم إعادتهم بعد مشاركتهم في أحداث 4 فبراير 1992، احتج الطلاب من يونيفا وإيوتيك على الطريق السريع الأمريكي، وأظهر أعضاء منظمة الشباب الوطنية الفنزويلية خارج سفارة كوستاريكا مطالبين الحكومة الكوستاريكية «للتحدث علنا للمطالبة الحكومة الفنزويلية لوقف القمع والاضطهاد وسجن الطلاب الفنزويليين»، احتج الطلاب من إيوتيرلا عن طريق تحييد الشوارع من خلال الجلوس في مكاتب المدرسة، وحظر طلاب جامعة أونيميت حركة المرور على الطريق السريع غران ماريسكال دي أياكوتشو أثناء الاحتجاج.[452][453][454][455][456]
- 27 مايو / أيار - احتج المواطنون الذين اشتروا طعاما مدعوما من متجر ميركال في باركيسيميتو بعد أن تم احتجازهم من المتجر بسبب النقص، تم اعتقال 11 من العسكريين السابقين أمام قصر ميرافلوريس، وحدثت احتجاجات في ألتاميرة حيث قام المتظاهرون بإغلاق حركة المرور على شارع لويس روش مع المتاريس.[457][458][459]
- 28 مايو - قام طلاب الجامعة الكاثوليكية في تاشيرا (UCAT) باحتجاجات في الصباح الباكر ضد مختلف القضايا التي واجهتها البلاد والتي أدت بعد ذلك إلى اشتباكات مع الشرطة والحرس الوطني، عقد مواطنو باركيسيميتو مسيرة سلمية تحت عنوان «لارا في الشارع» بينما كانوا يحتجون على القمع والاعتقالات وغيرها من المشاكل في فنزويلا.[460][461]
- 29 مايو / أيار - احتج سائقو السيارات في لوس تيكيز ضد انعدام الأمن الذي يواجهونه، مما عرقل المرور عبر البلاد، احتج الطلاب من كلية جامعة لوس تيك سيسيليو أكوستا (CULTCA) بسبب سوء نوعية الأغذية التي تقدم لهم، وألقي القبض على أربعة أشخاص في سانتا بعد أن فرقت الشرطة مظاهرة وأزلت الحطام الذي يعرقل طريقا، ووقعت احتجاجات في الجامعة الكاثوليكية في تاشيرا أدت إلى اشتباكات أصابت 5 بعد أن سرق طلاب المدارس الثانوية حافلة، وندد زعماء الاحتجاج في وقت لاحق بالسرقة قائلا إن الفعل «يجب ألا يشوه الاحتجاج ويجب أن يكون سلمياً».[462][462][463][464][465]
- 30 مايو / أيار - في ساعات الصباح، قامت ثلاث حافلات بإغلاق حركة المرور خارج جامعة كارابوبو أثناء احتجاجها على انعدام الأمن في البلاد، احتج المواطنون في فالنسيا بالقرب من مركز كاموروكو على القرار 058، وقد اشتبك طلاب في جامعة تاشيرا التجريبية الوطنية (UNET) والشرطة مما أدى إلى قيام الطلاب بإنشاء حاجز كبير للدفاع عن أنفسهم.[466][467][468]
- 31 مايو - قامت جامعات مختلفة في فنزويلا بإعادة جدولة الأحداث الأكاديمية من أجل مساعدة الطلاب المتضررين من الاحتجاجات.[469]

## يونيو

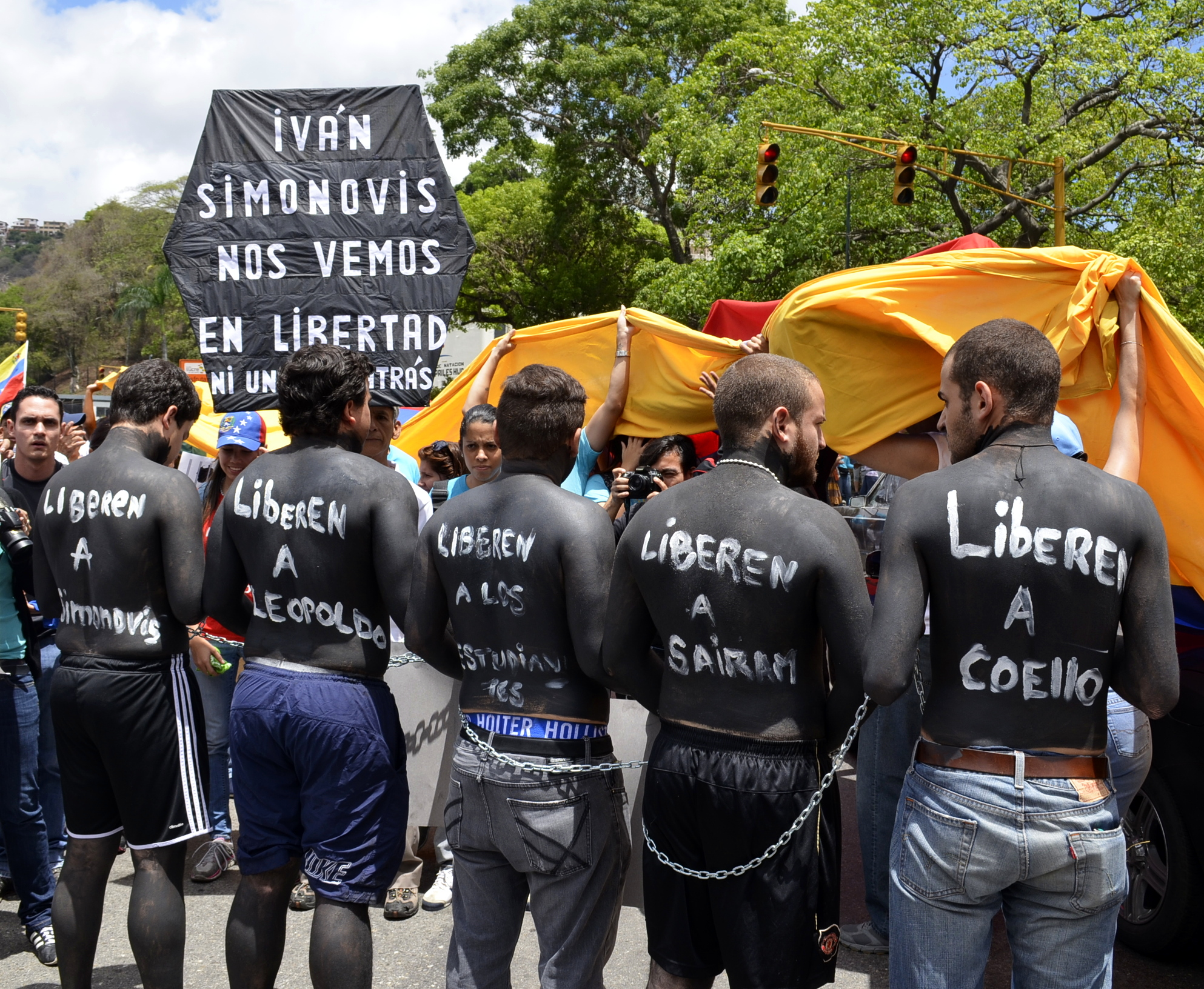
محتجون باللون الأسود خلال "مسيرة الشجعان" يوم 1 يونيو.

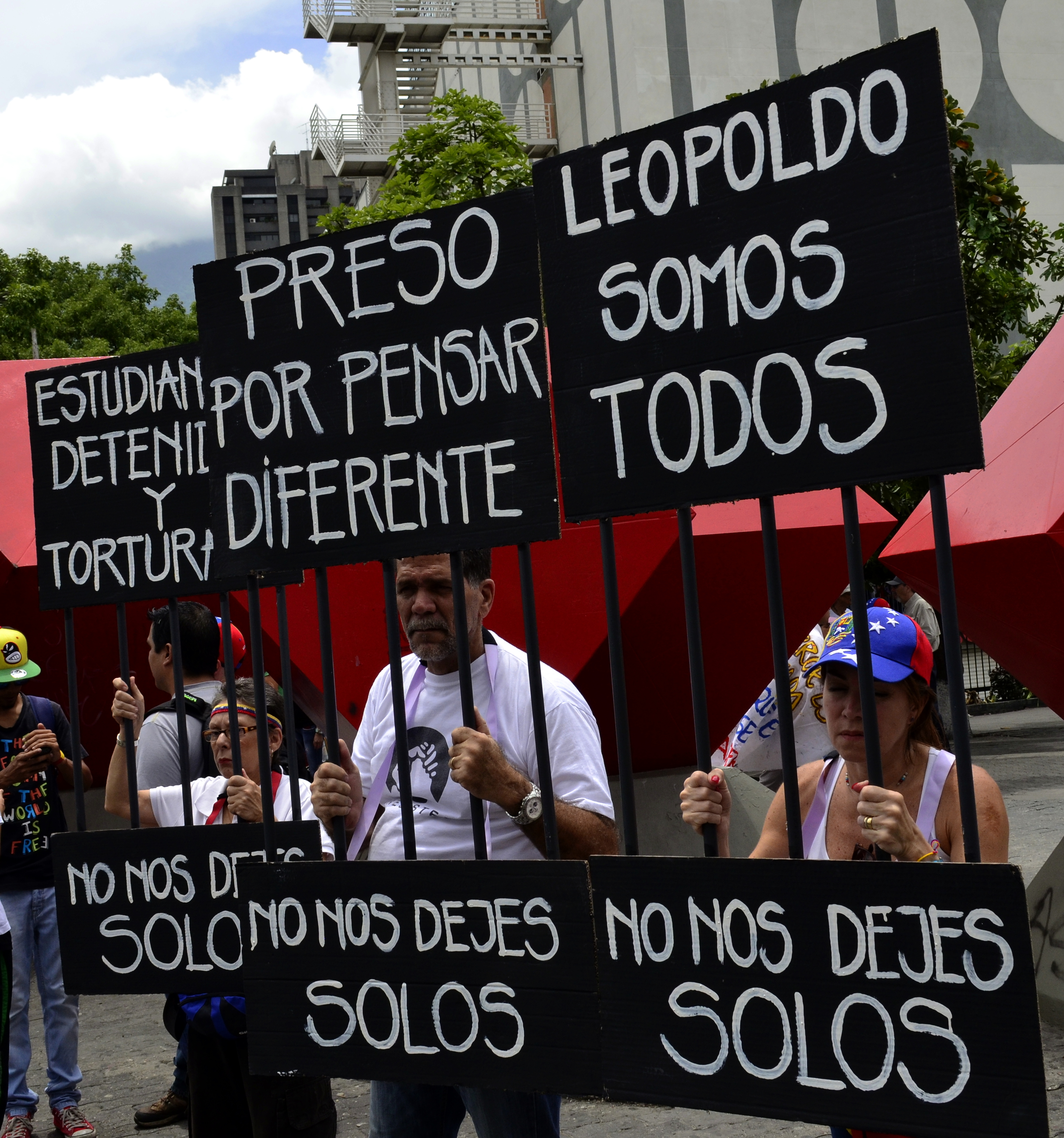
متظاهرون ينددون باعتقال زملائهم المحتجين.

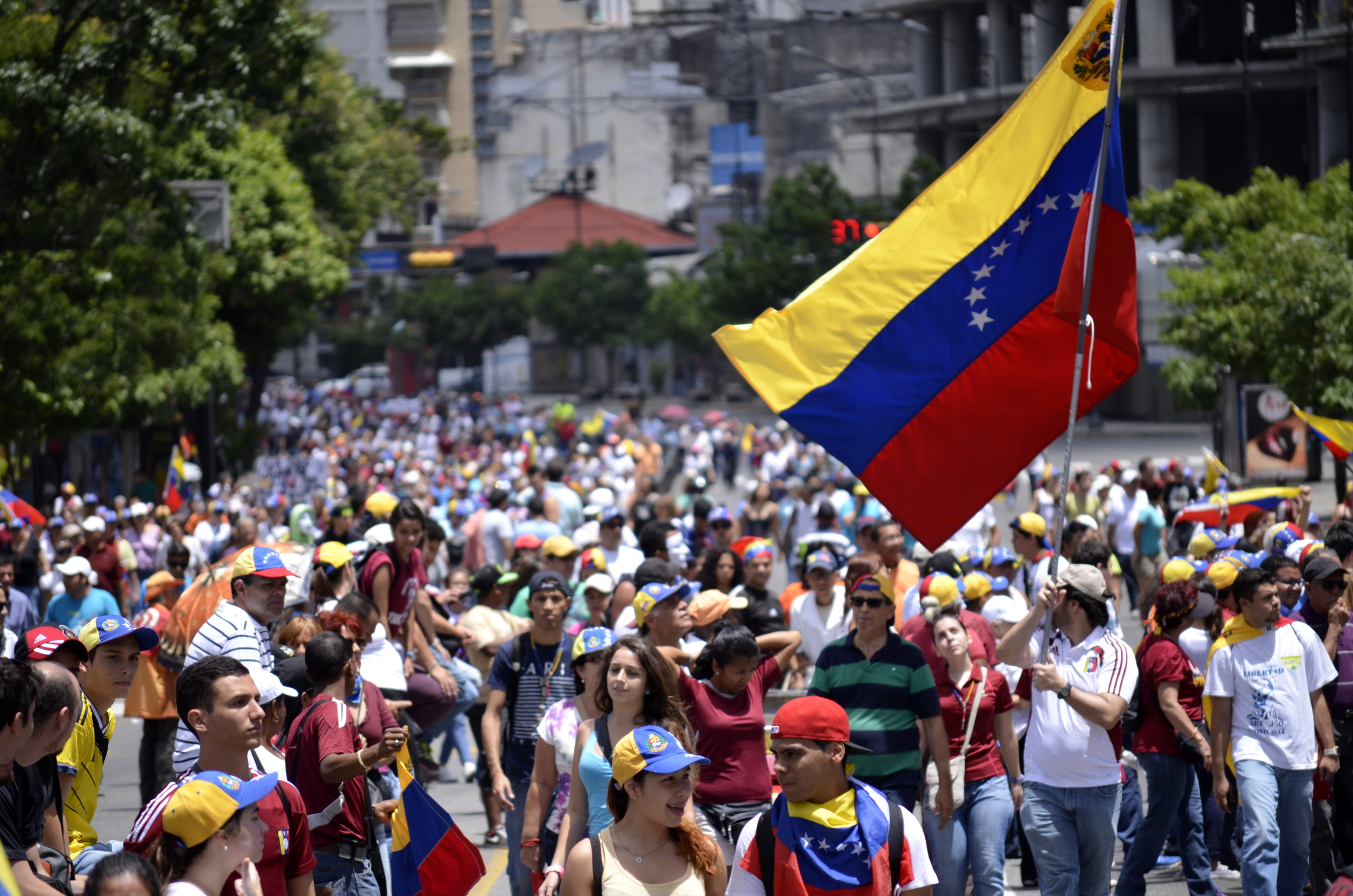
مجموعات من المتظاهرين خلال "مسيرة من أجل الاستقلال" في 24 يونيو حزيران.

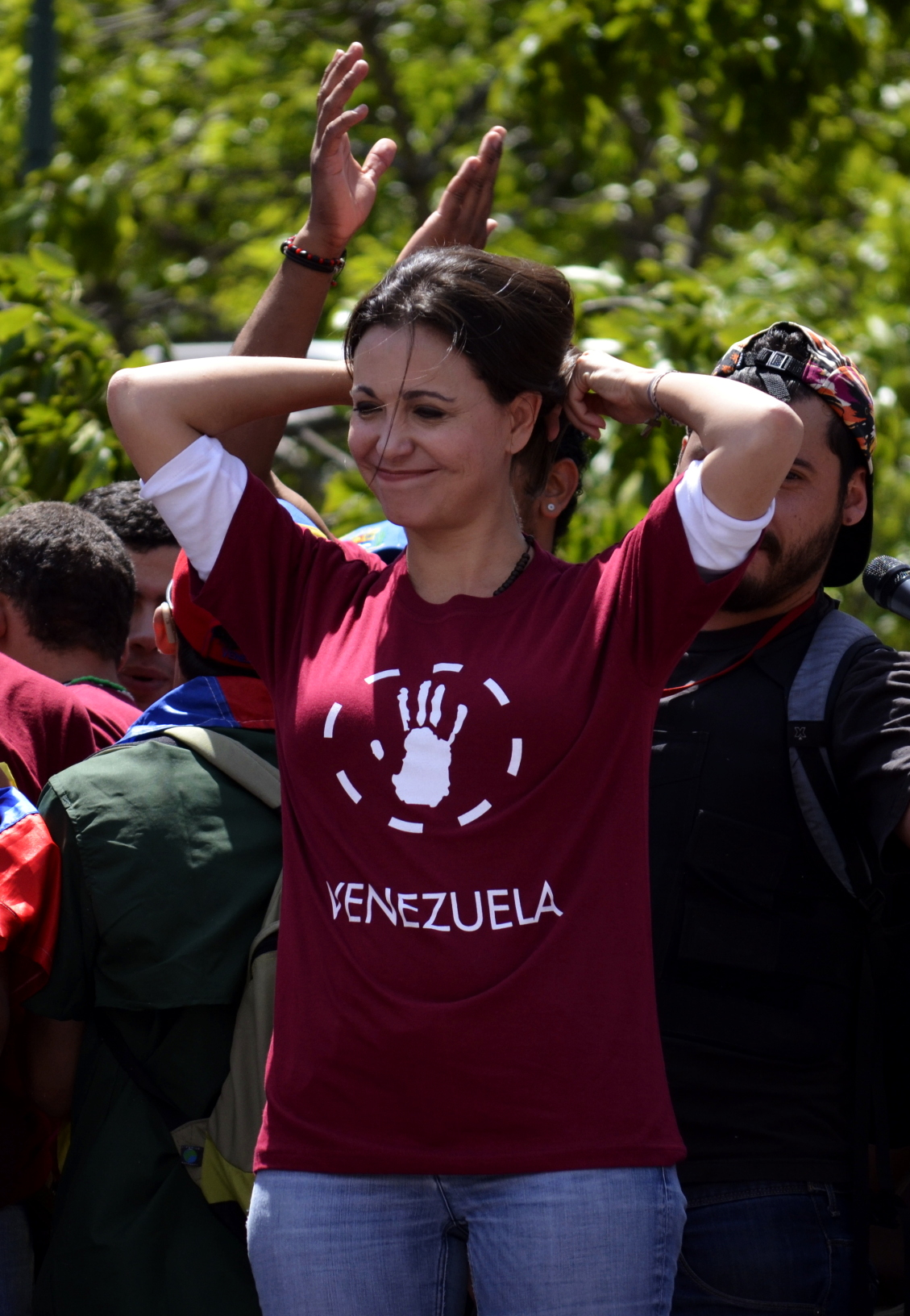
ماريا كورينا ماتشادو خلال مسيرة 24 يونيو.

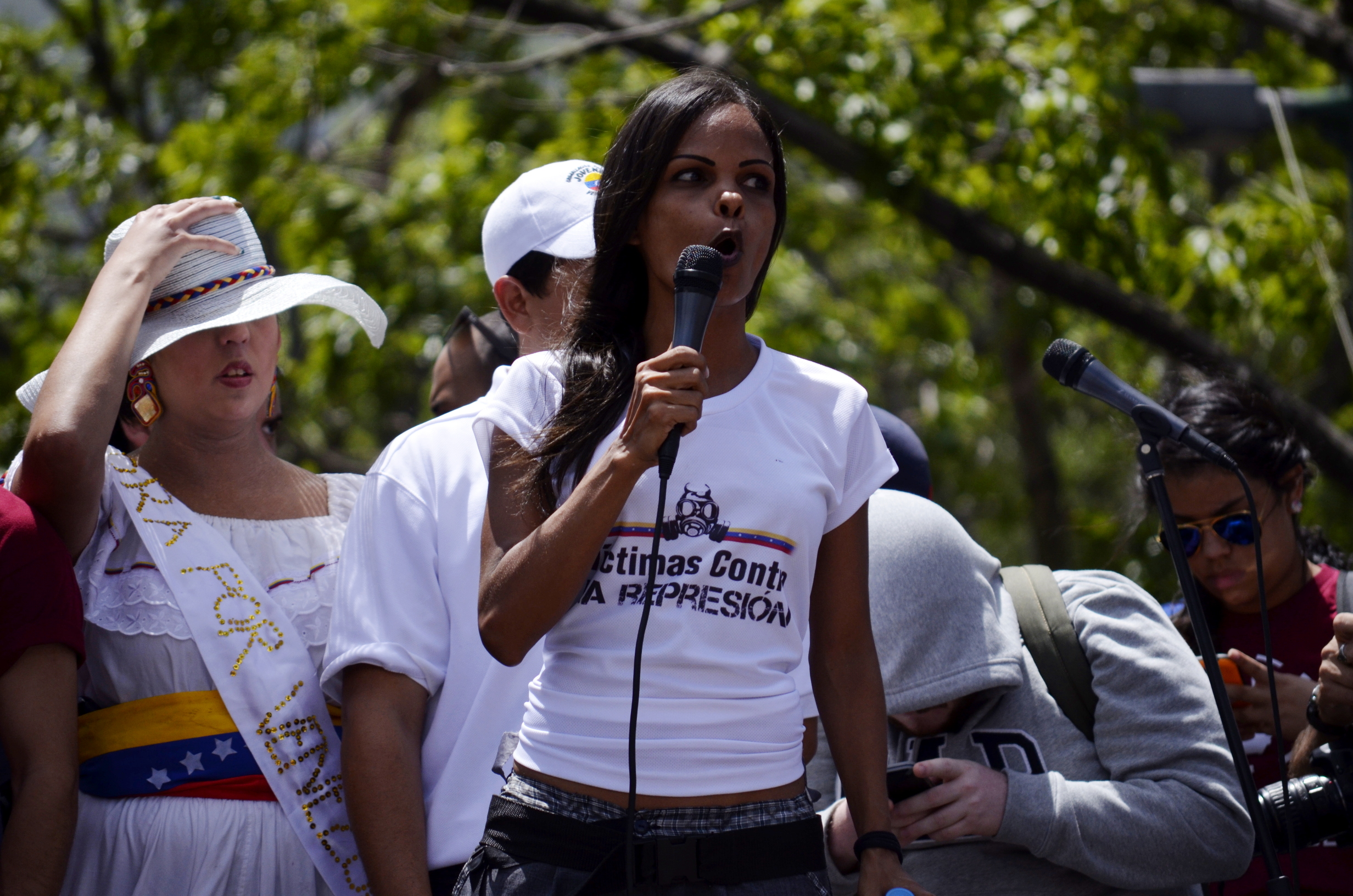
مارفينيا خيمينيز، امرأة تعرضت للضرب من قبل رجال الشرطة، تحدثت في تجمع 24 يونيو.

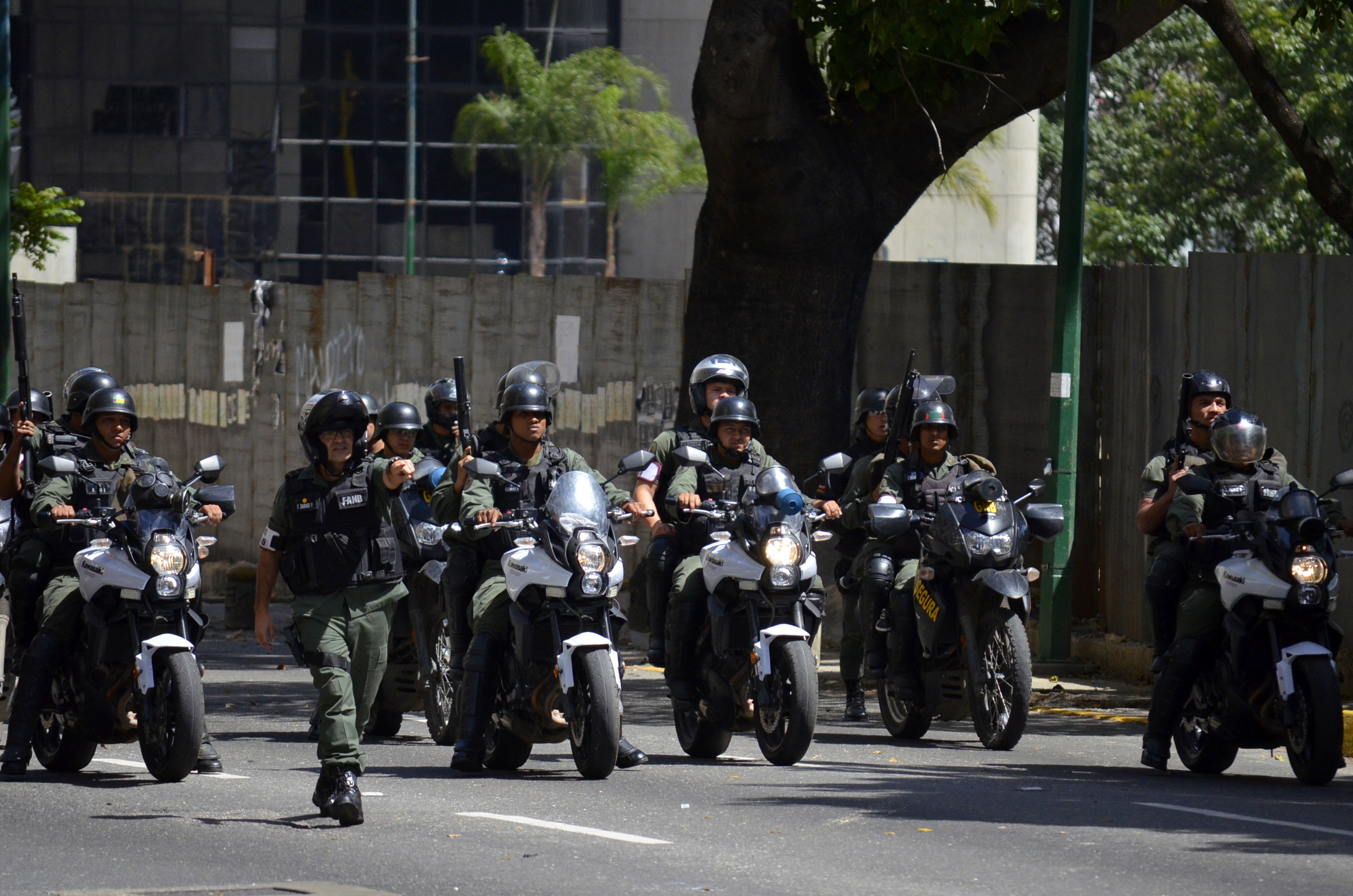
الحرس الوطني الفنزويلي يفرق تجمع "مسيرة من أجل الاستقلال" يوم 24.

- 1 يونيو - مارس الشجعان مسيرة نظمتها موفيمينتو إستوديانتيل، وقعت في كراكاس حيث ندد الفنزويليون بانعدام الأمن، وطلب الإفراج عن السجناء السياسيين ثم توجه المتظاهرون إلى ساحة ألفريدو سادل في لاس مرسيدس معلنين أنهم سيبقون في الساحة لمدة 12 ساعة، وقالوا إنهم سيمتنعون عن الطعام لمدة 15 ساعة أخرى لتحقيق مطالبهم.[473][474][475]
- 2 يونيو / حزيران - احتج سكان باروتا على مياه الشرب القذرة وطالبوا هيدروكابيتال بأن يأتيوا بإصلاحها، احتج طلاب من جامعة تاشيرا الكاثوليكية (UCAT) والجامعة الوطنية التجريبية في تاشيرا على اعتقال المتظاهرين وجعلوا بتفريغ محتوى شاحنتين في الطريق لمنع حركة المرور، وأصيب العديد من الطلاب من (UCAT) بعد اشتباكات مع قوات الأمن التي استخدمت الغاز المسيل للدموع لتفريق المتظاهرين، احتج الطلاب من جامعة فيرمين تورو باركيسيميتو ضد الهجمات التي أحرقت المدرسة في 5 مايو عن طريق منع حركة المرور القريبة، وفي لارا، أصيب ثلاثة، وألقي القبض على عدة أشخاص بعد أن وقعت مواجهات بين المواطنين وقوات الأمن من بعد ظهر يوم 2 حزيران / يونيه إلى ساعات الصباح الباكر من 3 حزيران / يونيه.[476][477][478][479][480]
- 3 يونيو / حزيران - في فالنسيا، أغلق المتظاهرون الطريق السريع بإطارات محترقة بسبب ارتفاع مستويات انعدام الأمن وبسبب نقص المياه مؤخرا في المنطقة، وأغلقت الاشتباكات بين جامعة متروبوليتان والشرطة الوطنية طريق غران ماريسكال دي أياكوتشو السريع وأسفرت عن بعض الحرائق من استخدام الغاز المسيل للدموع، كما ادعى الرئيس مادورو أن الولايات المتحدة والمعارضة الفنزويلية كانا يخططان لاغتياله قائلا إن ماريا كورينا ماتشادو متورطة، ووصفها بأنها «قاتلة»، وقال إن هناك أدلة من رسائل البريد الإلكتروني التي «لا يريد عرضها علانية».[481][482][483][484]
- 4 يونيو / حزيران - عقد طلاب من جامعة متروبوليتان وجامعة سانتا ماريا احتجاجات أدت إلى اشتباكات مع الحكومة أسفرت عن اعتقال شخصين وإصابة 5 آخرين، وأحرق المتظاهرون بالقرب من الجامعة الوطنية التجريبية في تاشيرا حافلة أثناء المظاهرات، وتفرقهم الحرس الوطني لاحقا بالغاز المسيل للدموع.[485][486]
- 5 يونيو / حزيران - قررت القاضية أدريانا لوبيز أن ليوبولدو لوبيز سيواجه محاكمة في أغسطس / آب بعد إدانته بتسبب العنف في 12 شباط / فبراير 2014، احتج سكان توكويو بسبب نقص الغاز المحلي وبسبب سوء مذاق الماء.[487][488]
- 6 يونيو / حزيران - حدثت احتجاجات بسبب المضاعفات مع المرافق في ماراكاي بسبب انقطاع التيار الكهربائي وفي كاراكاس ضد شركة المياه التي تديرها الدولة، هيدروكابيتال، لأن السكان ليس لديهم ماء.[489][490] احتج سكان كراكاس على وزارة السياحة (MINTUR) بسبب تكاليف أجرة السفر الجوي، وقال نائب الرئيس خورخى اريزا في مؤتمر بعنوان «مؤامرة اعلامية ضد فنزويلا» ان الحكومة الفنزويلية ضربت «انقلابا في وسائل الاعلام» واتهمت وسائل الاعلام بخطط «لشن انقلاب» قائلة انها «مدبرة جيدا».[491][492][493]
- 7 يونيو / حزيران - طلب زعيم من الإرادة الشعبية فريدي جيفارا من الفنزويليين في جميع أنحاء البلاد الاحتجاج على إطلاق سراح ليوبولدو لوبيز، قائلا «سوف يرسم يوم الاحد مرحلة جديدة من نضال المقاومة، وهو طريق كان دائما ديمقراطيا»، أعلنت الجمعية أنها تسعى في كل ولاية من فنزويلا، في أماكن مختلفة في الولايات المتحدة وكولومبيا وبنما وإسبانيا، لجمع مليون توقيع لترسل إلى البابا فرانسيس في التماس الإفراج عن السجناء السياسيين ووقف القمع الطلابي، طلبت ماريا كورينا ماتشادو أيضا احتجاجات في اليوم التالي قائلا إن الوقت قد حان للدخول في «المرحلة الثانية في طريق الحرية».[494][495][495]
- 8 يونيو / حزيران - طلب الآلاف من الفنزويليين الذين يقودهم الإرادة الشعبية، الذين تجمعوا بشكل سلمي في بريون بلازا في كراكاس احتجاجا على اعتقال ليوبولدو لوبيز مع اعتقال الطلاب، استقالة الرئيس مادورو ودعو إلى إجراء انتخابات رئاسية مبكرة، كما أعلن قادة الحركة الطلابية أنهم سيعقدون مظاهرة في 24 يونيو / حزيران.[496][496][497]
- 9 يونيو / حزيران - حدثت احتجاجات متعددة بسبب نقص المياه، في أماكن مثل جامعة سانت ماري وكراكاس وسوكري.[498][499][500] تسببت المصادمات بين قوات الأمن والمتظاهرين في ماراكايبو من قبل مدرسة قريبة في خلق قلق بين الأطفال وترك العديد من الجرحى.[501]
- 10 يونيو / حزيران - أطلق عدة أشخاص في سيارة كانت تسافر في الماضي على جامعة فيرمين تورو عبوة غاز مسيل للدموع في الحرم الجامعي مما تسبب في حالة من الذعر، ثم أعقبها طلاب يحجبون الشوارع احتجاجا، واشتبكوا مع الشرطة التي استمرت لساعات، وذكر الرئيس مادورو أنه لم يحترم الحوار الذي قدمه الاتحاد الأفريقي والكنيسة الكاثوليكية.[502][503]
- 11 يونيو / حزيران - احتج عمال الحكومة في مبنى وزارة الصحة في كارابوبو بالقرب من المنشأة مطالبين بمزيد من الفوائد، واحتج السكان في ماتورين على تحسين الخدمات العامة؛ بما في ذلك خدمات الصرف الصحي والكهرباء والأمن.[504][505]
- 12 يونيو / حزيران - أصيب 12 شخصا وألغيت الصفوف بعد وضع اسطوانة غاز مسيل للدموع في نظام تكييف الهواء بالجامعة الذي أثر على المنشأة بأكملها، حظر الطلاب في فالنسيا الطريق السريع بينما كانوا يحتجون ويلعبون كرة القدم، احتج الطلاب في جامعة سانت ماري بعد السطو واطلاق النار على اثنين من زملائهم في المدرسة.[506][507][508]
- 13 يونيو / حزيران - واصل طلاب جامعة سانت ماري الاحتجاج بعد إطلاق النار على الطلاب ووضعوا مكاتب تواجه مستجدات الجامعة تطالب بالحلول لانعدام الأمن، بدأ الطلاب في لاجونيلاس الاحتجاجات مرة أخرى وسدوا عدة شوارع في المنطقة بينما كانوا يتظاهرون ضد انتهاكات الحكومة.[509][510]
- 14 يونيو / حزيران - وقعت مواجهات بين الطلاب وقوات الأمن في بوليفار بفنزويلا أسفرت عن استخدام الغاز المسيل للدموع بالقرب من مركز سكني، مجموعات من راكبي الدراجات احتجوا في كراكاس وأدى ذلك إلى القبض على واحد منهم.[511][512]
- 15 يونيو / حزيران - وقع أكثر من 100 ممثل من مختلف الفئات الاجتماعية على عبارة واضحة «نعم هناك مخرج من الأزمة» وطالبوا باستقالة الرئيس نيكولا مادورو قائلا: «فقط الناس في الشوارع، يمارسون حقهم المشروع في السلام ، الاحتجاج سيجبر أولئك الذين يدعمون النظام الآن على قبول عملية انتقال ديمقراطي حقا».[513]
- 16 يونيو - احتج الطلاب في جامعة سانت ماري ضد انعدام الأمن بسبب السرقات المستمرة التي تحدث في حرمهم الجامعي، في فالنسيا، احتج الوالدين على قرار التعليم 058، تجمع طلاب من جامعة تاتشيرا الكاثوليكية خارج منزل حاكم تاتشيرا.[514][515][516]
- 17 يونيو - أكد الرئيس مادورو استعداده لاستئناف الحوار مع المعارضة.[517]
- 18 يونيو - تم منع ماريا كورينا ماتشادو من مغادرة البلاد بسبب التحقيقات التي تقوم بها الحكومة، وقد بعث رئيس مركز الطلاب بجامعة سانتا روسا الكاثوليكية يوسيبيو كوستا بطلب إلى الامم المتحدة في سويسرا قائلا ان الطلاب «واثقون» بان حقوقهم قد انتهكت وطلبوا من الامم المتحدة «عدم الاكتراث بما يحدث في فنزويلا»، في مطار مايكيتيا، احتج العمال، مطالبين باتفاق جماعي جديد بعد مزاعم وتهديدات مزعومة.[518][519][520]
- 19 يونيو / حزيران - تجمع الطلاب خارج مقر فنزويلا لبرنامج الأمم المتحدة للتنمية مطالبين بنسخة من اللقطات الأمنية لتفكيك معسكر المتظاهرين أمام المقر، أعلن الطلاب مسيرة المقرر في 24 يونيو من أجل المطالبة «بالحرية» للفنزويليين.[521][522]
- 20 يونيو - تم اعتقال 5 متظاهرين من قبل الحرس الوطني بينما كانوا يتظاهرون خارج الجامعة الكاثوليكية في تاشيرا، وقام أفراد الحرس الوطني بتفريق الطلاب الذين تجمعوا أمام مقر برنامج الأمم المتحدة للتنمية في اليوم السابق، احتج عمال كوربويليك في بويرتو أورداز في ولاية بوليفار على شارع غوايانا.[523][524][525]
- 21 يونيو - توفي خوسيه فارياس، وهو طالب محاسبة من جامعة رافائيل بيلوسو تشاسين، بسبب فشل الجهاز التنفسي من الإصابات التي أصيب بها في 29 مايو أثناء مظاهرة في زوليا، بدأ أعضاء منظمة الشباب الوطنية «صيامهم الدائم» بعد رفضهم موقف الأمم المتحدة في كراكاس.[526][527]
- 22 يونيو - مجموعة الهاكر في فنزويلا قاموا باختراق موقع كانتف وأدى ذلك إلى قطع خدمة الإنترنت والهاتف عند عدة مدن، وقال منسق الإرادة الشعبية كارلوس فيشيو إنه أظهر أدلة على انتهاكات الأمم المتحدة المزعومة لحقوق الإنسان، قائلا «يجب أن يكون هناك دعم من المجتمع الدولي، وخاصة عندما تحدث انتهاكات لحقوق الإنسان، ولا يمكن لأي بلد أن يغفل ما يحدث هناك»، وزعم أن زعماء المعارضة منعوا من التحليق في رحلات كونفياسا في فنزويلا بسبب «أوامر من كراكاس».[528][529][530]
- 23 يونيو / حزيران - ذكرت ليليان تينتوري في مقابلة مع صحيفة «لا تيرسيرا» الشيلية أن هناك صراعا بين الخير والشر في فنزويلا، وأنها تعتقد أن زوجها ليوبولدو لوبيز سيطلق سراحه «قريبا» لأنه لا يوجد دليل على أنه فعل شيئا خاطئا.[531]
- 24 يونيو - احتج الطلاب من 14 ولاية في فنزويلا في وقت واحد على الذكرى ال 193 لمعركة كارابوبو، وفي فالنسيا، أصيب 20 شخصا بجروح من قبل شرطة كارابوبو والحرس الوطني الذين كانوا يطلقون الكريات والغاز المسيل للدموع على المتظاهرين السلميين مما أدى إلى انتقام بعض الأفراد من خلال وضع القمامة في الشوارع لمنعهم.[532][533] وفي أنزواتيغوي، ألقي القبض على أكثر من 25 متظاهرا سلميا أثناء عودتهم إلى ديارهم، في ميريدا، احتج طلاب جامعة لوس أندس على ما أسموه "الاستعمار" الكوبي قائلين أن "فنزويلا لا تزال مستعمرة من الحكومة الكوبية، بدأ طلاب جامعة تاشيرا الكاثوليكية إضرابا عن الطعام يطالبون بحرية الطلاب الذين تم اعتقالهم.[534][535][536][537]
- 25 يونيو / حزيران - أغلق الطلاب أفواههم احتجاجا بسبب اعتقال الطلاب وإظهار الحكومة الفنزويلية بأن «صيامهم دائم ومطول وجدي».[538]
- 26 يونيو / حزيران - أعلنت وزارة الدفاع في فنزويلا الحركة التي تحمل عنوان «توقيعات الحرية» التي ستجمع توقيعات لإطلاق سراح المئات من المحتجزين للاحتجاج ووقف الإجراءات التحوطية ضد متظاهرين آخرين في عام 2000، وقعت احتجاجات في الحي في باركيسيميتو بسبب نقص المياه في المنطقة.[539][540]
- 27 حزيران / يونيه - قالت مفوضة الأمم المتحدة السامية لحقوق الإنسان، نافي بيلاي، إنها تشعر بالقلق إزاء انتهاك الحقوق والتجاوزات في فنزويلا.[541]
- 28 يونيو / حزيران - قال الأمين التنفيذي ل مود، رامون غيليرمو أفيليدو، إن الحوار لم يتوقف نهائيا مع الحكومة الفنزويلية، قائلا "لقد جمدنا الحوار لأنه لم يحقق النتائج المتوقعة"، وفي ساحة بوليفار في سان كريستوبال، عقد حاكم الولاية خوسيه غريغوريو فيلما مورا اجتماعا مع وحدات القتال هوجو شافيز، قائلا: "علينا أن نحافظ على قوة الثورة، دون السماح بأي تقسيم داخلي، وخاصة في نضال تاتشيرا.[542][543]
- 29 يونيو - واصل الطلاب في كنيسة Chiquinquirá إضرابهم عن الطعام بعد تسعة أيام من الصيام.[544]
- 30 يونيو - طالب الطلاب الذين واصلوا الإضراب عن الطعام أمام قنصلية كولومبيا في سان كريستوبال الكونغرس الكولومبي بان «لا تكون متواطئة في قمع وانتهاك حقوق الإنسان في فنزويلا».[545]

## يوليو

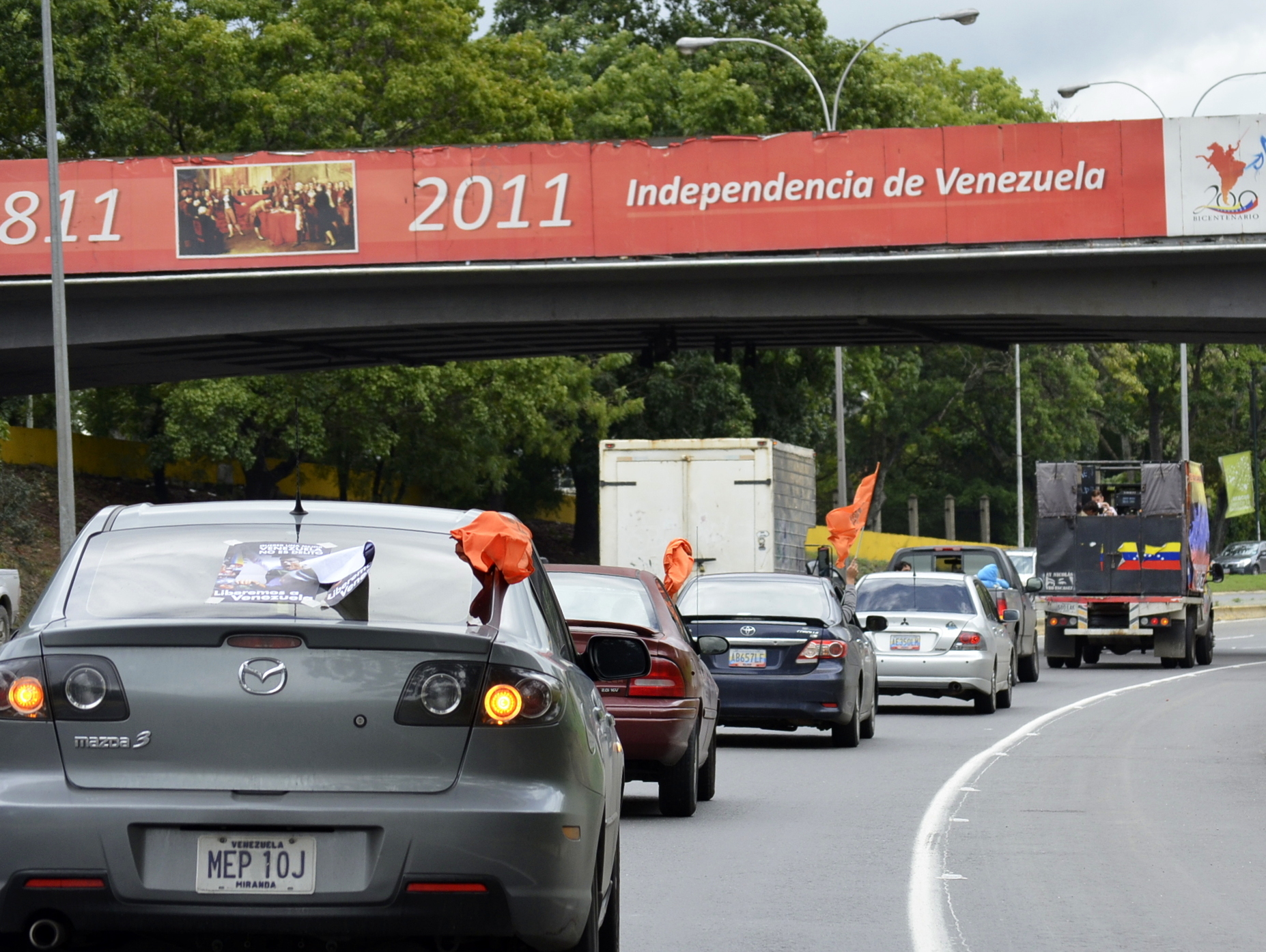
قافلة من المواطنين مسافرون إلى رامو الخضراء في 26 يوليو تموز.

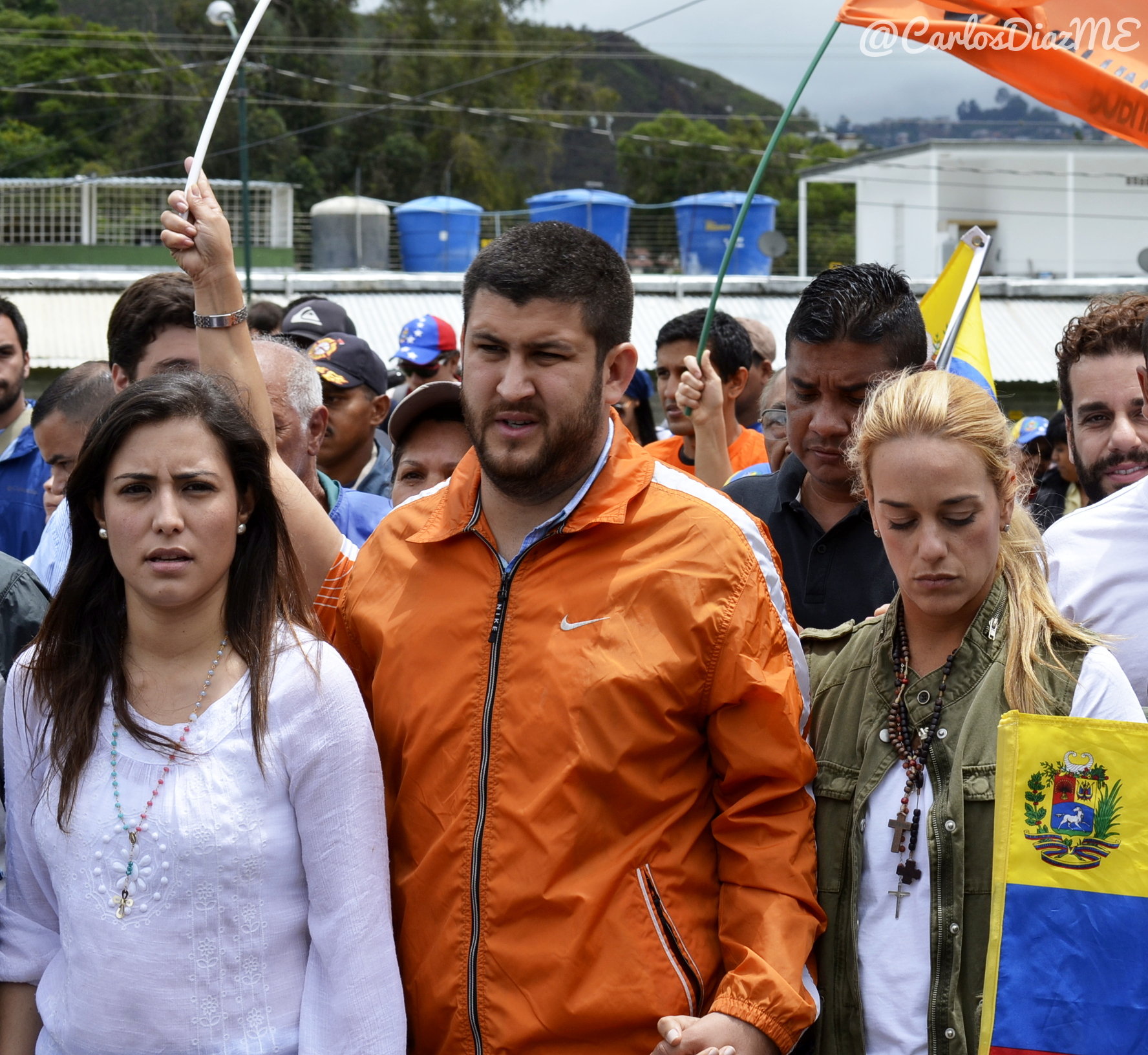
دايفيد سمولانسكي وليليان تينتوري، جنبا إلى جنب مع مؤيدين آخرين تجمعوا في رامو الرأس.

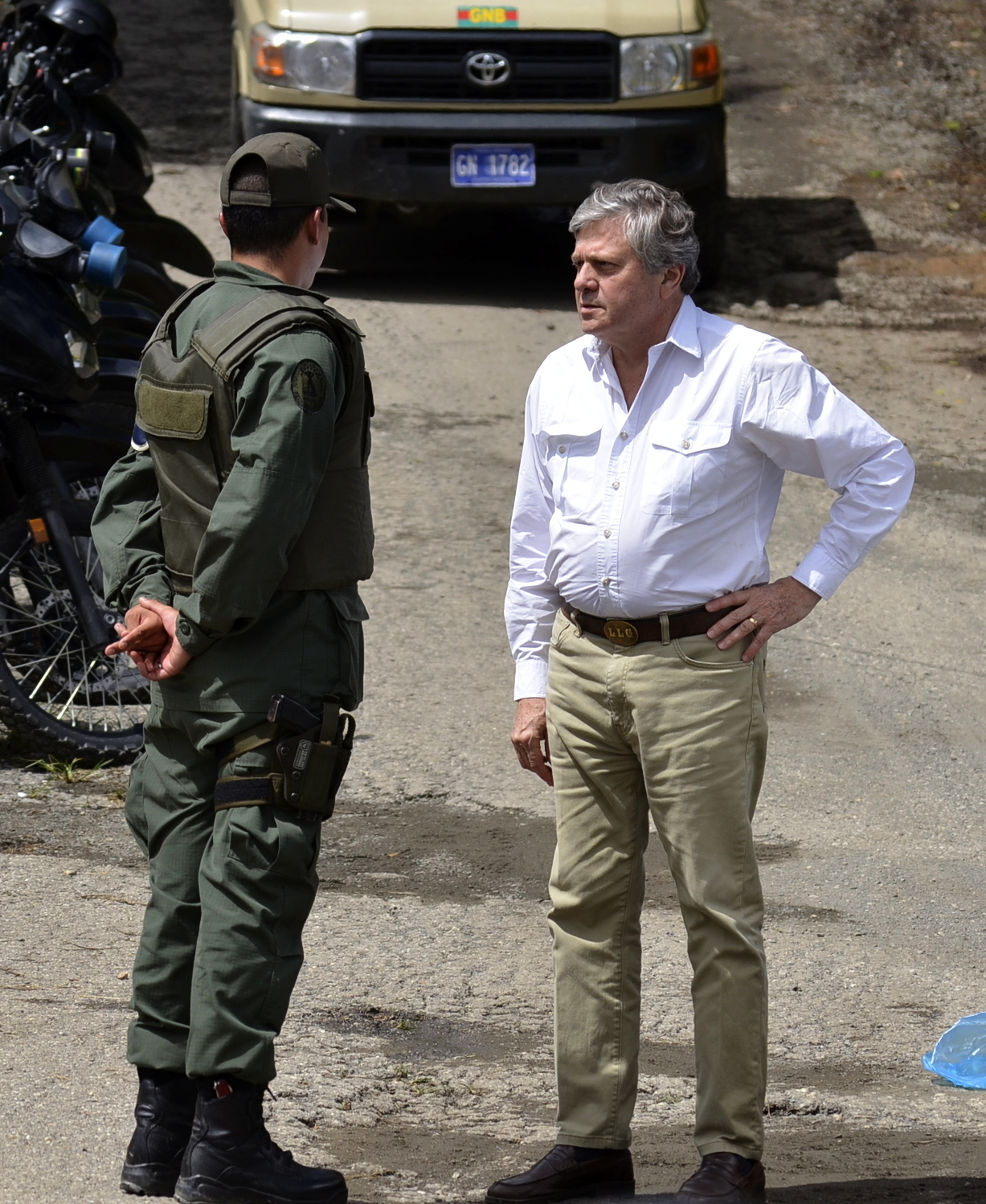
والد ليوبولدو لوبيز يتحدث مع أحد أعضاء الحرس الوطني البوليفاري.

- 1 يوليو / تموز - أدت الاحتجاجات بالقرب من المقر السابق للجامعة الكاثوليكية في تاشيرا إلى إصابة العديد من الطلاب وإلقاء القبض على أحدهم من قبل الشرطة الوطنية.[546]
- 2 يوليو / تموز - قتلت مجموعة كبيرة من التجار في كانديلاريا خباز يبلغ من العمر 77 عاما بعد دفع المجتمع رسوم الحماية إلى الحرس الشعبي من أجل الأمن، وأعلنت مصادر قضائية أن ليوبولدو لوبيز سيواجه محاكمة في 23 يوليو، وقعت اشتباكات عنيفة بين المتظاهرين وقوات الأمن في تاتشيرا بعد أن تظاهر المتظاهرون ضد قتل واختطاف امرأة شابة في الليلة السابقة.[547][548][549]
- 3 تموز / يوليه - واصل طلاب الجامعة الكاثوليكية في تاشيرا ومعهد سانتياغو مارينيو للفنون التطبيقية الاحتجاج بعد عملية الاختطاف والقتل التي وقعت يوم الأحد السابق، بالقرب من معهد سانتياغو مارينو للفنون التطبيقية، منع الطلاب الطرق عن الطريق القاء القمامة فيها، ثم بعدها اتفق المتظاهرون مع رجال الشرطة على احتجاج بسيط من شأنه أن لا يعطل حركة المرور، وعلى الرغم من قرب الجامعة الكاثوليكية في تاشيرا، قامت الشرطة الوطنية بقمع المتظاهرين بالقوة بإطلاق الغاز المسيل للدموع دون سابق إنذار في الشوارع وعن طريق النوافذ التي أدت إلى رد الطلاب بالحجارة وزجاجات المولوتوف، وأُبلغ عن إصابة 20 و 30 إصابة، واحتجز مراسل نتن NTN24، وزعم أنه تعرض للضرب.[550][551]
- 4 يوليو / تموز - احتج عمال شركة كوربويليك التي تديرها الدولة بسبب قضايا اتفاق جماعي قائلين إنهم ما زالوا مدينين بأجر من عام 2011، وطالبوا وزير الكهرباء جيسي تشاكون بإنكار انقطاع التيار الكهربائي بسبب التخريب، ووقعت احتجاجات في جامعة كارابوبو حيث أغلق المدخل احتجاجا على اعتقال طالب يزعم أنه سرق ثم اعتقل بعد سرقته. [552][553]
- 5 يوليو - احتفلت الحركات الطلابية والجمهور ب 203 سنة منذ استقلال فنزويلا، وخلال مظاهرة في ساحة لا ريبوبليكا، قام المتظاهرون بتشكيل العلم الفنزويلي ليحمل معنى «تجديد الأمة» وأدلوا ببيانات عن الاستقلال عن كوبا، بعد المظاهرة، اعتقل أعضاء سيبين 17 متظاهرا امتثلوا لأوامرهم بسبب «مخالفة عامة للرموز الوطنية»، منع المتظاهرون بالقرب من تيرازاس ديل أفيلا من الوصول إلى الطريق، مما منع شاحنة نفط باتفسا وأسفرت عن قيام الحرس الوطني بتفريق المتظاهرين بالغاز المسيل للدموع.[554][555]
- 6 يوليو - تم فيها إطلاق النار على باسيل دا كوستا، وضعت لوحة تذكارية لتذكر باسيل دا كوستا وجوانتشو مونتويا، وهما من أول الضحايا الذين قتلوا خلال الاحتجاجات، وأطلق سراح 12 من الطلاب الذين ألقي القبض عليهم في اليوم السابق لغسل العلم الفنزويلي، في حين ظل 4 منهم قيد الاحتجاز.[556][557]
- 7 يوليو / تموز - أوقف عدد كبير من أكثر من اثني عشر طالبا من منظمة الشباب الوطنية الفنزويلية الذين كانوا يضربون عن الطعام في كنيسة تشيكوينكيرا الكاثوليكية صومهم بعد 17 يوما، قائلين إن التخويف من الحرس الوطني وسيبين، إلى جانب حصار والكنيسة من قبل الجماعات شبه العسكرية التي سمحت بها سلطات الدولة الفنزويلية تسبب في إنهاء إضرابهم، ومع ذلك استمر عدد قليل من الطلاب الصيام، واحتج الوالدان في فالنسيا على القرار 058 الذي وصفه بأنه «خطة الوطن»، احتج مواطنون سيمون بلاناس في ولاية لارا على انعدام الأمن، قائلين أنهم تحدثوا مع المسؤولين الحكوميين حول هذه القضية ولكن الوضع لم يتحسن.[558][559][560]
- 8 يوليو - احتجت نقابة عمال الصلب التي تضم عمال سيدور في غيانا بسبب أوجه القصور في العمل، وقام العمال بإغلاق الطرق بالحافلات مع اصطدام بعضهم بالحريق، واعتذر العمال في وقت لاحق للمواطنين في المنطقة عن أي مضايقات خلال احتجاجاتهم، في باروتا، احتج المتظاهرون على بيلو مونتي أفينيو بسبب انعدام الأمن في المنطقة.[561][562]
- 9 يوليو - احتج الطلاب في ميريدا ضد انعدام الأمن، ومنعوا شارع توليو فبريس كورديرو، وأدى ذلك إلى اشتباكات مع الشرطة باستخدام الغاز المسيل للدموع والرصاص المطاطي بالقرب من كلية الطب بجامعة لوس أندس، وطلبت جامعة أندريس بيلو الكاثوليكية من السلطات الإفراج عن الطلاب، قائلة إنه لا ينبغي معاقبة المظاهرات لأن الطلاب يجب أن يكون لهم حرية التعبير وطلبوا من السلطات التحقيق في مزاعم التعذيب والتدهور.[563][564]
- 10 يوليو / تموز - عرض المتظاهرون في حي سانتا في في كاراكاس، مما عرقل جزئيا طريق برادوس دل إيستي السريع، ووضعوا القمامة والحطام في ثلاثة من الممرات الأربعة للطريق، وذكر الرئيس مادورو أنه في شرق كاراكاس، تم العثور على أسلحة تخص بعض المتظاهرين، احتج سكان لا غويرا في ولاية فارغاس ضد نقص المياه في المنطقة عن طريق حجب الطرق.[565][566][567][568]
- 11 يوليو / تموز - أدلى أعضاء متشددون من حزب الشعب البولندي المتحد ببيانات تطالب «بتغيير جذري» من الحكومة الفنزويلية وانتقد الرئيس مادورو، قائلا إنه يبدو أنه «ينفد من الإجابات» وان فعلها فانه يؤديها «بطريقة خاطئة».[569]
- 12 يوليو - احتج سكان بارسيلونا في ولاية أنزواتيغوي بإحراق الإطارات في الطرق، موضحين أنهم غاضبون لعدم وجود الكهرباء لمدة 4 أيام.[570]
- 13 يوليو / تموز - حذر خوسيه فيسنتي رانجيل، نائب رئيس جمهورية فنزويلا السابق، والصحفي لوكالة الأنباء الفنزويلية أفن خوسيه فيسينتي رانجيل من أنصار الحكومة عن «الهجمات الإرهابية» التي وقعت في منتصف يوليو / تموز، قائلا إن الاحتجاجات أسفرت عن مقتل 42 شخصا وإصابة أكثر من 300 شخص.[571]
- 14 يوليو / تموز - قال زعيم قوات الدفاع عن الديمقراطية "إن الحوار مع الحكومة سيستمر بعد الإفراج عن ما وصفه بأنه "سجناء سياسيين"، وقالت ماريا كورينا ماتشادو إن الإجراءات الجنائية قد بدأت ضدها من قبل الحكومة دون علمها؛ مع اتهام ماشادو بالتحريض العام خلال أحداث العنف في فبراير.[572][573]
- 15 يوليو / تموز - واصل أعضاء المنظمة الوطنية الفنزويلية في إضرابهم عن الطعام في يومهم الثاني والعشرين على التوالي، حيث نددوا باعتقال زملائهم الطلاب، على أمل أن يتمكنوا من اختتام احتجاجهم في 12 أغسطس، وقعت مواجهات بين الطلاب والسلطات في ميريدا بعد احتجاجات ضد انعدام الأمن والمشاكل الاقتصادية وتغيير اسم ولاية ميريدا إلى «دولة ميريدا البوليفارية»، وألقي القبض على طالب الطب في جامعة لوس أندس بعد الاحتجاجات، وزعم أنه «ضرب بوحشية وأصيب بجروح خطيرة».[574][575]
- 16 يوليو / تموز - احتج مرضى الصدمة في برشلونة خارج المستشفى وقالوا إن عملياتهم تأخرت لعدة أشهر بعد أن بدأ السكان الطبيون إضراباهم.[576]
- 17 يوليو / تموز - بعد أن حاولت الشرطة الوطنية تفريق مظاهرة سلمية، اندلعت اشتباكات بين طلاب الجامعة الوطنية التجريبية في تاشيرا والشرطة.[577]
- 18 يوليو / تموز - في الساعات الأولى من الليل، وقعت اشتباكات في تاشيرا بين الشرطة والمتظاهرين مما أدى إلى أضرار للشركات المجاورة، وعشرات المركبات المحترقة في موقف للسيارات التابع للشرطة، احتج سكان ليبيرتادور على شارع أنتيمانو بسبب نقص الغاز، احتج العمال السابقون في سابينبي على دفع رواتبهم على طريق بيتاري - سانتا لوسيا، حيث أغلقوا أكثر من كيلومتر واحد من الطريق، وقد احتج سيدور على صناعة الصلب التي تديرها الدولة للمرة الثانية ضد رئيس شركة جوايانا الفنزويلية جوستو نوغيرا بيتري حول قضايا الاتفاق الجماعى، منع العمال حركة المرور والخروج من سيوداد غوايانا لمدة 4 ساعات.[578][579][580][581]
- 19 يوليو / تموز - ذكرت أمبادسومان غابرييلا راميريز أن مكتبها درس اعتقال ليوبولدو لوبيز، المفوض إيفان سيمونوفيس، وماركو كولو، وأن الحكومة الفنزويلية تحاول حماية حقوقهم.[582]
- 20 يوليو - دعا رئيس البلدية السابق الذي تم اعتقاله دانيال سيبالوس شعب تاشيرا إلى مواصلة الاحتجاج.[583]
- 21 يوليو / تموز - في بويرتو أورداز، بوليفار، احتج عمال سيدور وخلقوا الحواجز، في Boconó، احتج السكان على الوصول إلى زومبادور بسبب سوء ظروف الطرق في المنطقة.[584][585]
- 22 يوليو - وضع المتظاهرون في فالنسيا لافتات في جميع أنحاء المدينة تنتقد نوعية المياه والكهرباء والأمن والصحة والتعليم، احتج عمال سيدور الذين يطالبون باتفاق جماعي مرة أخرى على إغلاق طرق متعددة في غيانا، احتج أولياء أمور المعتقلين بسبب احتجاجهم خارج مبنى برنامج الأمم المتحدة الإنمائي في كاراكاس خارج المبنى مطالبين الأمم المتحدة بالإدلاء ببيانات وأدانوا الانتهاكات المزعومة لحقوق الإنسان لأطفالهم.[586][587][588]
- 23 تموز / يوليه - في بوكونو، وضع عدد من الحواجز على يد سكان يحتجون على فشل خدمات المياه، وتنظيف البلديات، والأعطال الكهربائية التي يتعرضون لها، في سيوداد بوليفار، وقعت اشتباكات بين الحرس الوطني والمتظاهرين، وطُلب من الآباء الذين كانوا يحتجون خارج مبنى برنامج الأمم المتحدة الإنمائي أن يغادروا من قبل ضباط بوليشاكاو وقيل لهم إن الحرس الوطني سيزيلهم إذا لم يمتثلوا.[589][590][591]
- 24 يوليو - سار سكان لارا وميريدا من ساحة أياكوتشو دي باركيسيميتو إلى بوليفار بلازا للاحتفال بعيد ميلاد بوليفار، بعد المسيرة، وقعت اشتباكات في باركيسيميتو وميريدا بين المتظاهرين الذين أقاموا الحواجز والحرس الوطني الذي شرع في تفريقهم، في باركيسيميتو، تم اعتقال 13 شخصا وجرح اثنين.[592][593]
- 25 تموز / يوليه - قالت زوجات زعماء المعارضة الذين ألقي القبض عليهم إن الرئيس مادورو سيكون مسؤولا عن رفاه أزواجهم بعد أن زعما أن سكارانو ولوتشيز تعرضا للضرب، واتهمت الزوجات أيضا الحكومة بالكذب حول حرية ليوبولدو لوبيز، قائلة إن الصور التي نشرت له في الكنيسة كانت من فترة مختلفة من الزمن.[594]
- 26 يوليو / تموز - توجهت قافلة من المؤيدين إلى سجن رامو فيردي مطالبين بزيارة زعماء المعارضة المسجونين هناك، واحتج أولياء أمور الطلاب الذين تم اعتقالهم خارج برج هب في لوس بالوس غراندس، بلدية تشاساو.[595][596]
- 27 يوليو / تموز - حذرت القوات المسلحة الفنزويلية عمال سيدور الذين كانوا يحتجون في سيوداد غيانا بأنهم سيقومون بدوريات في المنطقة وسيتخذون إجراءات ضد العمال إذا لزم الأمر.[597]
- 28 يوليو - تم اعتقال 83 شخصا في كومانا بسبب الاحتجاجات التي تندد بانتهاكات حقوق الإنسان المزعومة اندلعت بالقرب من مقر الشرطة.[598]
- 29 يوليو / تموز - أم جيرالدين مورينو، وهي امرأة قتلت أثناء الاحتجاج، طالبت من خلال وسائل الإعلام الاجتماعية بإطلاق سراح الطلاب الثمانية المحتجزين بعد تفكيك المخيم بالقرب من مقر برنامج الأمم المتحدة الإنمائي.[599]
- 30 يوليو / تموز - تجمع أعضاء الجبهة الوطنية أمام مقر سيبين حيث نددوا بالإساءات التي واجهها المتظاهرون وطالبوا بالإفراج عن السجناء السياسيين، وبينما كانت ماريا كورينا ماتشادو تشارك في اجتماع للبلدة في كاريكواو، كاراكاس، هاجم أكثر من 30 شخصا ينتمون إلى كولكتيفوس سيارتها مما أدى إلى تلفها بشدة.[600][601]
- 31 يوليو / تموز - احتج عمال السيارات في بلازا كراكاس على حالة البلاد في قطاع السيارات، وذكروا أن توزيع العملة تحت سيطرتهم.[602]

## أغسطس
- 1 أغسطس - طالب الاتحاد الوطني لموظفي المحكمة (SINTRAT) من محكمة كاراكاس نائب الرئيس بزيادة الأجور.[603]
- 2 أغسطس - عقد مسؤولون حكوميون متعددون مظاهرات لدعم الشعب الفلسطيني مع احتجاج كبير من قبل المتظاهرين المؤيدين للحكومة في بلازا موريلوس دي كراكاس في كاراكاس.[604]
- 3 أغسطس / آب - هدد سكان كانديلاريا بإعادة بدء الاحتجاجات في الحي بعد مقتل امرأة، قائلين إنه على الرغم من حدوث بعض التحسينات الطفيفة بعد القتل السابق، إلا أنهم ما زالوا يطالبون بالاجتماع مع الوزير ميغيل رودريجيز توريس. [605]
- 4 أغسطس - في شارع هنري فورد في فالنسيا، أحرقت سيارة نقل بسبب الاحتجاجات، وفي باروتا، أحرق المتظاهرون الإطارات وخلقوا حواجز الطرق، بالقرب من الجامعة الكاثوليكية في تاشيرا، أسفرت الاشتباكات بين المتظاهرين وقوات الأمن عن إصابة 10 أشخاص بضربة واحدة من قنابل الغاز المسيل للدموع.[606][607][608]
- 5 أغسطس / آب - في باركيسيميتو، أغلق المتظاهرون لارا أفينو لمدة 5 ساعات بينما كانوا يحرقون الإطارات ولكن تم تفرقتهم بواسطة قوات الأمن لاحقا مع الكريات المطاطية والغاز المسيل للدموع مما أدى إلى اعتقال واحد منهم، وفي شوروني، احتج السكان على يوم ثان يدينون فيه الخدمات العامة السيئة ويغرقون المجاري في المنطقة مع تشتت المتظاهرين في وقت لاحق من الليل.[609][610]
- 6 أغسطس - في سالامانكا، أغلق المتظاهرون الطريق السريع شارالاف - أوكومار بسبب عدم وجود مياه الشرب والعنف في المنطقة التي أسفرت عن مقتل 6 أشخاص.[611][612] وقام عمال السدور بمظاهرة أخرى، وأغلقوا شارع غوايانا بالحافلات مما أدى إلى اعتقال أحد العمال.[613]
- 7 أغسطس - قام سائقي سيارات الأجرة بعرقلة حركة المرور في لوس تيك احتجاجا على انعدام الأمن في المنطقة بعد أن قتل شريك يبلغ من العمر 71 عاما من سائق سيارة أجرة بعيار ناري في الرقبة.[614]
- 8 أغسطس / آب - اعتقلت سيبين نائب رئيس اتحاد مركز الطلاب في جامعة كاليفورنيا، قائد شباب أراغوا، رئيس شباب أودي وطالب تشيلي بين اثنين آخرين، وقد رد حزب الاتحاد الديمقراطى المستقل في شيلى على اعتقال زعيمه، فيليب كويفاس، مطالبا ب «الإفراج الفورى»، وأوضح السفير التشيلي في فنزويلا أنه قد تم الإفراج عن السياسى الطالب الشيلى، قائلا إنه تم القبض عليه بسبب التقاطه صور فوتوغرافية في منطقة غير مصرح بها.[615][616]
- 9 أغسطس - تم الإفراج عن قادة الطلاب والسياسي التشيلي الذين تم القبض عليهم في الأيام السابقة.[617]
- 10 أغسطس - أعلنت الحركة الإيكولوجية لفنزويلا، جنبا إلى جنب مع الفئات الاجتماعية الأخرى أنها ستحتج في سيوداد غوايانا في 13 أغسطس بسبب انعدام الأمن، والتخلص من القمامة ونقص الأغذية.[618]
- 11 أغسطس / آب - بعد أسابيع من الاحتجاج، احتج عمال سيدور مرة أخرى على شارع غوايانا مما أدى إلى إصابة أحد العمال بعد أن أصيب بقرعتين من بندقية النار بواسطة الحرس الوطني.[619]
- 12 أغسطس / آب - احتج عمال سيدور على اعتقال 19 عاملا في اليوم السابق، وتفرقوا من قبل الحرس الوطني الذين كانوا يستخدمون الغاز المسيل للدموع، مما أدى إلى إصابة شخصين، بجروح من البنادق.[620]
- 13 أغسطس - جمعت مجموعات خارج المحكمة مع علامات وهتاف وشعارات، مطالبين بالإفراج عن ليوبولدو لوبيز.[621]
- 14 أغسطس / آب - خرج 112 من 120 متظاهرا تم اعتقالهم خارج مقر برنامج الأمم المتحدة الإنمائي في كاراكاس في 8 مايو / أيار، بينما ظل المتظاهرون ال 8 المتبقون محتجزين بسبب جرائم أكبر مزعومة.[622]
- 15 آب / أغسطس - في توكاكاس بولاية فالكون، احتج السكان على معدل الزيادة من 5 مسابح لدخول الحديقة، إلى ما يتراوح بين 80 و 150 مسارا لدخول حديقة موروكوي الوطنية، وأدت الاحتجاجات إلى إصابة 3 أشخاص وإلقاء القبض على 7 آخرين من قبل الحرس الوطني.[623]
- 16 أغسطس - في ولاية فارغاس، احتج سكان مونتيسانو على نقص المياه في أحياءهم.[624]
- 17 أغسطس - في سان كريستوبال، احتج سائقو النقل العام ضد محطة وقود بدف التي تديرها الحكومة بسبب سوء نوعية خدمة محطة الغاز. [625]
- 18 أغسطس - خلال زيارة في فالنسيا، دعا الكاردينال خورخي أوروسا سافينو إلى تحقيق العدالة في قضايا قتل جيرالدين مورينو وجنيسيس كارمونا، وأدلى والسو ببيانات تشجب «الظلم» الذي يرتكب ضد زعماء المعارضة المعتقلين.[626]
- 19 أغسطس - وقعت احتجاجات على الطريق بيتاري سانتا لوسيا في لا دولوريتا في بلدية سوكري تسببت بشلل تام في حركة المرور.[627]
- 20 أغسطس - في لا دولوريتا على الطريق بيتاري-سانتا لوسيا، تسبب السكان في الظهر في تعطل حركة المرور أثناء الاحتجاج مرة أخرى، في سان كريستوبال، احتج السكان على نقص الغاز في المنطقة عن طريق منع الطرق، احتج سكان بلدات متعددة في كراكاس خارج مقر كوربويليك نددوا بانقطاع التيار الكهربائي، وفي ولاية لارا، احتج السكان مع أعضاء حركة «إسودانتيل» خارج المستشفى المركزي للجامعة أنطونيو ماريا بينيدا دي باركيسيميتو بسبب ضعف الرعاية الصحية في البلاد. [628][629][630][631]
- 21 أغسطس - احتج عضو مجلس بلدية ليبيرتادور، يسوع أرماس، جنبا إلى جنب مع السكان ومؤيدي بريميرو جوستيسيا في بارايسو باريش ضد أزمة الرعاية الصحية في فنزويلا، في حين سلموا نشرات تشرح شدة الوضع، قاد زعيم الإرادة الشعبية إسماعيل ليون احتجاجا يندد بعمليات القتل بلا عقاب في فنزويلا وانتقد كيفية تعامل الوزير ميغيل رودريغيز توريس مع الوضع، وفي كاراكاس، احتج السكان على خارج مقر شركة المياه هيدروكابيتال الحكومية ضد ترشيد المياه، حيث قام أحد قادة المجتمعات المحلية بتسليم وثيقة إلى هيدروكابيتال من 22 أبرشية في كراكاس.[632][633][634]
- 22 أغسطس / آب - أعلن جيراردو كاريرو، المنسق الوطني لمنظمة الشباب الفنزويليين الذي اعتقلته سيبين في 8 مايو / أيار، مع سجناء آخرين إضرابا عن الطعام يطالب بالإفراج عن طلاب آخرين محتجزين في فنزويلا، كاريرو شارك أيضا برسالة كتبها إلى الرئيس مادورو يطلب منه التسامح مع المعارضين السياسيين.[635][636]
- 23 أغسطس - في فالنسيا، حدث احتجاج داخل سوبر ماركت بيسنتناريو تديره الحكومة في شارع بويلفار بسبب عدم وجود بضائع داخل المخزن.[637]
- 24 أغسطس / آب - ذكر يسوع راميريز، ممثل منظمة شباب فنزويلا، أن الإضراب عن الطعام لجيراردو كاريرو وغيره من السجناء لن يتوقف إلا بعد استيفاء الحرية الكاملة للمعتقلين، مشيرا أيضا إلى أن الاحتجاجات الطلابية ستحدث مرة أخرى إذا لم يتم تلبية الطلب ، وطالب لجنة الأمم المتحدة ومنظمة الدول الأمريكية بالتحقق من الانتهاك المزعوم لحقوق الإنسان في فنزويلا. [638]
- 25 آب / أغسطس - ظهرت احتجاجات كبيرة في كاراكاس، بلدية تشاكاو، وسان كريستوبال، وتاشيرا، ويرجع ذلك أساسا إلى الاقتراح الذي أعيد تصميمه من قبل الرئيس مادورو لتقنين الغذاء والمشاكل الاقتصادية وفقا لوكالة فرانس برس وإل يونيفرسال، وفي تشاساو، ظهرت حواجز حرق أكياس القمامة والاطارات في الصباح. وظهرت الحواجز أيضا في سان كريستوبال خلال ساعات الصباح الباكر حيث رد الحرس الوطني بمحاولة تفريق المتظاهرين بالغاز المسيل للدموع والرصاص المطاطي، وأصاب بوابة المباني السكنية بعد صدمها عند ملاحقة المتظاهرين، ثم رد المتظاهرون بقنابل المولوتوف، مما أدى إلى إصابة أحد الحراس بالحروق، في سانتا في، عرض المتظاهرون ضد الرئيس مادورو ومستشاريه، مع الاحتجاج الناجم عن الحرس الوطني الذين قاموا بتفريق الغاز المسيل للدموع واعتقلوا 6 متظاهرين.[639][640][641][642][643][644]
- 26 أغسطس - في فالنسيا، تجمع مجموعة من المتظاهرين في شارع بوليفار للتنديد بالتلقين المزعوم للأطفال من قبل الحكومة الفنزويلية.[645]
- 27 أغسطس - حجب سكان مدينة لوس تيك شوارع بينما كانوا يحتجون على إعادة توطينهم، احتج الطلاب من جامعة بريفادا مع الدكتور رافائيل بيلوسو تشاسين (URBE) ضد نظام تقنين الغذاء المقترح، ونقص الغذاء وطلب من الرئيس مادورو الاستقالة أثناء مظاهرة في شمال ماراكايبو، ردت شرطة ولاية زوليا على المظاهرات، وأغلقت الطرق بالقرب من الجامعة وفرقت المتظاهرين.[646][647]
- 28 أغسطس - تجمع عدة أنصار من ليوبولدو لوبيز خارج المحكمة حيث عقدت محاكمته الرابعة بعد 6 أشهر من سجنه، وحدثت احتجاجات عديدة نددت بنظام التقنين الجديد للبصمة الذي اقترحه الرئيس مادورو، وقد أعادت قوات الدفاع عن الديمقراطية احتجاجاتها من خلال دعوة المؤيدين لعقد كاسيرولازو على مستوى البلاد في الساعة الثامنة مساء بالتوقيت المحلي ضد النظام المقترح.[648][649] يمكن سماع ضجيج الأواني من كاسيرولازو في عدة ولايات، في بلدية ليبيرتادور في كراكاس، احتج السكان وقامو بمنع الطريق في المنطقة، وفي سانتا في، أوقف المتظاهرون طرقا متعددة في المنطقة أسفرت عن اعتقال اثنين من الطلاب عقب اشتباكات مع الحرس الوطني، الذي أطلق الغاز المسيل للدموع على السكان في الشوارع والمباني المجاورة.[650][651][652][653]
- 29 آب / أغسطس - أعلن المجلس عن تنظيم مظاهرات لليوم التالي، 30 آب / أغسطس، من أجل التنديد بنظام الغذاء المقترح، وبأن تبدأ المسيرة في مقر المجلس في بوسكي وتنتهي في مقر هيئة الإشراف، كما عقد بريميرو جوستيسيا اجتماعا دعا فيه الفنزويليين إلى رفض النظام المقترح ودعا إلى الاحتجاج السلمي.[654][655]
- 30 أغسطس / آب - عقد المجلس مسيرة إلى مقر هيئة الإشراف على الأسعار العادلة، وذكر أن الحكومة الفنزويلية مسؤولة عن نقص الأغذية، في تشاساو، وتم وضع الحواجز في عدة شوارع مع انتهاء الاحتجاجات بسبب الشرطة الوطنية التي فرقتهم بالغاز المسيل للدموع.[656][657]
- 31 أغسطس / آب - احتج أعضاء حركة استوديانتيل خارج الكنائس الفنزويلية المتعددة طالبين تدخل الكنيسة بسبب الاعتقالات الطلابية وادعوا أنهم تعرضوا للتعذيب من قبل السلطات الفنزويلية.[658]

## سبتمبر
- 1 سبتمبر / أيلول - في باروتا، تسبب عمال النقل في عمليات نسخ احتياطية كبيرة أثناء حظر الطرق، في لوس ألبيس، احتج السكان على منع الطريق السريع الأمريكي، مطالبين بمشاريع إنهاء المياه التابعة لشركة هيدروكابيتال الحكومية في المنطقة، في تاشيرا، احتج السكان على نظام البصمات المقترح الذي أدى إلى جرح 6 متظاهرين في أعقاب اشتباكات مع السلطات التي كانت تحاول تفريقهم.[659][660][661]
- 2 سبتمبر - احتج سائقو الدراجات النارية في لوس رويسس عن طريق منع الطرق وتسبب في ازدحام شديد، كما احتج مؤيدو بريميرو جوستيسيا على نظام البصمات المقترح للبضائع وذلك خارج سوبر ماركت الذكرى المئوية في لاس مرسيدس،  [662][663]
- 3 سبتمبر - كوبي عين 5000 مؤيد لجمع الالتماسات ضد نظام شراء بصمات الأصابع المقترحة.[664]
- 4 سبتمبر - تم إطلاق سراح ديوريس ألباران، أندرسون بريسينو وأبيل توفار، والطلاب الذين الذين اعتقلوا في كاراكاس في 8 مايو.[665]
- 5 سبتمبر / أيلول - قامت الشرطة الوطنية البوليفارية بإجلاء أعضاء اللجنة التي تجمع توقيعات تندد بنظام بصمة مقترح في لا كانديلاريا، واحتج الأطباء والممرضات والمرضى خارج مستشفى خوسيه مانويل دي لوس ريوس للأطفال، التي يفترض أنها تفتقر إلى الموارد، وتسرب مياه الصرف الصحي.[666][667]
- 6 أيلول / سبتمبر - أعلن منتدى المنظمات غير الحكومية الفنزويلي الجنائي أنه سيواصل مساعدة المحتجزين في الاحتجاجات المناهضة للحكومة، وأنهم قد يوسعون مساعدتهم أيضا.[668]
- 7 أيلول / سبتمبر - طردت لورينت صالح غوميز وغابرييل فاليس، أعضاء منظمة «الحرية العملية» التي نظمت الاحتجاجات من كولومبيا بزعم «انتهاك قوانين الهجرة في البلد» واحتجزتهم سيبين في وقت لاحق. [669]
- 8 سبتمبر / أيلول - في ميراندا، أغلق المتظاهرون حركة المرور لمدة ساعتين حيث طالبوا بإدخال تحسينات على التعليم.[670]
- 9 سبتمبر - طالب طلاب الجامعة الكاثوليكية أندريس بيلو (فنزويلا) الفنزويليين برفض النظام المقترح لشراء المواد الغذائية بالبصمات ونظموا اجتماعا في بلازا ألفريدو سادل في 12 سبتمبر.[671]
- 10 سبتمبر - عقدت الجلسة الرابعة من ليوبولدو لوبيز في قصر العدل.[672]
- 11 سبتمبر / أيلول - طلب روبيتو إنريكيز، رئيس المجلس، من المحكمة العليا سحب النظام المقترح لشراء البصمات وعرض 726 ألف توقيع من الفنزويليين الذين استنكروا النظام المقترح.[673]
- 12 سبتمبر - في بيلومونتي، تجمع مجموعة من الطلاب في نصب باسيل دا كوستا بالقرب من مكان وفاته، بدأ الطلاب في منع الشارع عندما بدأت السلطات بتفريق المتظاهرين الغاز المسيل للدموع واعتقلت أكثر من 20.[674][675]
- 13 سبتمبر - بعد صباح يوم من نشاط كولكتيفو المزعوم في باركيسيميتو، بدأ المتظاهرون الطلاب في منع الطرق في المنطقة مما أدى إلى قيام السلطات الفنزويلية بمهاجمة مجمع سكني واعتقال العديد من الأفراد، كما تسببت الاحتجاجات في كراكاس في اشتباكات بين السلطات والمتظاهرين أسفرت عن اعتقال 64 متظاهرا، في سان كريستوبال، وقعت احتجاجات تدين نظام البصمات المقترح، وأدلى الرئيس مادورو ببيانات عقب «اشتعال» الاحتجاجات في آب / أغسطس وأيلول / سبتمبر، قائلا: «لن نحصل على حد أدنى من التسامح مع الاحتجاجات ... لن نتردد في ضمان السلام والعدالة، وهو ما يريده الناس». [676][676][677][678]
- 14 أيلول / سبتمبر - أفاد مهنيو القانون وأسر المعتقلين في باركيسيميتو أن الأشخاص المقبوض عليهم لم يتمكنوا من الاتصال، كما تجمع أنصار المعتقلين خارج المبنى الوطني في لارا.[679]
- 15 سبتمبر - بالقرب من جامعة الأنديز (ULA)، تم الإبلاغ عن اشتباكات بين الحرس الوطني والمتظاهرين، تم حرمان 6 أشخاص تم اعتقالهم من المتورطين في احتجاجات مونتي بيلو في 12 سبتمبر / أيلول من الحرية إلى جانب متظاهرين آخرين متورطين وتم منعهم من مغادرة الولاية القضائية، احتج عمال المطارات البوليفارية بسبب قضايا المفاوضة الجماعية. [680][681][682]
- 16 سبتمبر - تم الإفراج عن الطلاب الذين اعتقلوا بسبب احتجاجهم سلميا في أنزواتيغوي.[683]
- 17 سبتمبر / أيلول - في بيريتو باريو من بيتاري، احتج السكان على عدم وجود المياه لمدة تصل إلى 6 أشهر، ونددوا بالتقاعس من جانب الحكومة الفنزويلية وشركة المياه هيدروكابيتال.[684]
- 18 سبتمبر - محاكمة رئيس بلدية سان كريستوبال السابق، دانييل سيبالوس.[685]
- 19 سبتمبر - في سوكر، احتج التجار على عدم القدرة في العثور على عمل في المنطقة.[686]
- 20 سبتمبر / أيلول - نظمت الجمعية احتجاجات في ست بلديات في بارلوفنتو، احتجت كل منها على قضايا مختلفة منها انقطاع التيار الكهربائي وانعدام الأمن ونقص المياه وتقنين الحصص.[687]
- 21 سبتمبر / أيلول - اتهم مكتب المدعي العام في الحكومة الفنزويلية المزيد من الطلاب بتورطهم مع لورنت صالح غوميز وتآمره المزعوم لتهم التمرد.[688]
- 22 سبتمبر / أيلول - أصدرت الحكومة شريط فيديو يظهر لورنت صالح غوميز، وهو ناشط معارض يشارك في تنظيم الاحتجاجات المناهضة للحكومة، ويناقش خططه لتنظيم جماعات إرهابية في كولومبيا، والعودة إلى فنزويلا لتنفيذ عمليات الاغتيال المستهدفة والمتفجرات النباتية في البلاد.[689]
- 23 سبتمبر - احتج التجار بين كولومبيا وفنزويلا على الحدود التي تمنع الوصول إلى جسر سيمون بوليفار الذي يدين إغلاق الحدود.[690]
- 24 سبتمبر / أيلول - احتجت مجموعات من السائقين على الحدود الكولومبية - الفنزويلية، مما عرقل المرور بسبب ضيق الوقت الذي فرضته الحكومة الفنزويلية.[691]
- 25 سبتمبر / أيلول - عاد عمال بيبسي في فالنسيا بعد أن عاد 175 عاملا إلى بلادهم بسبب نقص المواد اللازمة لإنتاج عصير يوكيري وشاي ليبتون.[692]
- 26 سبتمبر - اجتمع ليليان تينتوري، مع نائب المنسق الوطني لإرادة الشعب فريدي جيفارا، مع أنصاره خارج مقر الأمم المتحدة في كاراكاس مطالبين بالإفراج عن ما أسموه السجناء السياسيين المحتجزين لدى الحكومة الفنزويلية، سافر العديد من المؤيدين الشباب مع تينتوري إلى مبنى الأمم المتحدة ثم غادروها.[693][694]
- 27 سبتمبر / أيلول - احتج المواطنون في بلدية بوليفار على الانتهاكات المزعومة التي تعرضوا لها من أفراد عسكريين في المنطقة.[695]
- 28 سبتمبر - بدأت الشعبية جمع التوقيعات لإنشاء جمعية تأسيسية تدعو إلى استقالة الرئيس مادورو.[696]
- 29 سبتمبر - في جامعة أورينت، أغلق الطلاب بوابات الحرم الجامعي كي يلفتوا الانتباه إلى طعامهم وسلامتهم وغيرها من المشاكل التي كانوا يواجهونها.[697]
- 30 سبتمبر - ابتداء من الظهر تقريبا، احتج الطلاب في جامعة فنزويلا المركزية، وأغلقوا بلازا فنزويلا، وتسببوا في الرد على الحرس الوطني جنبا إلى جنب مع الشرطة الوطنية.[698] في ميراندا، احتج التجار على شارع فرانسيسكو دي ميراندا.[699]

## أكتوبر

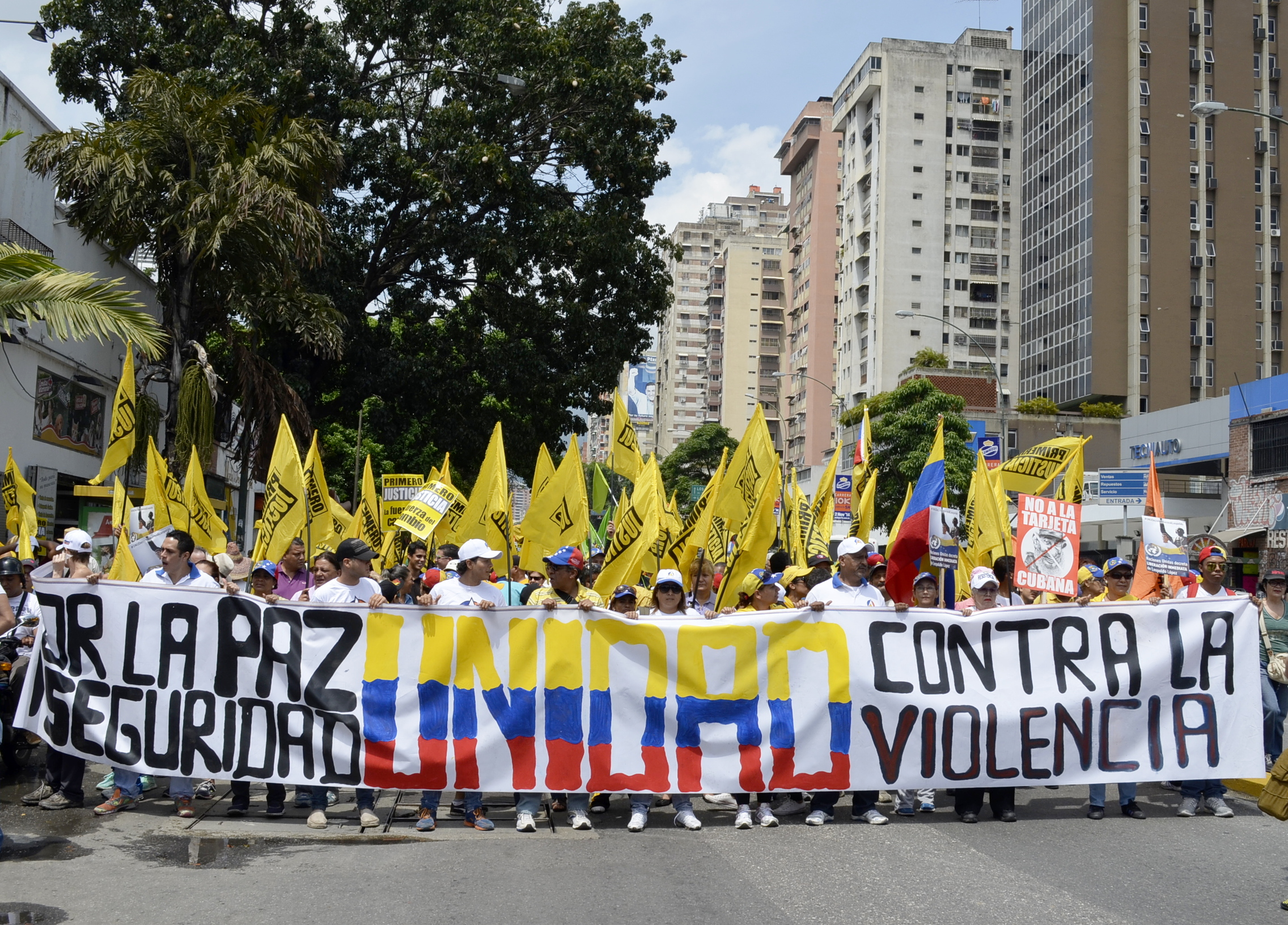
تجمع الأفراد يحملون لافتة مكتوب عليها "المشي من أجل السلام".

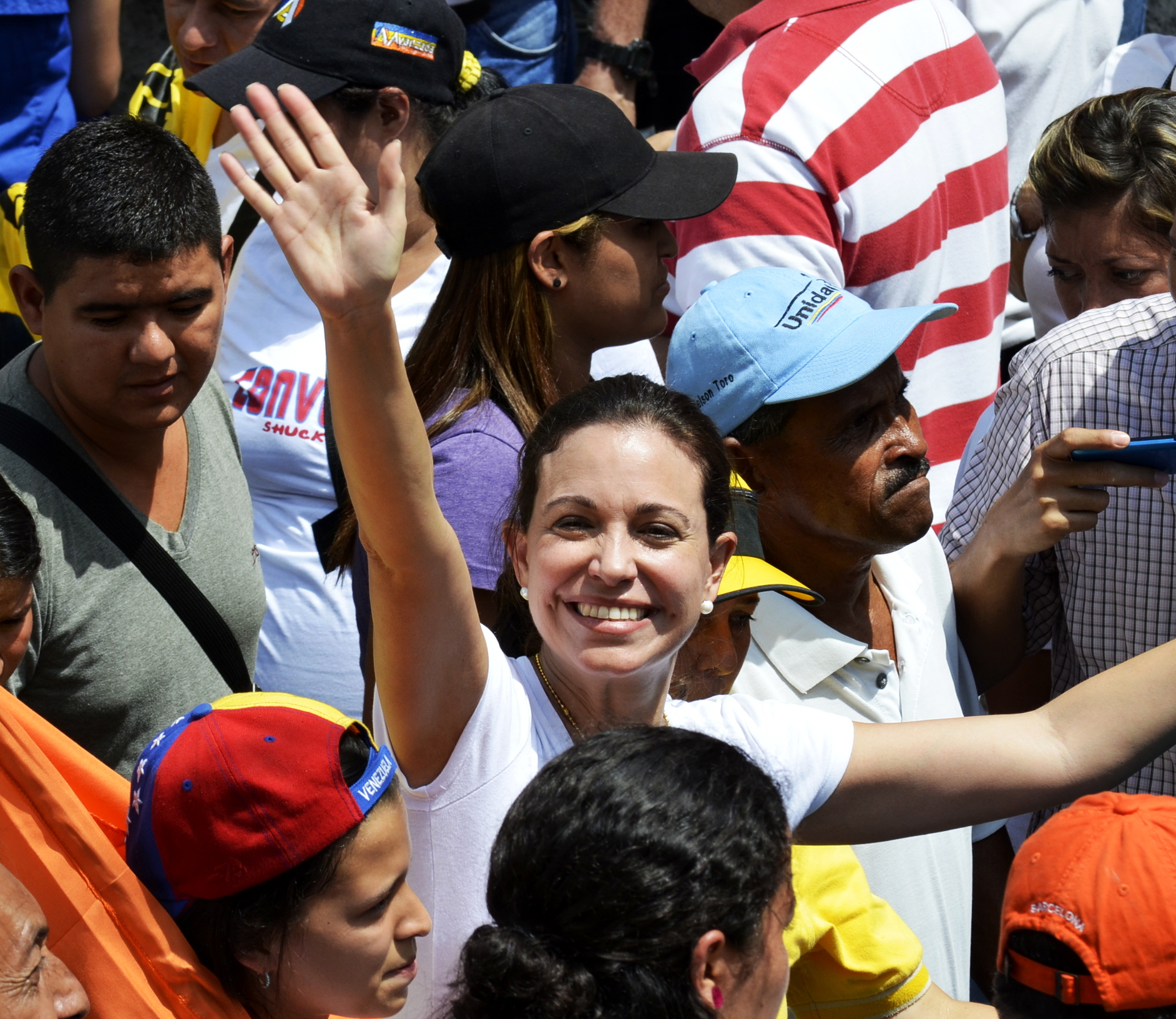
ماريا كورينا ماتشادو وحضورها مسيرة "المشي من أجل السلام".

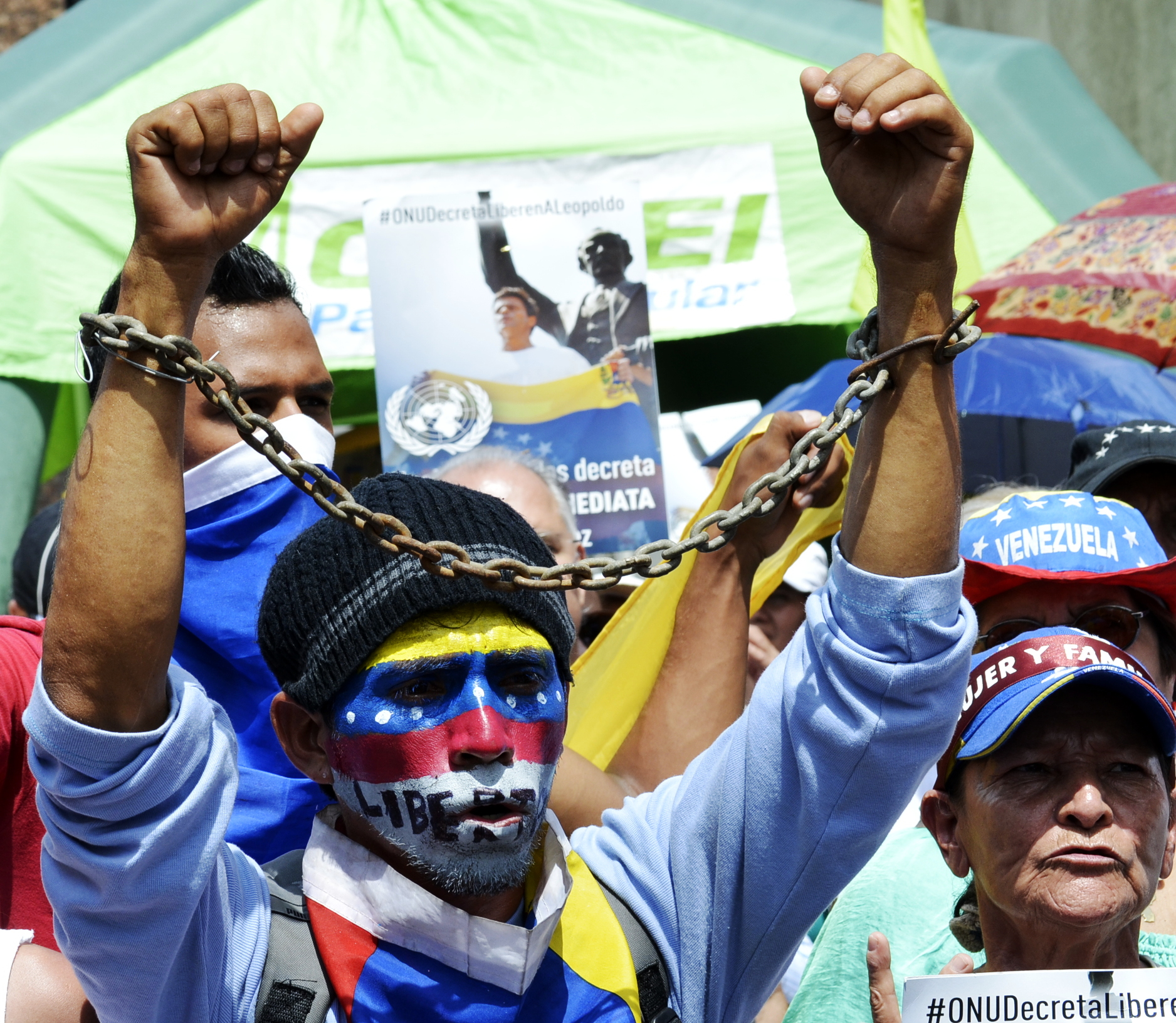
متظاهر يرتدي سلاسل.

- 1 أكتوبر - حصلت ماريا كورينا ماتشادو على جائزة تشارلز مانات الديمقراطية لعام 2014 من قبل المؤسسة الدولية للنظم الانتخابية بعد تصرفاتها التي تدعو المواطنين إلى إثبات أنفسهم، مع ذكر نائب رئيس مجلس الإدارة وليام ج. هيبل أن «الالتزام الثابت بإعطاء الناس صوتا بالطريقة التي يحكمون بها هي مهمة إيفيس الأساسية المتمثلة في النهوض بالحقوق الديمقراطية وتمكين أولئك الذين تم تهميشهم من العملية السياسية»، سافر ابن ماتشادو إلى واشنطن العاصمة للحصول على الجائزة لأمه بسبب قيود السفر التي وضعتها الحكومة الفنزويلية على ماريا كورينا ماتشادو، وقد سار عمال البناء في تاشيرا لارتفاع الأجور، النائب الموالي للحكومة، عثر على روبرت سيرا، ورفيقه ماريا هيريرا مطعونين في منزلهما.[700][701][702][703][704][705]
- 2 تشرين الأول / أكتوبر - أعرب مسؤولون حكوميون عن أسفهم لقتل سيرا وبدأوا في البحث عن الأدلة، ووجه بعضهم اللوم نحو حركة المعارضة، وتغاضت منظمة الدول الأمريكية عن الفعل.[706][707]
- 3 أكتوبر - الرئيس مادورو ألقى باللوم على الرئيس الكولومبي السابق، ألفارو أوريبي بيليث بأنه العقل المدبر وراء قتل سيرا،[708] استجاب أوريبي من خلال الاتصال بالرئيس مادورو جبانا.[709]
- 4 أكتوبر / تشرين الأول - ذهب أعضاء الإرادة الشعبية إلى الشوارع لجمع التوقيعات التي تطالب بجمع الجمعية الوطنية التأسيسية.[710]
- 5 أكتوبر - شوهد المواطنون يحملون لافتات تطالب بالإفراج عن ليوبولدو لوبيز.[711]
- 6 أكتوبر - وقعت اشتباكات في احتجاج ضد الحكومة الفنزويلية بين طلاب جامعة تاشيرا والشرطة الوطنية.[712]
- 7 أكتوبر / تشرين الأول - حدثت احتجاجات في ميريدا في أعقاب القضايا المتعلقة بتخصيص الأموال لجامعة لوس أنديس.[713]
- 8 أكتوبر / تشرين الأول - قضى الفريق العامل التابع للأمم المتحدة المعني بالاحتجاز التعسفي بأن لوبيز احتجز تعسفا وأن الحكومة الفنزويلية «انتهكت العديد من حقوقها المدنية والسياسية والدستورية» بينما طالبت بالإفراج عنه فورا، احتج الطلاب بالقرب من جامعة البوليتكنيك الإقليمية من ألونسو غاميرو التي أسفرت عن اشتباكات مع الشرطة، احتج سائقو سيارات الأجرة للدراجات النارية في بويرتو كابيلو ضد انعدام الأمن في المنطقة.[714][715][716]
- 9 أكتوبر - احتج العمال في ماراكاي على حجب شارع بوليفار بعد عدم وجود الكهرباء لمدة 20 يوما.[717]
- 11 أكتوبر - أدانت الحكومة الفنزويلية تصريحات الأمم المتحدة حيث طالبتها بعدم التدخل في الشؤون الفنزويلية.[718]
- 12 أكتوبر - تم نقل ثلاثة متظاهرين من سيدور تم اعتقالهم إلى مقر سيبين.[719]
- 13 تشرين الأول / أكتوبر - أفيد بأن طالب الهندسة الزراعية الصناعية كارلوس ألبرتو فيلاميزار غيريرو في حالة حرجة بعد أن زعم أنه ضرب من قبل دراجة نارية من الشرطة الوطنية خلال احتجاجات 6 تشرين الأول / أكتوبر في جامعة تاشيرا.
- 14 أكتوبر / تشرين الأول - أوضحت المستشفى الذي كان يعالج فيه كارلوس ألبرتو فيلاميزار غيريرو أنه لم يكن في حالة حرجة.[720]
- 15 أكتوبر / تشرين الأول - في جامعة رافائيل بيلوسو شاسين في ماراكايبو، وقعت مظاهرة حيث أغلقت أحد المواقع شارع أدى إلى رد الحرس الوطني بالغاز المسيل للدموع والرصاص المطاطي مما أدى إلى إصابة أفراد من المتظاهرين، احتج التجار في ماراكاي خارج كوربويليك بسبب عدم وجود الكهرباء لأكثر من 26 يوما.[721][722]
- 16 أكتوبر - تم الإفراج عن صور ليوبولدو لوبيز ودانيال سيبالوس بعد أن وافق قرار الأمم المتحدة الذي طالب بالإفراج عنهم.[723]
- 17 أكتوبر / تشرين الأول - في حي ماراكاي في غواسيمال، احتج السكان بسبب نقص الخدمات العامة، احتج الطلاب وأساتذة طب الأسنان على جامعة فنزويلا المركزية بسبب نقص الإمدادات حيث يوجد في الأسواق فقط 10 أصناف من أصل 200 صنف.[724][725]
- 18 أكتوبر / تشرين الأول - أقامت المعارضة الفنزويلية مسيرة من أجل السلام في منطقة كاراكاس الفقيرة في بيتاري حيث ندد الحضور بالنقص في الأدوية والغذاء والإرهاب في العمل والاضطهاد السياسي وانعدام الأمن.[726][727]
- 20 أكتوبر / تشرين الأول - احتج مواطنون من لوس فاليس ديل توي على حجب الشارع بينما كانوا يطالبون بالسكن.[728]
- 22 أكتوبر - في باريناس، أغلق التجار المتاجر بسبب الخلافات مع عمدة المدينة.[729]
- 23 تشرين الأول / أكتوبر - بعد يوم واحد من قيادة مظاهرة في الحرم الجامعي، أصيب ييسون كاريو، رئيس الاتحاد الطلابي للجامعة الوطنية التجريبية رومولو غاليغوس، بالرصاص في جبينة وخر صريعاً على الفور.[730]
- 28 أكتوبر / تشرين الأول - ذكر ليوبولدو لوبيز أنه لن يحضر المحاكمة إلى بعد أن تتخذ الحكومة الفنزويلية قرارا بشأن الفريق العامل المعني بالاعتقال التعسفي لقرار الأمم المتحدة الذي طالب بإطلاق سراح لوبيز.[731]

## نوفمبر

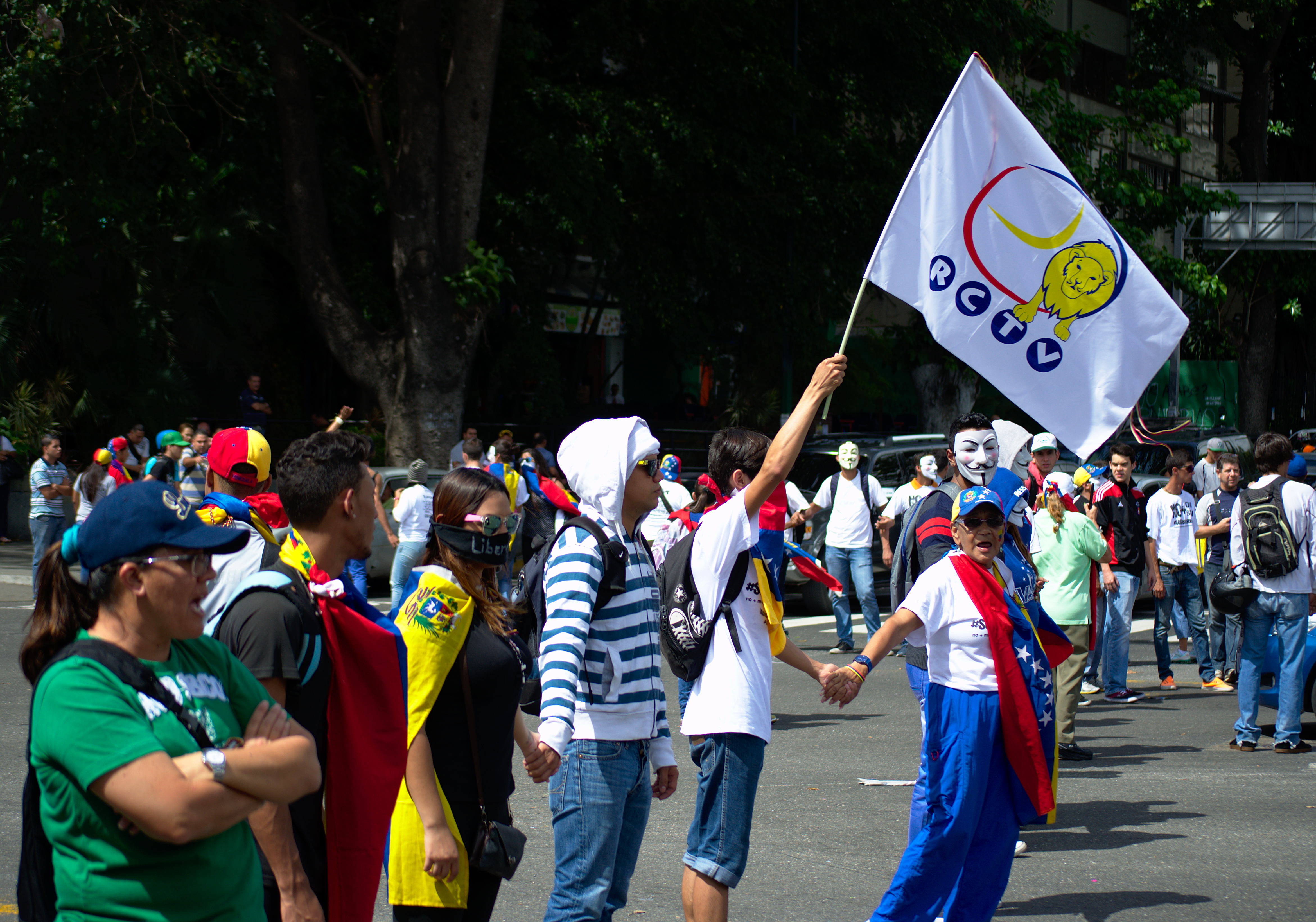
تجمع المتظاهرون في ميدان التاميرا في 23 نوفمبر تشرين الثاني.

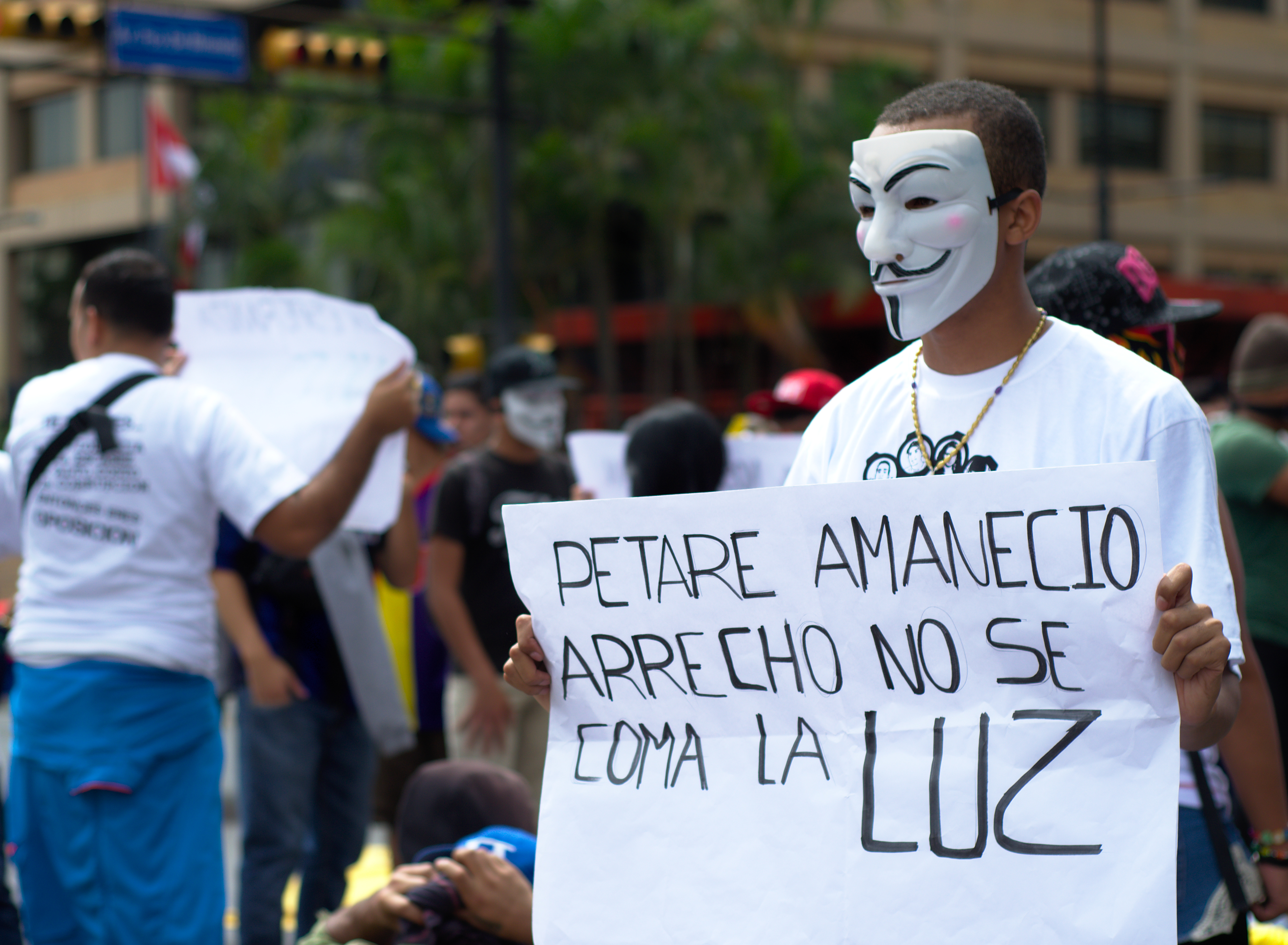
احتجاج المتظاهرون في 23 نوفمبر

- 2 نوفمبر - بدأ عمال هدروبوليفار الاحتجاج بعد قضايا الاتفاق الجماعي.[732]
- 3 نوفمبر / تشرين الثاني - احتج طلاب جامعة أورينت في سان فيليكس على أيام بعد أن تم سرقتهم بعنف من موظفي الجامعة.[733]
- 6 نوفمبر - احتج المدرسون والمواطنون بالقرب من ميرافلوريس حيث طالبوا برفع الرئيس من مادورو والحكومة الفنزويلية، وواصل عمال هيدروبوليفار الاحتجاج، حيث طالبوا بإجراء مفاوضات لاتفاقهم الجماعي، احتج الطلاب في المدرسة الفنية لمقهى في بلدية ليبيرتادور ضد نقص الموارد التي وفرتها الحكومة الفنزويلية لمدة 6 سنوات. [732][734][735]
- 7 نوفمبر - احتج العمال الإداريون في وزارة السلطة الشعبية للتعليم على قضايا الاتفاق الجماعي، توقف عمال فريوسا عن العمل بعد أن تلقوا دفعات متأخرة بينما نددوا أيضا بالمشاكل التي نشأت منذ تأميمها.[736][737]
- 10 نوفمبر / تشرين الثاني - في سان دييغو، بدأ السكان في الاحتجاج بعدما تم سرقة منزلين وتوفي شخص من المنطقة، وأنشأت مجموعة من 46 عائلة، معظمها من مؤيدي الحكومة الفنزويلية، تسمى "لجنة ضحايا غواريمباس و" ضربة مستمرة "لتبادل الخبرات من الحواجز والطرق الاحتجاجية التي أثرت على حياتهم.[738][739]
- 11 نوفمبر / تشرين الثاني - حظر مواطنو سان دييغو الطرق احتجاجا لليوم الثاني على التوالي ضد انعدام الأمن في المنطقة.[739]
- 13 نوفمبر / تشرين الثاني - قام عمال بدفسا بإغلاق الطرق في لا بينيا لعدة ساعات احتجاجا على ديون بفسا وانحلال المرافق بدفسا.[740]
- 14 نوفمبر / تشرين الثاني - في شمال أنزواتيغوي، تسببت ثلاثة أحداث احتجاجية منفصلة تندد بسوء الطرق وسوء الصرف الصحي في الوقت الذي تطالب فيه أيضا بالتبخير وتحسين الخدمات الكهربائية في عمليات نسخ احتياطية من حركة المرور بعد إغلاق الطريق الوطني في المنطقة، أعلنت لجنة ضحايا غواريمباس والنائب الأول لرئيس الجمعية الوطنية داريو فيفاس خططا ل «دحض» الأفكار التي كان ليوبولدو لوبيز وسجناء آخرين يعملون عليها.[741][742]
- 17 نوفمبر / تشرين الثاني - احتج السكان في فالنسيا، وعرقلوا الشوارع بعد انقطاع التيار الكهربائي في فنزويلا.[743]
- 18 نوفمبر / تشرين الثاني - في ناغواناغوا، احتج السكان على شركة الكهرباء كوربويليك الحكومية بعد عدم وجود الكهرباء لعدة أيام، تجمع أنصار ليوبولدو لوبيز خارج المحكمة، للمطالبة بالإفراج عنه.[744][745]
- 19 نوفمبر / تشرين الثاني - في إل كالاو، احتج المطاحنون وعمال المناجم على العقود وطالبوا الحكومة بتغيير مشروعية بعض إجراءات التعدين.[746]
- 20 نوفمبر - واصل عمال هدروبوليفار الاحتجاج على الاتفاقات الجماعية بعد ثلاثة أسابيع، ومنعوا المكاتب التجارية بجمع الإيرادات، كما احتجوا على عدم وجود مرافق مياه الصرف الصحي الكافية ونقص الكهرباء في المنطقة.[747][748]
- 22 نوفمبر / تشرين الثاني - تجمع مجموعة من المتظاهرين الشباب خارج الوزارة العامة لولاية نويفا إسبارتا مطالبين بالإفراج عن المتظاهرين الطلاب الذين ألقي القبض عليهم خلال المظاهرات.[749]
- 24 نوفمبر - احتجت هدروبوليفار في اليوم الثاني والعشرين على التوالي مع دعوات الحوار مع حاكم ولاية بوليفار، شمال باركيسيميتو خضع للاحتجاجات بعد أن عانى المقيم غضب فشل المجاري في المنطقة وشرع في منع الطرق وحرق الإطارات في الشارع.[750][751]
- 25 نوفمبر / تشرين الثاني - احتج المشترون بالقرب من المتجر حيث حجبوا الشارع لمدة 30 دقيقة تقريبا، بعد أن حدثت قضايا مبيعات الإطارات بسبب النقص.[752]
- 26 نوفمبر / تشرين الثاني - احتجت مجموعات كبيرة من عمال مصنع السكر المركزي في فنزويلا لعدة ساعات بعد الفصل المتكرر للعمال.[753]
- 27 نوفمبر / تشرين الثاني - احتجت مجموعة من الأسر خارج مقر المعهد الوطني للإسكان إينافي) في بويرتو أورداز على قضايا سكانية مع بعثة الإسكان الكبرى في فنزويلا.[754]

## ديسمبر

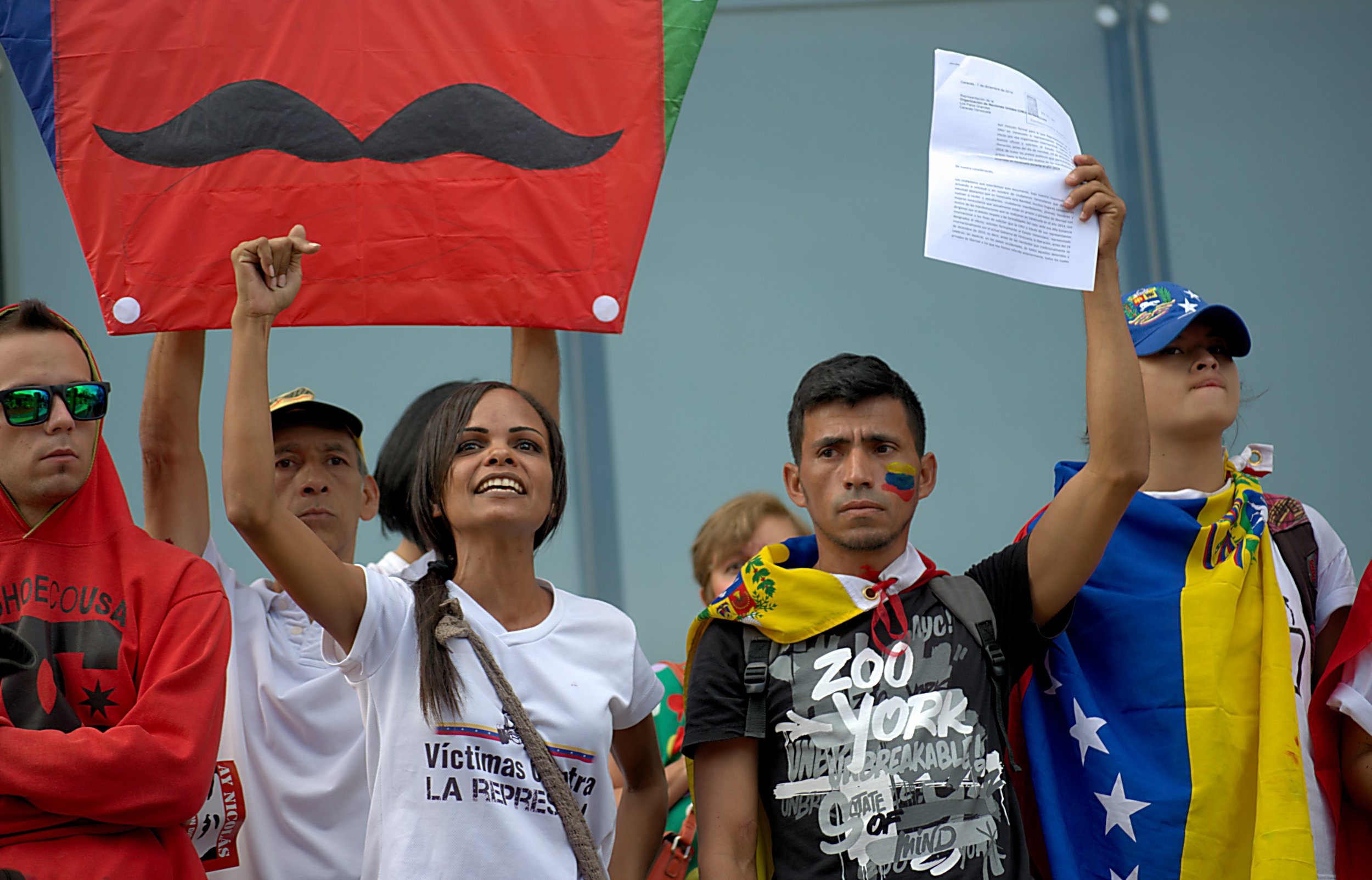
مارفينيا خيمينيز وآخرون يحتجون خلال مسيرة من ميدان التاميرا إلى مقر برنامج الأمم المتحدة الإنمائي.

- 1 ديسمبر - احتج موظفون متقاعدون من كوربويليك بعد عدم كفاية الأجور وطالبوا بالاجتماع مع جيسي تشاكون، وزير قطاع الكهرباء.[755]
- 2 كانون الأول / ديسمبر - كان سكان بوكا غريتا يسيطرون على شاحنتين من الوقود، ويعرقلان الطرق بين تاتشيرا وزوليا ويهددان بحرق الشاحنات إذا لم يظهر الحاكم، وظهرت مجموعة من 20 عضوا في لجنة ضحايا غواريمباس خارج السفارة الأسبانية في فنزويلا مطالبين رئيس الوزراء الأسباني ماريانو راخوي «بعدم تشجيع الإفلات من العقاب» بعد أن طالب بالإفراج عن ليوبولدو لوبيز في 27 أكتوبر.[756][757]
- 9 ديسمبر / كانون الأول - نددت لجنة ضحايا غواريمباس بإدخال عقوبات أمريكية محتملة تقول إنها تعزز الإفلات من العقاب لقادة المعارضة الذين يعتقدون أنهم مسؤولون عن العنف وانتقدوا قرارات لجنة الأمم المتحدة لمناهضة التعذيب والفريق المعني بالاحتجاز التعسفي.[758]
- 12 ديسمبر - قدمت لجنة ضحايا غواريمباس رسالة إلى بعثة الاتحاد الأوروبي في كاراكاس لإبلاغ قصصهم عن الاحتجاجات في حين تشجب رئيس الوزراء الأسباني.[759][760]
- 15 ديسمبر / كانون الأول - وقعت احتجاجات في كولونيا توفار في ولاية أراغوا بسبب انعدام الأمن في المنطقة، احتج الطلاب في يونيت تاتشيرا على الميزانية.[761][762]
- 16 ديسمبر / كانون الأول - احتج طالب من الجامعة الكاثوليكية في تاشيرا لدعم الطلاب الذين اعتقلوا منذ فبراير / شباط.[763]
- 17 ديسمبر / كانون الأول - أفيد بأن رئيس بلدية كارابوبو السابق، إنزو سكارانو، الذي اعتقلته السلطات الفنزويلية يحاكم في محكمة عسكرية.[764]
- 18 ديسمبر / كانون الأول - قام الطلاب في بلازا ألتاميرة بمطالب عديدة ومنها الإفراج عن المتظاهرين المسجونين من قبل الحكومة الفنزويلية.[765]
- 19 ديسمبر / كانون الأول - قالت رئيسة وزراء الاتحاد الأوروبي فيديريكا موغيريني إنها «تشعر بقلق بالغ» إزاء «الاعتقالات التعسفية المستمرة»، مع قرار الاتحاد الأوروبي مشيرة إلى أن ليوبولدو لوبيز «تعرض للتعذيب البدني والنفسي»، كما نددت بحالات ورؤساء البلديات المعارضين دانييل سيبالوس وفيسنسيو سكارانو.[766][767]
- 23 ديسمبر / كانون الأول - في مدينتي لارا وتروخيو، قام الطلاب باحتجاجات مماثلة كتلك الموجودة في بلازا ألتاميرا وربطوا انفسهم بالسلاسل معا قائلين أنهم سيبقون هناك حتى تصدر الحكومة الفنزويلية قرار اعفاء للطلبة المعتقلين.[768]